# عبد العزيز آل سعود
عبد العزيز بن عبد الرحمن بن فيصل آل سعود، (19 ذو الحجة 1293 هـ/15 يناير/كانون الثاني 1876م– 2 ربيع الأول 1373 هـ/9 نوفمبر 1953م) هو مؤسس المملكة العربية السعودية الحديثة وأول ملوكها، والحاكم الرابع عشر من أسرة آل سعود. ولد في الرياض لأسرة آل سعود الحاكمة في نجد، ولما بلغ الخامسة عشر من عمره انتقل مع عائلته إلى قطر ثم البحرين ثم إلى الكويت بأمر من الدولة العثمانية واستقبلهم شيخها آنذاك محمد الصباح بعد انتصار محمد بن عبد الله الرشيد حاكم حائل على الإمام عبد الرحمن بن فيصل بن تركي آل سعود آخر أئمة الدولة السعودية الثانية.
انطلق الملك عبد العزيز ورجاله، الذين بلغ عددهم ستين رجلاً، في ليلة 21 رمضان سنة 1319هـ الموافق 2 يناير 1902م، من الكويت قاصدين الرياض لاقتحام قصر المصمك، وهو مقر الحاكم.
وبعد استعادة الرياض، وضع الملك عبد العزيز اللبنة الأولى في بناء الدولة، معلناً بداية مرحلة توحيد البلاد. وتعد مرحلة ما بعد استرداد الرياض، أهم المراحل في تاريخ عبد العزيز، إذ قضى أكثر من اثنين وثلاثين عاماً في معارك وحروب على أكثر من جبهة. حتى صدر مرسوم ملكي في 17 جمادى الأولى 1351هـ/19 سبتمبر 1932، بتوحيد كل أجزاء الدولة السعودية الحديثة تحت اسم المملكة العربية السعودية، واختار الملك عبد العزيز يوم الخميس 21 جمادى الأولى 1351هـ/23 سبتمبر 1932 يوماً لإعلان قيام المملكة العربية السعودية.
كان من أبرز إنجازات عبد العزيز بن عبد الرحمن آل سعود، هو التأسيس الإداري والسياسي والاقتصادي والتنموي للبلاد، ونقلها إلى مرحلة حديثة، حيث تم تأسيس مجلس الوكلاء، ومجلس الشورى، وإدارة المقاطعات، ورئاسة القضاء والمحاكم الشرعية، وعدد من الوزارات، ومؤسسة النقد العربي السعودي، وإنشاء سكة الحديد بين الدمام والرياض وغيرها من المؤسسات والمشروعات. واهتم في تنظيم وتطوير الحج، حيث قام بتوسعة الحرمين الشريفين وتأسيس المديرية العامة للحج، وإنشاء المراكز الصحية وإنشاء الطرق، واهتم بشكل كبير في التعليم من خلال تشجيع الطلاب وابتعاثهم. وفي آخر حياته أنشأ عبد العزيز آل سعود مجلس الوزراء، وكان أخر إنجازاته الإدارية والتنظيمية. وقام عبد العزيز بتوطين أبناء البادية، وتأسيس الهجر والقرى لهم، مما نتج عنه تكوين مناطق استقرار عديدة في أنحاء السعودية لعدد من القبائل التي اتجه أفرادها إلى أعمال الزراعة والتجارة وإحياء الأراضي التي استقروا بها، بدلاً من حياة التنقل وعدم الاستقرار. وفي عهده انضمت السعودية إلى العديد من المنظمات والاتفاقيات الدولية، وكانت من أوائل الدول التي قامت بتوقيع ميثاق هيئة الأمم المتحدة في عام 1945 وساهمت كذلك في تأسيس جامعة الدول العربية في عام 1945.
يعرف الملك عبد العزيز عند العرب باسم عبد العزيز)، وعند الغرب ابن سعود، ولقَّبه الإعلام الغربي عام 1934م (بسمارك) العرب ونابليون العرب وكرومويل الصحراء، و"الملك سليمان الجديد"، وأطلق عليه عام 1931 لقب جورج واشنطن الأمة الجديدة، كما أطلق عليه بعد تأسيس السعودية (زعيم الجزيرة العربية).

## نسبه
هو «عبد العزيز بن عبد الرحمن بن فيصل بن تركي بن عبد الله بن محمد بن سعود بن محمد بن مقرن بن مرخان بن إبراهيم بن موسى بن ربيعة بن مانع بن ربيعة المريدي، والمردة من بني حنيفة من بكر بن وائل بن قاسط الذي ينتهي في ربيعة بن نزار بن معد بن عدنان.
- أبوه: هو «الإمام عبد الرحمن بن الإمام فيصل». كان الإمام عبد الرحمن أصغر أولاد الإمام فيصل.
- أمه: هي «سارة بنت أحمد بن محمد السديري». تنتمي لأسرة السدارى من البدارين من الدواسر.[21] وكانت سارة السديري صاحبة عقل وتدبير. ويروى لها شعر شعبي من«الملحون أو النبطي». وصفت الأميرة سارة السديري بالجمال وطول القامة؛ حيث كانت امرأة فارعة الطول ذات بنية كبيرة، ويُقال إن الملك عبد العزيز ورث قامته الطويلة وبنيته الكبيرة عن أُمِّه.[22]
- أعمامه: هم «عبد الله بن فيصل بن تركي آل سعود، وسعود بن فيصل، ومحمد بن فيصل».[23]

## نشأته
ولد عبد العزيز بن عبد الرحمن عام 1293هـ/1876م، في مدينة الرياض في منطقة نجد في وسط الجزيرة العربية. في السابعة من عمره عهد به والده الإمام عبد الرحمن بن فيصل إلى القاضي عبد الله الخرجي لتعليمه القرآن الكريم. وفي العاشرة من عمره تلقى تحصيله في الفقه والتوحيد على يد الشيخ عبد الله بن عبد اللطيف آل الشيخ، وكان والده الإمام عبد الرحمن حريصاً على تعليمه ركوب الخيل والفروسية بكل معانيها فتم له ذلك في وقت مبكر، كان عبد العزيز يتمتع منذ صباه بذكاء مفرط. وكانت تلك الفترة المفعمة بالأحداث السياسية المؤسفة، وقد تحالفت فيها الشدائد ضد أسرة آل سعود، كما كان عبد العزيز يرى عمومته يتنازعون السلطة فيما بينهم.

## الطريق إلى الحكم

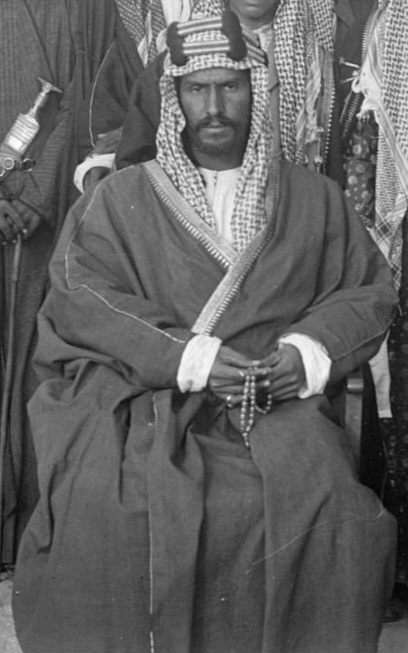
عبد العزيز بن عبد الرحمن في الكويت.

بعد تغلب محمد بن عبد الله الرشيد على آل سعود، واستيلائه على الرياض عام 1309هـ/1891م، اتجه الإمام عبد الرحمن الفيصل بأسرته إلى البادية، يلتمس مأوى ينأى به وبمن معه، عن يد محمد بن عبد الله الرشيد. ولما صار في عرض الصحراء، استشعر من القبائل الضاربة في المناطق القريبة من الرياض، ذعرها من بن رشيد وتخوفها من بطشه، إن هي آوت كبير آل سعود. فانطلق بمن معه موغلاً في منازل آل مرة والعجمان، بين يبرين والأحساء. وبينما كان في انتظار الرد من الشيخ عيسى بن سلمان آل خليفة حاكم البحرين للسماح له بترك أسرته لديه مكث في صحراء شرق الجزيرة العربية يترقب الأحداث حين أتته الموافقة على الإقامة حيثما يشاء في المناطق الخاضعة للنفوذ العثماني بناء على شفاعة حافظ باشا المتصرف العثماني للأحساء، ولكن استقر رأيه على الإقامة في الكويت بعد أن رفُض طلبه الأول، تم قُبول طلبه الثاني من الدولة العثمانية وأذنت له بالإقامة في الكويت، وحددت له مساعدة شهرية أثناء إقامته. وقد كان اختيار الإمام عبد الرحمن الفيصل للكويت كونها المكان الأنسب لمراقبة الأحداث والتطورات السياسية في نجد والمناطق المجاورة لها، وكانت الكويت في تلك الفترة تحت إمارة محمد الصباح.
خلال إقامة الإمام عبد الرحمن وابنه عبد العزيز في الكويت، وبعد تولي مبارك الصباح الحكم بعد مقتل أخيه محمد الصباح، كانا يراقبان الأحداث من حولهما وأعينهما على نجد وما يدور فيها، بل كانا يستطلعان الأخبار من القادمين منها، وكان عبد العزيز متوثباً ومستعداً لأمر جلل. كان يود أن يخوض غمار ذلك الصراع، ومما زاد الجذوة اشتعالاً في نفسه وفؤاده، وصول للإمام عبد الرحمن مكاتبات من أتباعه في نجد يحثونه على القدوم إليهم. كان الإمام عبد الرحمن قد أقام عند وصوله إلى الكويت فيما يعرف ببيت العامر؛ فمكث فيه مدة إقامته في الكويت.
ارتبطت نورة شقيقة عبد العزيز آل سعود به ارتباطًا وثيقا، فهي تكبره بعامٍ واحد، وكانت رفيقته عند خروج الإمام عبد الرحمن بأسرته من الرياض في أعقاب معركة المليداء في عام 1308هـ، ولعبت نورة دوراً كبيراً في شحذ همة أخيها عبد العزيز في استعادة الرياض، وعندما خرج من الكويت نحو الرياض بكت والدته وشجعته أخته نورة، قائلة:
| عبد العزيز آل سعود | لا تندب حظك كالنساء، إن خابت الأولى والثانية؛ فسوف تظفر في الثالثة، إبحث عن أسباب فشلك واجتنبها. لا تكثر من إقامتك عند امرأتك أو في بيت أمك؛ فالرجال لم يخلقوا للراحة. | عبد العزيز آل سعود |

## حروب التوحيد

### استعادة الرياض
في عام 1318 هـ/1900م وعندما بلغ عبد العزيز 25 سنة، طلب عبد العزيز من والده، الإمام عبد الرحمن، السماح له باستعادة حكم أسرته آل سعود، إلا أن والده لم يسمح له بذلك، خوفاً عليه من عدوّه ابن رشيد الذي يفوقه في العدد والعدة. لكن عبد العزيز نجح في إقناع والده، فقام بصحبة ستين رجلاً لاستعادة الرياض في عام 1319 هـ/1901م، كان من ضمنهم عشرة رجال من أسرة آل سعود، وهم: أخوه محمد بن عبد الرحمن وعبد الله وعبد العزيز وفهد أبناء جلوي بن تركي آل سعود، وعبد العزيز بن مساعد بن جلوي آل سعود وعبد العزيز بن عبد الله بن تركي آل سعود، وعبد الله بن سعود بن عبد الله آل سعود، وفهد بن إبراهيم بن مشاري آل سعود، وناصر بن سعود بن فرحان آل سعود وسعود بن ناصر بن سعود بن فرحان آل سعود.
بعد أن قضى عبد العزيز زمناً في واحة يبرين على الأطراف الشمالية للربع الخالي جنوب شرقي الجزيرة العربية، واصل ورفاقه، السير، حتى بلغوا مكاناً، يقال له «الشقيب»، من ضواحي مدينة الرياض، في 5 شوال 1319هـ/15 يناير 1902م. ووضع عبد العزيز خطة للهجوم، فقسم قواته إلى ثلاثة مجموعات.
المجموعة الأولى، قوة احتياطية عددها عشرين رجلاً تكون على مسافة قريبة من الرياض. ترابط عند الإبل. فإذا حل الصباح، ولم يصلها خبر من عبد العزيز، فعلى أفرادها أن ينجوا بأنفسهم، إذ قد يكون عبد العزيز وأتباعه قد قتلوا. أما إذا استولوا على البلدة، فسيأتيهم رسول من قبله، للحاق به. والمجموعة الثانية، عددها ثلاثين رجلاً، بقيادة أخيه، محمد بن عبد الرحمن، تختبئ في إحدى المزارع، خارج أسوار الرياض، حتى تصلها الأوامر من عبد العزيز، ومهمتها حماية ظهور المجموعة الثالثة. وأما المجموعة الثالثة، عددها عشرة رجال، وهي رأس الحربة للقوات، يقودهم الأمير عبد العزيز لدخول الرياض. وقد كان لقلة أفرادها، أثرها في سهولة دخول المدينة في ظلام الليل. واستطاعت هذه المجموعة أن تتسلق السور في الظلام، ويدخلوا بيتاً مجاوراً لبيت «عجلان بن محمد» عامل ابن رشيد على الرياض، فتسلق عبد العزيز ورفاقه إلى بيت عجلان، ولكنهم لم يجدوه فيه. وأخبرتهم زوجته أنه نائم في قصر المصمك عند الحامية، وأنه لا يأتي إلى بيته، إلا بعد طلوع الشمس، لعدم اطمئنانه إلى الأوضاع المحيطة به. ونصبوا كميناً على مقربة من الحصن منتظرين عجلان. وفي هذه الأثناء، أرسل عبد العزيز إلى أخيه محمد ورفاقه، الذين بقوا خارج السور، فانضموا إليهم وتكاملوا داخل بيت عجلان.
حل صباح 15 يناير 1902م، وخرج عجلان بن محمد من قصر المصمك، بعد شروق الشمس، ومعه عدة رجال، ثم أطلق عليه عبد العزيز النار من بندقيته، فلم يقتله. ثم تتابع الرصاص من الباقين، وتعقبوا عجلان ورجاله. وتمكن عجلان من دخول القصر. فازدحم عبد العزيز ورفاقه عند باب القصر، والحامية تصب رصاصها عليهم. ودخل الأمير عبد الله بن جلوي القصر، في أثر عجلان، فأدركه جريحاً، فأجهز عليه برصاصة من بندقيته. وقُتل عدد من أتباعه. وتتابع رجال عبد العزيز في دخول القصر، فاضطر باقي رجال الحماية إلى الاستسلام. ونودي في الرياض، أن الحكم لله، ثم لعبد العزيز بن عبد الرحمن آل سعود، ثم أمر عبد العزيز بتحصين الرياض، وتمكن بمساعدة أهلها، من بناء سور حصين للعاصمة، في أربعين يوماً.
ويعد نجاح هذه المحاولة بداية حقيقية لتأسيس الدولة السعودية الثالثة، ومنها تبدأ عملية توحيد البلاد في إطار دولة سعودية حديثة تعيد المناطق والأقاليم التي كانت تابعه للدولة السعودية الأولى والثانية. وكانت هذه المحاولة محاولة جادة وصعبة جداً، لأن نجاحها غير مضمون ولا متوقع. لذا وصفها الكاتب الإنجليزي كنث وليمز بأنها طريقة تدل على براعة فائقة وحذق مدهش.
ويصفها فؤاد حمزة بأنها من أروع قصص البطولة وأعظمها شأنًا وأجلها قدراً. ويصفها حافظ وهبة بأنها قصة تشبه قصص أبطال اليونان، وترينا عظم الأخطار التي أحاطت بابن سعود.
وبعد سيطرت عبد العزيز على الرياض، أرسل إلى والده الإمام عبد الرحمن بن فيصل يبشّره بالنصر ويطلب منه العودة بعد أن استتب الأمن في الرياض وما حولها، فأقبل الإمام بمن معه من الرجال واستقبله عبد العزيز، فدخل الرياض بعد غياب إحدى عشر سنة. وبعد عودة الإمام عبد الرحمن حاول عبد العزيز التخلي عن الحكم لوالده، لكن الإمام عبد الرحمن رفض. وتمت البيعة لعبد العزيز في اجتماع عام عقد بالرياض بعد صلاة الجمعة في ربيع الأول عام 1320هـ/1902 حضره العلماء والوجهاء، ثم أعلن الإمام عبد الرحمن بن فيصل تنازله الكامل عن حقوقه في الملك لابنه عبد العزيز، وأهدى إليه سيف الإمام سعود الكبير الذي نصله دمشقي، وقبضته محلاة بالذهب وجرابه مطعّم بالفضة.

### ضم بقية أقاليم نجد

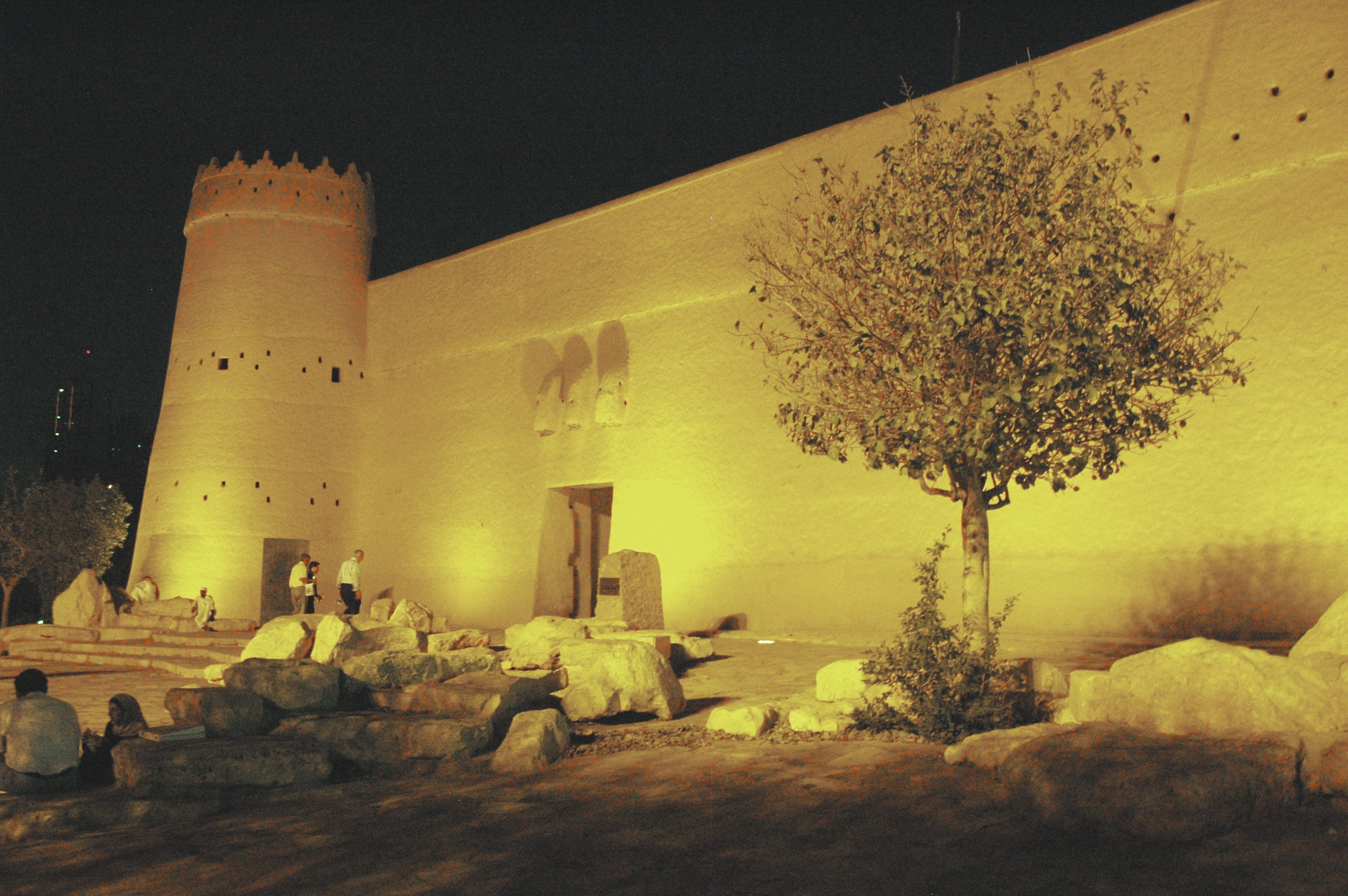
قصر المصمك، كان مسرحاً لمعركة فتح الرياض.

استعد عبد العزيز بن سعود، فقد لأول لقاء عسكري مباشر مع خصمه، عبد العزيز بن رشيد. فبعد أن حصن الرياض، خرج منها، تاركاً فيها حوالي ألف مقاتل، مع والده، الإمام عبد الرحمن، للدفاع عنها. وتوجه إلى جنوب الرياض، إلى حوطة بني تميم، ليستنهض أهلها، وبعث أخاه، سعد بن عبد الرحمن، إلى بلدة الحريق، مستنجداً بأهلها. وجعل عبد الله بن جلوي يرابط بقوات في «عليّة»، التي تقع بين البلدتَين المذكورتَين. كما رابطت سرية من قواته، بقيادة السديري، في الدلم.
لما علم ابن رشيد بخروج عبد العزيز بن سعود، إلى الجنوب، أسرع إلى الرياض، ظناً منه، أن خلافاً قد حصل بين عبد العزيز ووالده، ليتفاجأ بحصانة البلدة ومناعتها، فتركها، وتوجه إلى الخرج، لملاقاة عبد العزيز بن سعود. ونزل ابن رشيد، مع أربعة آلاف من مقاتليه، في بلدة نعجان، وكانت ترابط، بالقرب منها، قوات الأمير السعودي، في بلدة الدلم، بقيادة السديري. وكان معظم جيش الأمير عبد العزيز بن سعود، مكوناً من أهالي بلدتَي الحوطة والحريق، وبلغ عددهم ألفَي مقاتل. ووصلته أخبار مجيء عبد العزيز بن رشيد، بجيشه، إلى نعجان، وهو لا يزال في الحوطة. ولما هاجمت قوات ابن رشيد الدلم، فوجئت بمقاومة عنيفة، وانسحب منها. واستمرت المناوشات بين الطرفَين مدة شهر ونصف. صمدت فيها قوات ابن سعود. واضطر ابن رشيد إلى الانسحاب والعودة إلى نعجان. وتعقبه ابن سعود إلى السلمية. ووقعت بينهما اشتباكات غير حاسمة. وحينما أيقن ابن رشيد، أن لا قدرة له على مواجهة خصمه، انسحب، وتوجه نحو شمال نجد. وكانت موقعة الدلم، أو «السلمية»، أول مواجهة بين الخصمَين ابن سعود وابن رشيد. ويرجح أنها كانت في شهر شعبان 1320هـ/نوفمبر 1902. وكان هذا الانتصار لابن سعود مشجعاً لأهالي المناطق، الواقعة شمال الرياض على التمرد على ابن رشيد، مما سهل على عبد العزيز بن سعود ضمها إلى حكمه. فانتفضت شقراء ضد أميرها من قبل ابن رشيد، عبد الله الصويغ. وأخرجه أهلها إلى ثرمداء، وأعلنوا ولاءهم للرياض. وتوجه ابن سعود إلى شقراء ودخلها. وبعث سرية إلى ثرمداء، بقيادة عبد الله بن جلوي، سيطرت عليها. ونجحت سرية أخرى، أرسلت إلى روضة سدير، بقيادة أحمد السديري، في السيطرة عليها، وأخرجت حامية ابن رشيد منها. وتوالى دخول بلدان سدير تحت الحكم السعودي، إلاّ المجمعة، قاعدة ذاك الإقليم، التي بقيت تابعة لابن رشيد وموالية له. وبحلول شهر ربيع الأول من سنة 1321هـ/يونيو 1903، تمكن ابن سعود، من توحيد أقاليم الوشم، وسدير، والمحمل، والشعيب. وقد كانت الأعمال العسكرية في تلك المناطق، موجهة، في الأساس، ضد حاميات ابن رشيد لأن أهلها، كانوا ميالين إلى الحكم السعودي.

### ضم القصيم

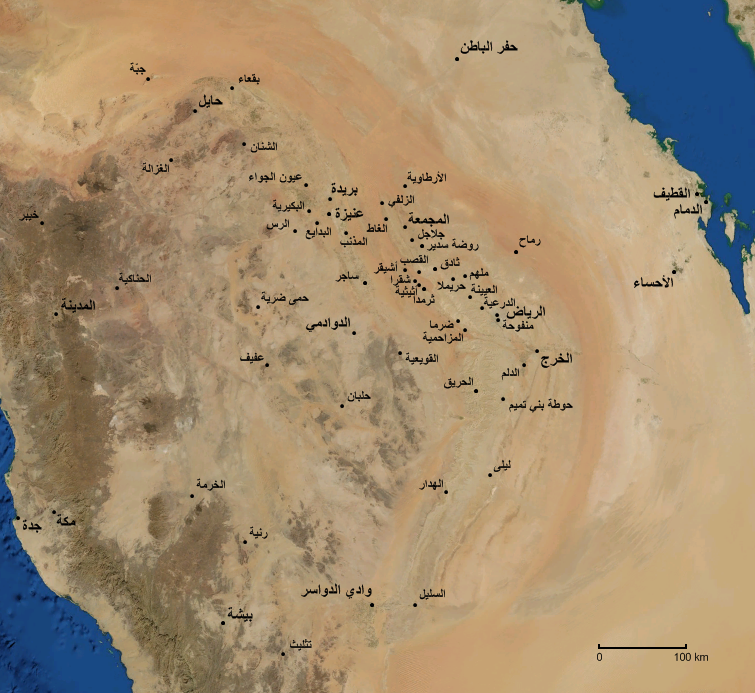
أهم المدن والقرى في نجد، وبعض المدن المجاورة.

أخذ ابن رشيد يعزز دفاعاته في القصيم؛ فعزز الحامية الموجودة في بريدة، بسرية من قواته، بقيادة عبد الرحمن بن ضبعان. وبعث سرية أخرى إلى عنيزة، بقيادة فهيد بن سبهان. كما رابطت، بالقرب من هذه البلدة، سرية مكونة من أربعمائة رجل، يقودها ماجد الحمود الرشيد. وأرسل سرية مكونة من أربعمائة رجل، أيضاً، إلى منطقة السر، على الحدود الجنوبية للقصيم، لترابط فيها، بقيادة حسين بن جراد. وذهب عبد العزيز بن رشيد، إلى العراق، ليؤمن لجيشه الطعام، ويستنهض عشائر شمر هناك، واتصل بالمسؤولين العثمانيين، طالباً منهم تزويده بالمؤن والسلاح والمال، ونجدته على غريمه ابن سعود. وخرج عبد العزيز بن سعود، بجموعه، من الرياض، في أواخر ذي الحجة عام 1321هـ/مارس 1904. وانضم إليه أمراء عنيزة، وأمراء بريدة السابقون. وفي 5 محرم سنة 1322هـ/23 مارس 1904، اقترب عبد العزيز بن سعود من عنيزة، وحاصر أسوارها الجنوبية. وأمر آل سليم، وآل مهنا، وأتباعهما، أن يدخلوا عنيزة، ليستولوا عليها. فدخلوها، من دون مقاومة، وكمنوا لرئيس الحامية الرشيدية فيها، فهيد بن سبهان، وتمكنوا من قتله، وحاصروا قصر الإمارة، الذي تحصنت به السرية الرشيدية، ثم استسلم أفرادها، وطلبوا الأمان. ولم تتمكن السرية، الموجودة خارج البلدة، بقيادة ماجد الحمود بن رشيد، من تقديم أي عون إلى من هم في داخلها، خاصة بعد أن علموا بتعاون أهلها مع أمرائهم السابقين. ودخل عبد العزيز بن سعود عنيزة، وعين عبد الله بن سليم أميراً عليها، وصالح بن زامل، قائداً للغزو بها. أما بريدة، فسيّر إليها ابن سعود أمراءها السابقين، آل مهنا. وحاصر آل مهنا قائد حامية بريدة، عبد الرحمن بن ضبعان، في القصر. وبعد أن استمر الحصار شهراً ونصف الشهر، استسلم أفراد الحامية، وخرجوا بسلاحهم، وأعطاهم عبد العزيز بن سعود الأمان على أرواحهم، ليرحلوا إلى بلادهم. ودخل عبد العزيز بن سعود بريدة، وبايعه أهلها. وعين صالح بن حسن المهنا أميراً عليها. وبخضوع عنيزة وبريدة، يكون إقليم القصيم، قد خضع للحكم السعودي.
بعدما علم عبد العزيز بن متعب الرشيد، بانتصارات عبد العزيز بن سعود في القصيم، وهو في العراق، يستمد العون من الدولة العثمانية، ويستثير قبيلة شمر لنجدته. وقد أمدته الدولة العثمانية بعدد 2000 جندي وستة مدافع بقيادة العقيد حسن شكري. وأسرع ابن رشيد إلى القصيم. ووصل إلى الشيحية، بالقرب من بلدة البكيرية. واستنهض ابن سعود وهو في بريدة، أهل البادية والحاضرة، ليجتمعوا عنده. ثم خرج بهم ونزل البكيرية، في مواجهة ابن رشيد، وكانت تسمى هذه المعركة، معركة البكيرية، وكانت في شهر ربيع الثاني 1322هـ/يونيو 1904. وقسم عبد العزيز بن سعود جيشه إلى قسمين. قسم بقيادته لملاقاة ابن رشيد. وقسم أخر لملاقاة الجيش العثماني النظامي. ونشب القتال بين الطرفَين. ورجحت كفة ابن رشيد، في بداية المعركة، إذ ركز نيران مدافعه ضد القسم، الذي يقوده عبد العزيز بن سعود، وألحق به خسائر بشرية كبيرة. وانسحب إلى جهة بلدة المذنب. ولكن القسم الأخر من جيشة، لم يعلموا بأن القسم الآخر من الجيش قد انهزم، وحققوا نصراً ضد الجنود النظاميين العثمانيين، وأسروا عدداً من الجنود، وغنموا بعض المدافع، وعادوا إلى البكيرية. ولكن ظلت قوات ابن رشيد متماسكة وثابتة. ولما أدركوا أنهم معرضين لخطر ابن رشيد، غادروا البكيرية إلى بلدانهم في القصيم. وكانت الخسائر البشرية كبيرة، لدى الطرفَين، خاصة بين الجنود النظاميين العثمانيين. وخسر ابن سعود 900 رجل من قواته، منهم أربعة من آل سعود. وقُتل من جيش العثمانيين نحو ألف جندي. وقُتل من جيش ابن رشيد 300 رجل، بينهم اثنان من آل رشيد. ثم قدم ابن سعود إلى عنيزة. وتوافدت عليه جموع من بوادي عتيبة ومطير، فتجمع لديه اثنا عشر ألف مقاتل. ورجع ابن رشيد إلى البكيرية، ثم انطلق إلى بلدة الخبراء، وقذفها بالمدافع. وسار عبد العزيز بن سعود للسيطرة على البكيرية، إلا أن ابن رشيد سارع إلى إرسال سرية بقيادة سلطان الحمود الرشيد، اصطدمت بخيالة ابن سعود، عند الفجر، فهزمتها ودخل عبد العزيز بن سعود البكيرية. ثم تعقب جيش ابن رشيد، الذي ارتحل من بلدة الخبراء إلى الشنانة، وعسكر فيها. بينما عسكر ابن سعود في بلدة الرس.
لم تكن معركة البكيرية حاسمة، وكانت المناوشات الخفيفة، تجري بينهما دون قتال حاسم. ورحل عبد العزيز بن رشيد بجنوده إلى قصر ابن عقيّل، وفيه سرية لابن سعود، فضربه بالمدافع. وقبل أن يهجم على القصر في الصباح، سبقه عبد العزيز بن سعود إلى داخل القصر. وفي الصباح ضربهم ابن رشيد بالمدافع. فخرج له ابن سعود، واقتتلوا، ثم انهزمت قوات الأتراك النظامية. وانحسب بعدها عبد العزيز بن رشيد. وكانت تسمى هذه المعركة، معركة الشنانة، حيث وقعت في 18 رجب 1322هـ/29 سبتمبر 1904. ووطدت هذه المعركة الحكم السعودي في القصيم. وقضت على النفوذ العثماني في نجد. حيث وصف بعض الكتاب أهميتها؛ فقال أمين الريحاني: «وقعة الشنانة، هي القسم الثاني من مذبحة البكيرية، التي قضت على عساكر الدولة، وأغنت أهل نجد». وأضاف: «تشتت ما تبقى من جنود الدولة - الدولة العثمانية - بعد هذه الوقعة. فكانت حالتهم محزنة، فقد فر بعضهم مع ابن رشيد، وهام الآخرون في الفيافي، كالسائمة. ومنهم من لجأ إلى ابن سعود، فآواهم وكساهم وأعطاهم الأمان». أما كنت وليمز، فقال: «كانت هزيمة الأتراك، في سبتمبر سنة 1904، شنيعة حقاً، فاستسلم بعضهم للوهابيين، ولجأ آخرون إلى قبائل شمر، وذهب كثيرون ضحايا الجوع والعطش».
بعد معركة الشنانة، أوعزت الدولة العثمانية للشيخ مبارك الصباح بالتوسط لدى عبد العزيز لقبول عقد مؤتمر بينها وبينه لتسوية الخلافات، وكتب الشيخ مبارك الصباح إلى عبد العزيز برغبة الدولة العثمانية في عقد لقاء بين الإمام عبد الرحمن بن فيصل ووالي البصرة فخري باشا في بلدة الزبير في العراق، فوافق عبد العزيز. واقترح المندوب العثماني أن تكون منطقة القصيم منطقة محايدة بين عبد العزيز ابن سعود وعبد العزيز ابن رشيد، لكن المؤتمر فشل. وأعدت الدولة العثمانية حملتين عسكريتين خرجت الأولى من البصرة في أواخر عام 1322هـ/يناير 1905 بقيادة المشير أحمد فيضي باشا قوامها ثلاثة آلاف جندي ومعهم خمسة مدافع، وخرجت الحملة الثانية من المدينة المنورة بقيادة الفريق صدقي باشا قوامها سبعمائة وخمسون جنديًا ومعهم بطارية مدفع، وقد وصلت الحملة الأولى إلى بريدة في عام 1323هـ/15 أبريل 1905، والحملة الثانية وصلت إلى عنيزة بعدها بثلاثة أيام، وعندما علم عبد العزيز، قام بحملة من الرياض إلى القصيم ونـزل في بلدة العمار. ثم عُقد لقاء بين قائد الحملة أحمد فيضي باشا وبين ابن رشيد للتخطيط لمهاجمة عبد العزيز، ولكن اللقاء لم يصل إلى قرار حاسم، فعاد ابن رشيد إلى مقر إقامته في بلدة الكهفة، ثم أجرى أحمد فيضي اتصالات مع عبد العزيز بشأن المقترحات الأولى، ولكنه رفض. لكن المفاوضات عادت مره أخرى بين الطرفين، وعقد المؤتمر برئاسة الإمام عبد الرحمن ممثلاً للجانب السعودي وأحمد فيضي ممثلاً للدولة العثمانية، وكرر المندوب العثماني مقترحاتهم السابقة وأعلنوا تمسكهم بها. اتصل ابن رشيد بالمشير أحمد فيضي محاولاً التأثير عليه لقتال عبد العزيز، لكنه رفض بحكم أنه ينفذ تعليمات الدولة العثمانية. وكان من الممكن بأن يرى الاتفاق النور لولا أن أحمد فيضي نُقل إلى اليمن قائدًا للحملة ضد الثورة التي قام بها الإمام يحيى حميد الدين في صنعاء، فأسرع بمغادرة القصيم في 8 صفر 1323هـ/15 أبريل 1905 وحل محله الفريق صدقي باشا الذي نقل معسكره إلى بلدة الشيحية وبقي هناك دون تحركات. وبذلك توقفت المفاوضات. ثم تشجع ابن رشيد بهذه التطورات التي رأى أنها في صالحه، وجمع قواته في معسكره في الكهفة، واتصل بالعثمانيين من جديد طالبًا منهم العون. وسرعان ما جاءته الأخبار بأن عبد العزيز انسحب من القصيم ولم يتوجه إلى الرياض بل ذهب في مهمة عسكرية لمساعدة حاكم قطر قاسم آل ثاني في إخماد فتنة داخلية في بلاده، واستغل غياب عبد العزيز وأسرع إلى القصيم وحاول استرجاعها. وفي 16 صفر سنة 1324هـ/12 أبريل سنة 1906، وصل عبد العزيز خبر نزول ابن رشيد، في روضة مهنا، غرب نفود الثويرات. فأمر عبد العزيز أتباعه بالتوجه إلى مهاجمة خصمه ابن رشيد، وكانت في ليلة 17 صفر سنة 1324هـ/13 أبريل 1906، ودارت معركة روضة مهنا تحت جنح الظلام. واحتلوا مراكز لجنود ابن رشيد، الذين تقهقروا، على الرغم من جولان ابن رشيد على حصانه بينهم، حاضاً إياهم على الثبات. وفوجئ عبد العزيز بن رشيد بوجوده وسط جيش ابن سعود معتقداً أنه وسط جيشة، فأطلقوا رجال ابن سعود عليه الرصاص، فقتل، وانهزم جنوده.

### استعادة الأحساء من العثمانيين

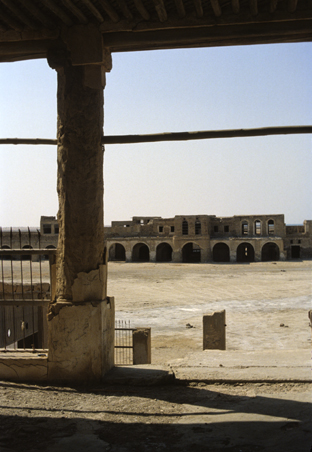
ميناء العقير التاريخي في الأحساء.

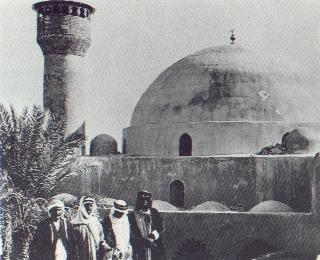
قصر إبراهيم، مقر الإمارة في الأحساء.

كانت منطقة الأحساء، تعتبر غنية بمواردها الزراعية والحيوانية وموانئها التجارية، وذات أهمية لمنطقة نجد. وكان ذلك واضحاً من خلال مد نفوذ الدولة السعودية الأولى والثانية عليها. حيث كانت الأحساء جزءاً منهما.
حتى سيطرت عليها الدولة العثمانية عام 1288هـ/1871 وانتزعتها من الدولة السعودية الثانية، زمن الإمام عبد الله بن فيصل. وبعد سيطرة عبد العزيز بن سعود على القصيم، وتثبيت حكمه في نجد، تحول اهتمامه إلى الأحساء، منتهزاً فرصة انشغال الدولة العثمانية بحرب البلقان، وضعفها بعد هزيمتها أمام إيطاليا، في طرابلس الغرب. وفي تلك الفترة، عجز الوالي العثماني في الأحساء أحمد نديم، عن حفظ الأمن فيها، وأصبحت عُرضةً لهجمات البادية. فكتب وجهاء أهل الأحساء إلى عبد العزيز بن سعود، ليخلصهم من الفوضى. وبدأ ابن سعود اتصالاته مع مؤيديه في الأحساء، ممهداً لما سيقوم به من عمل عسكري ضد العثمانيين هناك. ثم زحف بجيشه إلى الأحساء. وقصد الهفوف، في جمادى الأولى سنة 1331هـ/أبريل 1913، وهيأ له أنصاره، في داخل البلدة سهولة دخوله. وقسم عبد العزيز جيشه إلى قسمَين. قسم أبقاه خارج الأحساء، بقيادة عبد الله بن جلوي، وقوامه أربعمائة رجل، ليحموا ظهور الداخلين إليها. وقسم بقيادته، يدخل البلدة، ويستولي عليها. ثم وُضعت السلالم على السور، فصعد عليها بعض جنده، وأدلوا الحبال، فتسوره الآخرون، وانتشروا بسرعة داخل البلدة، واستولوا على المراكز العسكرية فيها، وفُتحت فتحة في السور، فدخل منها عبد العزيز مع باقي رجاله. وتحصنت الحامية التركية ومعها المتصرف أحمد نديم، بقصر إبراهيم.
ثم أرسل عبد العزيز ممثله محمد بن شلهوب ومعه الشيخ عبد اللطيف بن عبد الرحمن الملا إلى المتصرف العثماني طالباً منه التسليم، واستشار المتصرف الشيخ عبد اللطيف الملا في الأمر وأشار عليه بتسليم نفسه حقنا للدماء والخروج سالماً هو وجنده لأن سكان البلاد لا يرغبون في بقائهم ولم يمض ذلك اليوم حتى تمت البيعة من جميع سكان الأحساء، وغنم عبد العزيز الذخائر والمعدات التي تركها العثمانيين. وفي اليوم الثاني تم ترحيل المتصرف أحمد نديم وقائد المعسكر ومعهم 1200 جندي بعد استسلامهم إلى العقير تمهيداً لنقلهم إلى البحرين وأذن لهم ابن سعود بان يحملوا أسلحتهم باستثناء الذخائر والمدافع. وخرجوا من القصر، في 28 جمادى الأولى عام 1331هـ/6 مايو 1913، وقام عبد العزيز بترحيلهم إلى العقير، ومنها إلى البحرين. وبعد أن أكمل عبد العزيز بن سعود سيطرته على الأحساء، أرسل سرية إلى القطيف. فبادر أهلها إلى التسليم، وفر من فيها من الجنود العثمانيين على السفن. وعين عبد الله بن جلوي أميراً على منطقة الأحساء. وبضم هذه المنطقة ذات السواحل الطويلة، أمّن عبد العزيز بن سعود لدولته منافذ بحرية.

### ضم عسير

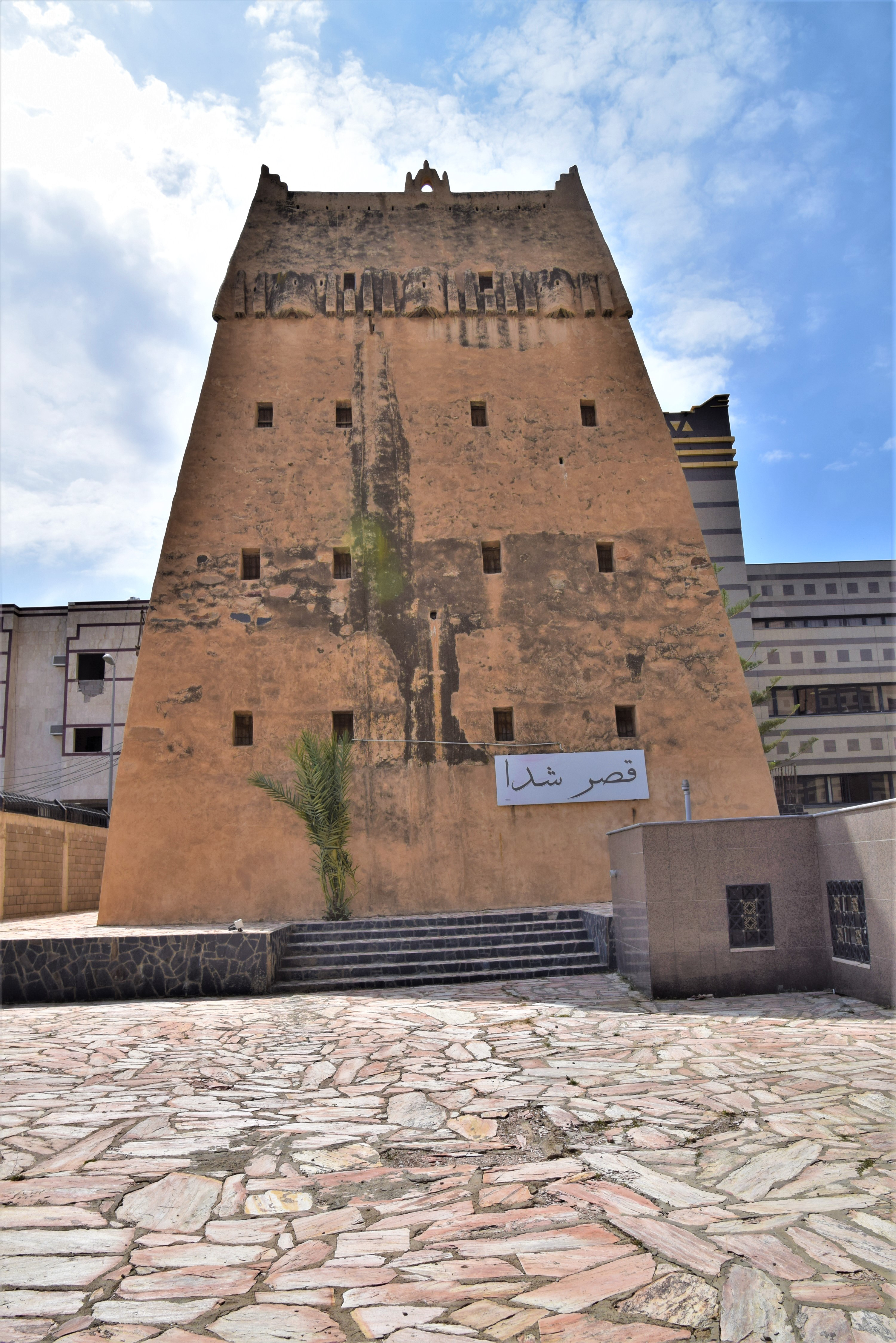
قصر شدا في مدينة أبها. شُيّد بأمر الملك عبد العزيز، ليكون مقرًا للإمارة في عسير.

دخلت منطقة عسير تحت النفوذ السعودي، في الدولة السعودية الأولى، في زمن الإمام عبد العزيز بن محمد بن سعود، في أوائل القرن الثالث عشر الهجري. وعين الإمام عبد العزيز بن محمد، محمد بن عامر أبو نقطة المتحمي، والياً من قبله، على عسير وتهامة والسراة. حتى سيطر عليها العثمانيين بعد سقوط الدولة السعودية الأولى. وبعد خروج العثمانيين من عسير، أصبحت المنطقة هدفاً لأطماع الشريف حسين بن علي، حاكم الحجاز، والإدريسي حاكم جازان. وتدهورت أوضاعها، بسبب التدخلات. كما ازداد الخلاف بين أمير عسير حسن بن عايض وبعض القبائل المهمة في المنطقة، مثل قحطان وشهران وغامد وزهران. فاشتكى زعماؤها إلى عبد العزيز بن سعود، تصرفات أميرهم حسن بن عايض، في وقت كان قد لمع نجم عبد العزيز بن سعود في شبه الجزيرة العربية. وحاول ابن سعود، أن يحل الخلاف، ويتوسط في النزاع. ولكن ابن عايض رفض وساطة ابن سعود، حيث رآه تدخلاً في شؤونه الداخلية. كما كان لعبد العزيز بن سعود، عدة عوامل سياسية وتاريخية، جعلته يقرر أن الوقت مناسب لضم عسير إلى حكمه. وأعد جيشاً، قوامه ألفا رجل، بقيادة ابن عمه، عبد العزيز بن مساعد بن جلوي. وأمره أن يتوجه إلى عسير، وذلك في شعبان عام 1338هـ/مايو 1920، وانضم للجيش عدد من أهل عسير. واستطاع جيش ابن سعود هزيمة جيش ابن عايض، في معركة حجلا، بين أبها وخميس مشيط، سنة 1338هـ/1920، ثم تقدم ابن جلوي بقواته، حتى استولى على أبها، عاصمة الإقليم. وبعد أن تمكن بن جلوي من إخضاع عسير، عاد إلى الرياض، في صحبة حسن بن عايض، الذي استسلم بعد فترة قصيرة من سقوط أبها.
بعد أن أقام آل عايض أشهراً في ضيافة عبد العزيز بن سعود، عادوا إلى عسير، وخصصت لهم مرتبات شهرية وزودهم بمبلغ خمسة وستين ألف ريال فرنسي (6500 ليرة ذهباً). وعين الأمير عبد العزيز، أميراً من قبله على منطقة عسير. ولكن كثرت الشكاوى ضده فاستبدل به أمير آخر. واغتنم حسن بن عايض الفرصة، لكي يحكم المنطقة من جديد. وشجعه الشريف حسين على ذلك. فكان يستنهض قبائل بنو شهر، ويساعدهم بالمال والسلاح، ليدعموا ابن عايض. فقام حسن بن عايض بثورة ضد الحكم السعودي في عسير، وحاصر الأمير السعودي في أبها، الذي حاول مقاومته، ولكنه لم ينجح في ذلك. واستمر الحصار عشرة أيام، استسلم، بعدها، الأمير السعودي وحاميته. وبعد شهرَين، جهز عبد العزيز بن سعود جيشاً، بقيادة ابنه الأمير فيصل بن عبد العزيز، قوامه ستة آلاف مقاتل. انطلق من نجد، سنة 1340هـ/1921. وحين اقترب من عسير، انضم إليه أربعة آلاف مقاتل، من مختلف قبائلها. وهزم جموع بني شهر، في بيشة، ثم واصل سيره، حتى وصل إلى حجلا، التي تقهقر إليها محمد بن عايض وجنوده. ثم أخلى محمد بن عايض، وابن عمه حسن بن عايض أبها. وتوجه حسن، ومن معه، إلى جبال حرملة الحصينة. وأما محمد بن عايض، فقد فر إلى القنفذة، ومنها إلى مكة، يستنجد بالشريف حسين، الذي أنجده بفرقة صغيرة. ولما علم الأمير فيصل بن عبد العزيز بأخبار آل عايض، أرسل سراياه إلى حرملة. وبعد معارك استمرت يومَين، صعد الجيش إليها. ولم يجدوا حسن بن عايض فيها، فهدموا قصورها، وعادوا إلى أبها. واستطاع الأمير فيصل بن عبد العزيز، أن ينتصر على ابن عايض، ويعيد الحكم إلى المنطقة. وعاد الأمير فيصل إلى الرياض، في جمادى الآخرة عام 1341هـ/يناير 1923، بعد أن عين سعد بن عفيصان أميراً على عسير. ووصلت فرقة عسكرية أخرى، من قبل الشريف حسين، للنجدة، يرافقها حسن بن عايض. وحاصرت أمير أبها سعد بن عفيصان، فاستنجد بمن حوله، من أهل الصبيحة وتثليث وقبائل قحطان. واشتبكوا مع قوات الشريف، وفكوا الحصار عن أبها. وتراجعت تلك القوات إلى حرملة، وتحصنت بها. وتوفي أمير أبها، بعد أيام من فك الحصار. ووصل الأمير السعودي الجديد، وهو عبد العزيز بن إبراهيم، وتفاوض مع حسن بن عايض، في مقره، في حرملة. انتهت المفاوضات بإبعاد حسن بن عايض وذويه عن أبها. وأرسلوا إلى الرياض، حيث عفا عنهم عبد العزيز بن سعود، وأكرمهم. وبقي حسن بن عايض في الرياض حتى توفي بها. وبذلك، زالت إمارة آل عائض، واستتب الحكم السعودي في عسير.

### ضم حائل

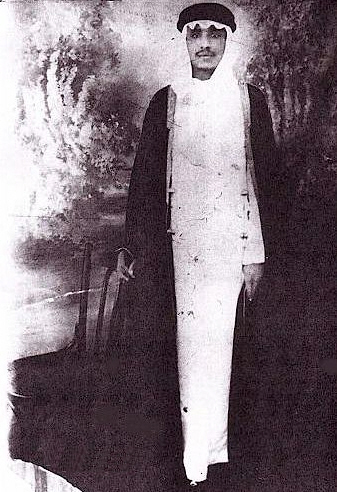
عبد الله بن متعب الرشيد، في عهده حاصر عبد العزيز آل سعود حائل.

لم تستقر الأمور في إمارة آل رشيد، بعد مقتل عبد العزيز بن متعب الرشيد، في موقعة روضة مهنا، في ليلة 17 صفر 1324هـ/13 أبريل 1906. حيث تكررت الاغتيالات بين أبناء أسرة آل رشيد بسبب التنافس على الحكم. وفي هذه الفترة وحد عبد العزيز بن سعود، جزءاً كبيراً من شبه الجزيرة العربية، يشمل نجد والأحساء. وقد استغل ابن سعود، النزاع بين أسرة آل رشيد. فأرسل في رمضان عام 1339هـ/مايو 1921، وهو في القصيم، جيشاً بقيادة ابنه، الأمير سعود بن عبد العزيز، ليهاجم قبائل شمر، الموالية لابن رشيد. وكان الجيش مكون من قبائل عتيبة ومطير وحرب، وكثير من حاضرة نجد. وأمر عبد العزيز بن سعود، أخاه، محمد بن عبد الرحمن، أن يسير بقوة أخرى، ليحاصر حائل. وأمر ابنه، الأمير فيصل بن عبدالعزيز، أن يسير بقوة ثالثة، تزحف على حائل، لتحاصرها من جهة أخرى.
وضربت تلك القوات الحصار على حائل، ولما طال الحصار، وحدثت مناوشات بينهم وبين جيش ابن سعود، الذي كان يقوده الأمير سعود بن عبد العزيز، بعد استدعاء عبد العزيز بن سعود، لأخيه محمد، إلى القصيم. وفي هذه الأثناء، وصل محمد بن طلال الرشيد، من الجوف. ودخل حائل، ليساعد على الدفاع عنها. ولكن عبد الله بن متعب الرشيد، توجس منه، وأنه يسعى إلى الاستيلاء على الإمارة من يده. ففر من حائل، والتجأ إلى الأمير سعود بن عبد العزيز، الذي عاد إلى الرياض، بناء على تعليمات من والده، مصطحباً معه عبد الله بن متعب الرشيد. وعاد عبد العزيز بن سعود، إلى الرياض. وأمر فيصل الدويش بالزحف إلى حائل، إلى أن يحضر إليه هو بنفسه. ونزل الدويش برجاله في الجثامية، خارج حائل. وعسكر، في مقابله، أميرها محمد بن طلال الرشيد، في النيصية. ورجع عبد العزيز بن سعود، مره أخرى، بقواته من الحاضرة وقوات الإخوان، لمحاصرة حائل. حيث وصل في 4 محرم 1340هـ/8 سبتمبر 1921، إلى المنطقة، واجتمع بقواده، وتشاور معهم حول الهجوم على محمد بن طلال الرشيد في النيصية. ومع الفجر، بدأ هجوم جيش ابن سعود، مستخدماً المدافع في المعركة. وقتل عدد من جيش ابن رشيد، وتشتتت صفوفهم. ففر محمد بن طلال إلى حائل، وتحصن بها. وبعد حصار دام خمسة وخمسين يوماً، تنكر الأهالي لأميرهم محمد بن طلال الرشيد، وقرروا، بزعامة إبراهيم بن سالم سبهان، تسليم المدينة. وفتحوا أبواب الحصون لجيش ابن سعود. وسقطت حائل. واستسلم محمد بن طلال الرشيد، الذي كان متحصناً بقصر برزان، بعد أن أعطاه عبد العزيز بن سعود الأمان، في 29 صفر 1340هـ/31 أكتوبر 1921. وعين عبد العزيز بن سعود، إبراهيم بن سالم بن سبهان، أميراً على حائل. ثم اصطحب عبد العزيز بن سعود، محمد بن طلال، وبقية أفراد أسرة آل رشيد، إلى الرياض.

### ضم الحجاز

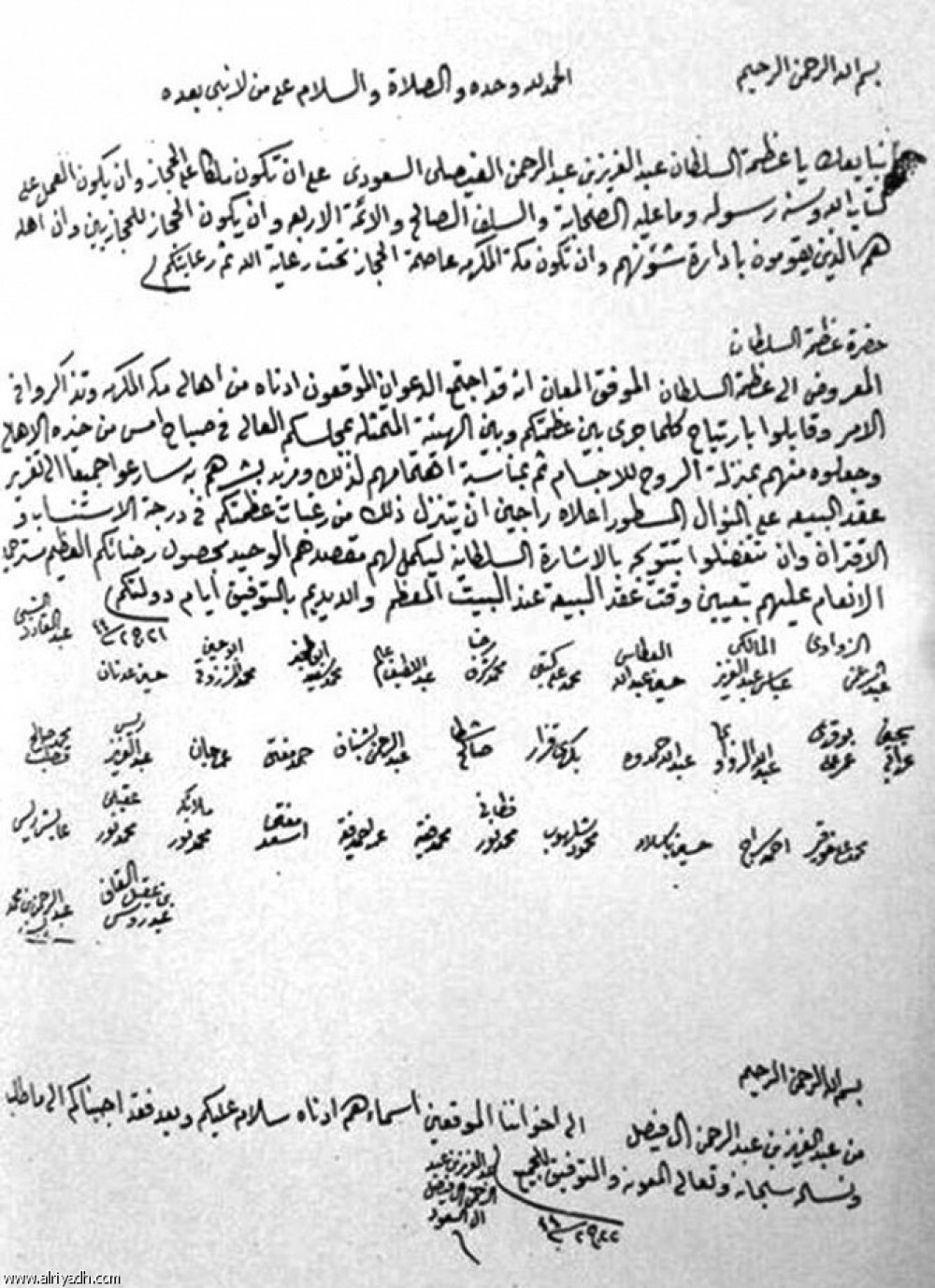
خطاب أهالي مكة يبايعون فيه عبد العزيز آل سعود

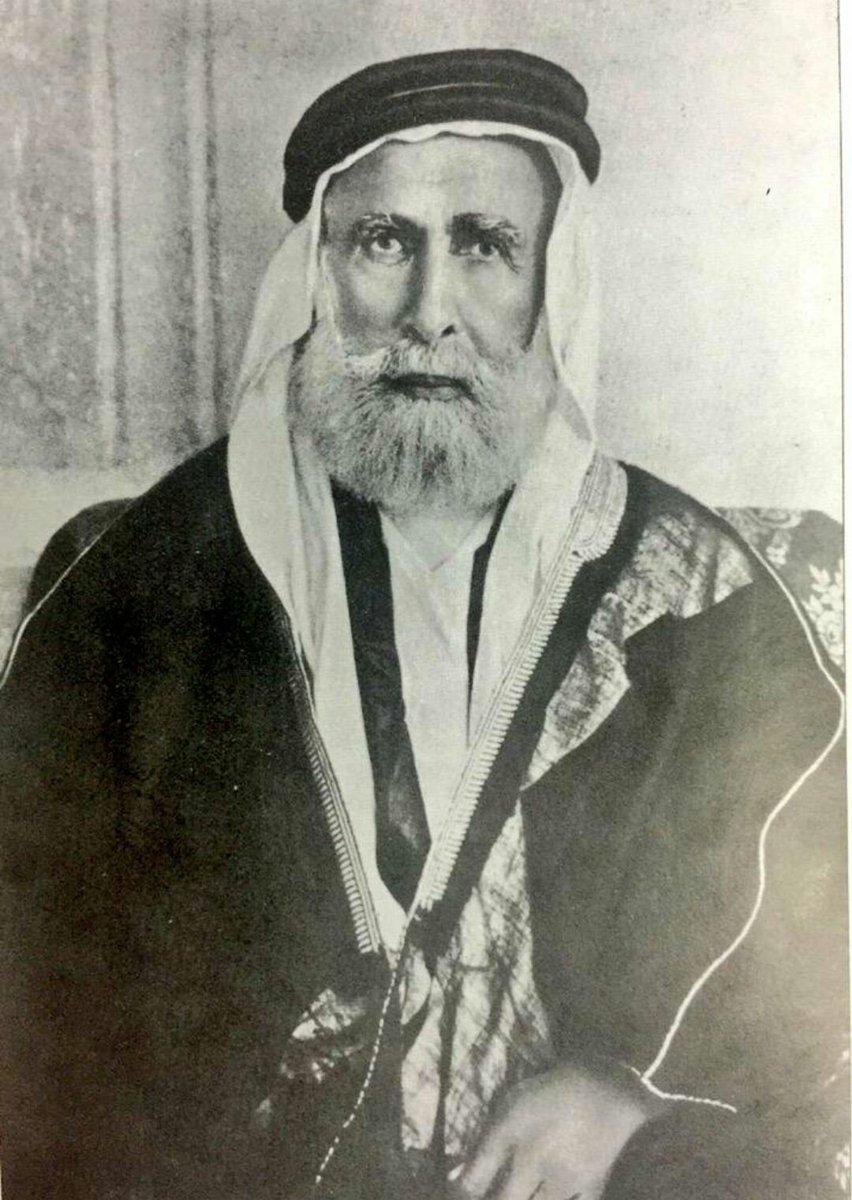
الحسين بن علي شريف مكة

امتنع عبد العزيز بن سعود طوال الحرب العالمية الأولى عن القيام بأي عمل عسكري ضد الشريف حسين، وركز جهوده على مقارعة ابن رشيد في حائل، لكن وقعت مناوشات بين الطرفين في كل من تربة والخرمة حول تبعيتهما لأي إقليم، إذ يرى عبد العزيز أنهما من أراضي نجد، بينما يرى الشريف حسين أنهما من الحجاز، وكانت تربة والخرمة، معظم سكانهما من المتحمسين لدعوة الشيخ محمد بن عبدالوهاب؛ وهو أمر تعود جذوره إلى عهد الدولة السعودية الأولى. وكان في طليعة هؤلاء المتحمسين للدعوة، أمير الخرمة الشريف خالد بن منصور بن لؤي، الذي حدث خلاف بينه وبين الأمير عبد الله بن الحسين، مما أدى إلى خروجه عن طاعة ملك الحجاز. ثم شنّ الإخوان الموالون لعبد العزيز بن سعود هجوماً على الشريف حسين شريف مكة في معركة تربة مما تسبب بهزيمة قاسية لجيش الشريف حسين، والذي يقوده أبنه عبد الله بن الحسين، وكان ذلك في عام 1338هـ/1919.
في عام 1343هـ/1924م زحفت قوات عبد العزيز بن سعود للطائف، وحدثت معركة الطائف وسيطرت عليها بعد معارك مع الأمير علي بن الحسين. في تلك الأثناء تنازل الملك حسين عن العرش لأبنه الأمير علي بن الحسين، وخرج الحسين من مكة متجهاً إلى جدة، ثم غادرها. وفي 17 ربيع الأول 1343هـ/16 أكتوبر 1924 وصلت قوات عبد العزيز بن سعود إلى مكة، ووصلها عبد العزيز في 7 جمادى الأولى 1343هـ/4 ديسمبر 1924، وقام باتخاذ عدة قرارات: وهي تولية خالد بن لؤي على شؤون الأخوان، وتعيين حافظ وهبة حاكماً مدنياً، وأما هزاع العبدلي بمرتبة قائمقام على بادية مكة، وتأسيس الشورى الأهلي، وإكمال الترتيبات الداخلية لمكة حتى يتفرغ بعد ذلك لمسألة الملك علي بن الحسين في جدة.
وفي الوقت الذي كانت فيه قوات عبد العزيز بن سعود، تحاصر جدة، توجه اهتمامه إلى المدينة المنورة. فأرسل إليها سرية، بقيادة صالح بن عَذْل، ثم وجه سرية أخرى بقيادة إبراهيم بن عبد الرحمن النشمي. وبعد انقضاء موسم الحج عام1343هـ/1925، بعث إليها قوات يقودها فيصل الدويش، وعبد المحسن الفرم، فحاصراها لمدة عشرة أشهر. فكتب أهل المدينة إلى عبد العزيز بن سعود بأن يرسل أحد أبنائه، ليسلموا له المدينة. فأرسل عبد العزيز بن سعود، ابنه محمد بن عبد العزيز. واستسلمت له المدينة، في 19 جمادى الأولى 1344هـ/5 ديسمبر 1925.
أثناء حصار جدة، أخذت الإمدادات تتوالى على عبد العزيز بن سعود، من جميع أنحاء البلاد التابعة له. فوصلته قوة بقيادة ابنه فيصل بن عبد العزيز. واشتد الحصار على جدة، فأصدر عبد العزيز بن سعود عفوه العام عن من يغادر جدة إلى مكة، أو أي مكان أخر. مما شجع ذلك بعضاً من أهلها على المغادرة. كما تبعهم بعض القوات النظامية، وكبار الموظفين. فدخل علي بن الحسين في مفاوضات مع عبد العزيز بن سعود، في شأن تسليم البلاد إليه، وكان ذلك في 1 جمادى الآخرة/17 ديسمبر من السنة نفسها. وفي هذه الأثناء غيّر عبد العزيز لقبه من سلطان سلطنة نجد وملحقاتها إلى ملك مملكة الحجاز ونجد وملحقاتها.

### ضم المخلاف السليماني

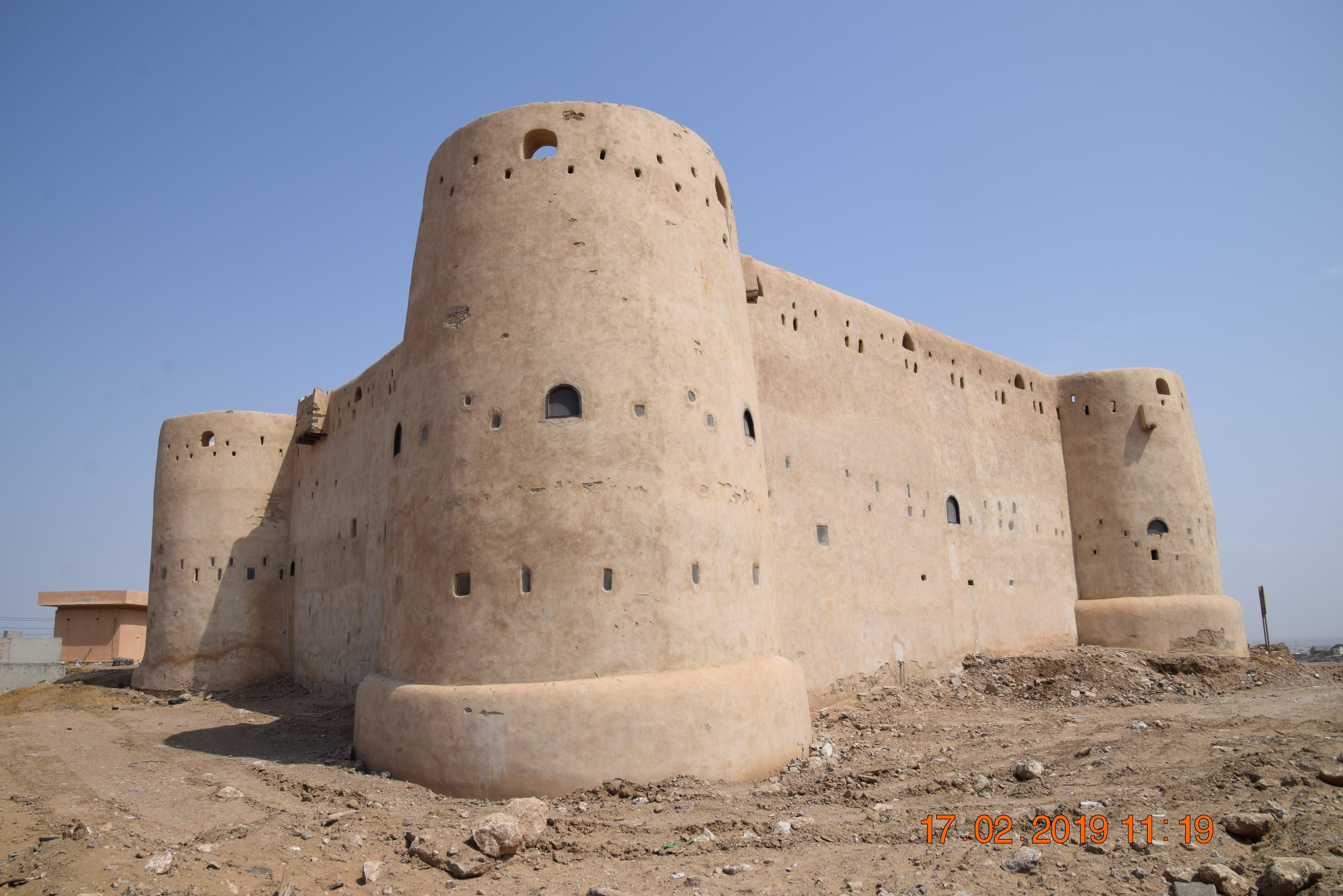
قلعة الدوسرية في منطقة جازان.

بعد وفاة محمد بن علي الإدريسي، في 3 شعبان 1341هـ/مارس 1923، حل محله أكبر أبنائه السيد علي بن محمد الإدريسي. وكان في السابعة عشرة من عمره. وحدث خلاف داخل الأسرة الإدريسية، حينما دعا بعض رؤساء القبائل إلى تولية عم الأمير الشاب، الحسن بن علي الإدريسي بدلاً منه، ليتمكن من إصلاح حال الإمارة. وكان الحسن الإدريسي ميالاً إلى الزهد والتصوف. وانتهى الخلاف بتعيين الحسن وصياً على ابن أخيه علي، ولكن علي لم يقر بذلك، فنكل بأنصار عمه. وانقسمت الناس إلى قسمَين، كل قسم، يؤيد صاحبه. وأقام علي في جيزان، وعمه الحسن في صبيا. واستنجد علي بن محمد بعبد العزيز بن سعود، لضم الإمارة إليه. ثم في جمادى الأولى 1344هـ/ديسمبر 1925، اشتد الخلاف بين الطرفَين. واستنصرا علي والحسن بعبد العزيز بن سعود، والذي سعى في الصلح بينهما. وأرسل أمير أبها، ابن عسكر، لفض النزاع. فبعث ابن عسكر وفد من مشايخ عسير، ومعهم سرية من الجند، استطاعوا تهدئة الأوضاع هناك. بعد ذلك تمكن الحسن من انتزاع الحكم، ولجأ علي بن محمد الإدريسي، إلى مكة. ولما اضطربت الأحوال في الإمارة الإدريسية، زحف الإمام يحيى حميد الدين، إمام اليمن بجيشه وانتزع ميناء الحديدة من الإدريسي. وفي تلك الأثناء بسط عبد العزيز بن سعود نفوذه على الحجاز. فطلب الحسن بن علي الإدريسي بأن يحصل على حماية عبد العزيز بن سعود، ضد إمام اليمن الذي كان يطمع في بلاده. فأرسل ابن عمه محمد ميرغني الإدريسي إلى مكة، يطلب من عبد العزيز، المساندة. فانتهت المباحثات إلى عقد اتفاقية مكة بين الطرفين، في 14 ربيع الآخر 1345هـ /21 أكتوبر 1926. وبموجب هذه الاتفاقية أصبحت الأمور الداخلية في منطقة جازان للإدريسي. أما الأمور الخارجية لعبد العزيز، وتعهد بالدفاع عن منطقة جازان، ضد أي عدوان. وأرسل مندوبه صالح بن عبد الواحد، ومعه بعض الخبراء والموظفين، لمساعدة الحسن في تصريف شؤون البلاد. وبقيت العلاقات بين الطرفين جيدة، إلى أن أسند السيد الحسن بن علي الإدريسي إدارة البلاد إلى عبد العزيز بن سعود في 17 جمادى الأولى 1349هـ/أكتوبر 1930.

## العلاقات الخارجية

### بريطانيا

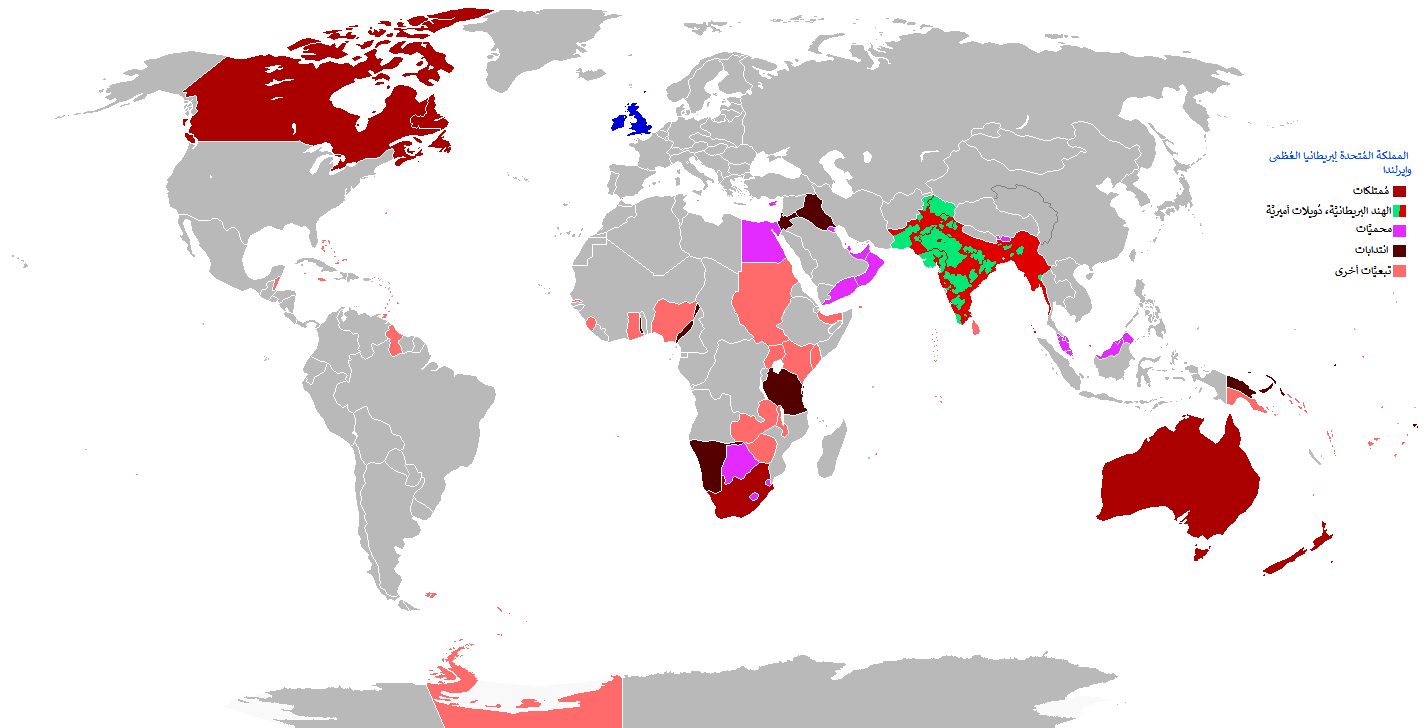
خريطة توضح نفوذ الإمبراطورية البريطانية في العالم، ومن ضمنها بعض مناطق الخليج العربي. في عام 1919، وتظهر في الخريطة ممتلكات بريطانيا ومستعمراتها ومحمياتها وانتداباتها.

كانت بريطانيا تتابع ما يجري بين عبد العزيز آل سعود وعبد العزيز بن رشيد، لما له من تأثيرات على المنطقة. وكانت بريطانيا لا تريد في انتصار أحد منهما على الآخر؛ حيث أنها خافت أن في انتصار ابن رشيد، سوف يهدد نفوذها في الكويت. أما انتصار ابن سعود، فإنه يؤدي إلى مد نفوذه إلى مناطق ساحلية في الخليج العربي كان بعضها تابعاً لحكم أسلافه السعوديين، وقد يترتب على ذلك، تهديد نفوذها في ساحل الخليج. لذلك تفادت بريطانيا التدخل في النزاع الدائر بينهما. ونصحت أمير الكويت بعدم مساعدة عبد العزيز آل سعود على ابن رشيد. لكن عبد العزيز آل سعود اتصل ببريطانيا، وطلب تأييدها له. ولكنها لم تتخذ أي خطوة في هذا المجال.
بعد معركة البكيرية عام 1322هـ/1904، طلب عبد العزيز آل سعود من بريطانيا الحماية، نظراً لدعم العثمانيين لابن رشيد. ولكنها لم تستجب له. ثم حاول أن يحصل على اعتراف بريطانيا به. لكنها رفضت كذلك، حتى إنها لم تصغ إلى نصيحة مندوبها في المنطقة، بيرسي كوكس، الذي نصحها بالتعامل مع عبد العزيز. فقد كتب المندوب إلى حكومته، قائلاً: «أصبح الإمام (عبد العزيز) مسيطراً في أواسط جزيرة العرب. وإنه، لذلك، يجب الاتصال به».
وكان المندوب البريطاني في الخليج، بيرسي كوكس، يدرك أهمية الدور الذي سوف يضطلع به عبد العزيز في شبه الجزيرة العربية؛ وأن تجاهل الحكومة البريطانية له، سوف يدفعه إلى التحالف مع قوى أخرى. وقد أكد كوكس أهمية تعاون حكومته مع ابن سعود على عدة أمور، منها: تجاهل محاولاته لإنشاء صداقة مع بريطانيا، سوف يجعله عدواً لها. وكذلك التفاهم معه سوف يزيل قلق سلطان مسقط، وشيوخ ساحل الخليج العربي. وكذلك أن تأييد ابن سعود يساعد بريطانيا على قمع أعمال القرصنة في المناطق الشمالية من الخليج العربي. وأن هناك دلائل تشير إلى أن تدخّل العثمانيين، في قلب شبه الجزيرة العربية، سيوحد القبائل العربية في مقاومتهم، تحت زعامة عبد العزيز آل سعود. فإذا لم تؤيدهم بريطانيا، فقد يتصلوا بدول أخرى.
لكن بعد نجاح عبد العزيز آل سعود في الاستيلاء على الأحساء، وإخراج العثمانيين منهما، عام 1331هـ/1913، كان ذلك دافعاً لبريطانيا إلى اتخاذ موقف أكثر جدية تجاه عبد العزيز. حيث أصبح نفوذه على ساحل الخليج، الذي ترتبط بريطانيا بإماراته بمعاهدات معها. وكان بعض تلك الإمارات قد خضعت للنفوذ السعودي إبان عهد الدولتين السعوديتين الأولى والثانية. كما كان عبد العزيز، يدرك مدى قوة بريطانيا. فأراد أن يؤمن جانبه من سطوتها، فواصل مساعيه للحصول على اعترافها وإقامة علاقات رسمية معه. ومع أن بريطانيا تحمست لفكرة التعامل مع ابن سعود، إدراكاً منهم لمقدرته، وأمل في أن يكون في ذلك سلامة للإمارات العربية المجاورة لابن سعود، والتي كانت تحت النفوذ البريطاني، إلا أن بريطانيا فضلت التريث والاستمرار في التعامل مع الدولة العثمانية. وأدى عدم تجاوب بريطانيا مع عبد العزيز في تلك الفترة، بأنه يتخذ موقفاً مرناً من العثمانيين، خاصة أنه كان يخشى محاولتهم استعادة إقليم الأحساء منه. ورحب العثمانيين بتلك السياسة.
لكن هذا التقارب السعودي العثماني، أقلق بريطانيا في الخليج العربي. ثم في صفر 1333هـ/31 ديسمبر 1914، أوفدت بريطانيا الكابتن وليام شكسبير، ليببلغ عبد العزيز طلب بريطانيا، وأن ينضم إلى حاكمَي الكويت والمحمرة، لمساعدتها على انتزاع البصرة من الأتراك، مقابل بأن تعترف به حاكماً مستقلاً، وتقيم علاقات معه، وتحميه من أي هجوم بحري. ورحب عبد العزيز بالتعاون البريطاني. لكنه فضل مناقشة الأمر مع الكابتن شكسبير، الذي تبين له أن عبد العزيز يصر على موقفه الحيادي بين بريطانيا والدولة العثمانية، حتى يتوصل إلى اتفاقية موقعة ومختومة مع بريطانيا. فبدأت المحادثات بين بريطانيا وعبد العزيز، وانتهت بعقد معاهدة دارين، عام 1334هـ/1915. وخلال الحرب العالمية الأولى، اتخذ عبد العزيز موقف الحياد، بين بريطانيا والدولة العثمانية. مع أن بريطانيا لم تكن راضية عن ذلك الموقف، إلا انها أمدته ببعض المساعدات المالية والعسكرية. وبعد انتهاء الحرب العالمية الأولى، أصبح نفوذ بريطانيا في المنطقة العربية أقوى. فقد أصبح العراق والأردن وفلسطين، تحت النفوذ البريطاني. ورعت بريطانيا عقد معاهدة المحمرة، بين عبد العزيز والعراق، عام 1340هـ/1922. ومؤتمر العقير عام 1341هـ/1922. وسعت إلى عقد اتفاقية بحرة، بين عبد العزيز والعراق عام 1344هـ/1925.

### روسيا

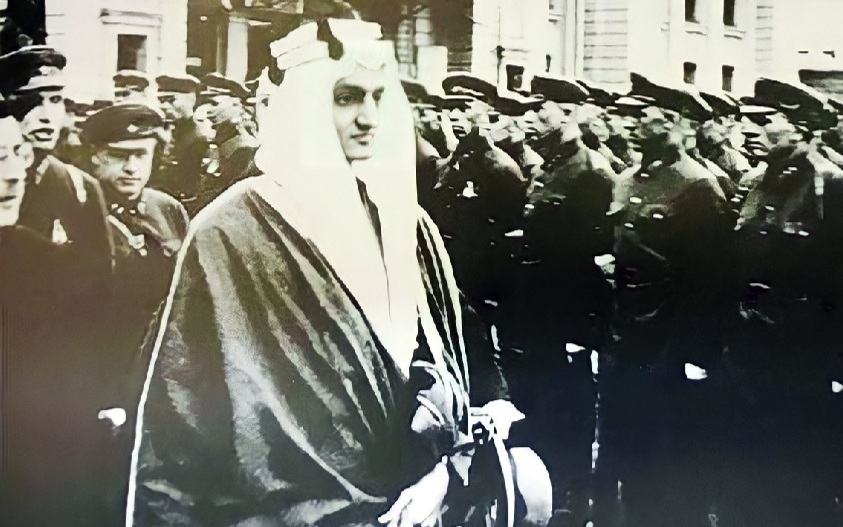
فيصل أثناء زيارته الاتحاد السوفيتي في مايو 1932.

لم يمض سوى شهر على تأسيس السعودية، حتى بادر الاتحاد السوفيتي بالاعتراف بالسعودية كدولة مستقلة، وهي أول دولة في العالم تعترف بالدولة السعودية الناشئة على يد عبد العزيز آل سعود، وكان ذلك في 19 فبراير 1926، ودخلت أول حمولة نفط نقلت إلى السعودية قادمة من الاتحاد السوفياتي. ثم قام الأمير فيصل بن عبد العزيز، بزيارة إلى روسيا في عام 1932، وحظيت الزيارة باهتمام كبير من قبل القيادات السياسية في روسيا وفتحت الزيارة صفحة في تنامي العلاقات بين الدولتين في مختلف المجالات. وكانت السعودية أول دولة عربية أقامت موسكو معها العلاقات الدبلوماسية، ففي جدة كانت تنهض بمهامها الوكالة الروسية والقنصلية العامة التي تغيرت تسميتها في الأول من يناير سنة 1930، فأصبحت مفوضية. جرت مباحثات بين موسكو والرياض في العشرينات بشأن إيفاد بعثة مؤقتة إلى روسيا، وكان وفدا دبلوماسيا برئاسة الأمير فيصل، غير أن الزيارة قد أُرجئت. وفي سنة 1927، وتحديدا في 2 ذو الحجة 1345هـ، أرسل الملك عبد العزيز خطابا إلى سكرتير اللجنة التنفيذية المركزية لاتحاد الجمهوريات الاشتراكية السوفياتية ميخائيل كالينين، أخبره فيه بأن الظروف اضطرت نجله فيصل إلى عدم زيارة الاتحاد السوفياتي، وأن تتيح الفرصة مره أخرى لتلبية دعوة إيفاده في المستقبل. وفي أوائل الثلاثينات تغيّر الوضع في السعودية، فمن ناحية انتهت عملية توحيد أراضي السعودية سنة 1932، ومن ناحية أخرى ازداد الوضع المالي والاقتصادي في الدولة سوءا عقب عدة سنوات من الأزمة العالمية التي شملت المنطقة العربية. وشهد الاتحاد السوفيتي تطورا كبيرا، وهذا ما أدركه عبد العزيز جيدا، فغدت موسكو شريكة جذابة على نحو متزايد من الناحية الاقتصادية، وكان في وسعها أن تصدّر المواد الغذائية ومنتجات البترول والآلات والمعدات. وفي 23 مارس 1932 أرسل فؤاد حمزة وكيل الأمير فيصل خطابا إلى شاكر إسماعيلوف القائم بأعمال مفوضية الاتحاد السوفياتي في المملكة، أخبره فيه أنه تقرر إيفاد بعثة سياسية إلى الدول الصديقة، ومن ضمنها روسيا، وفي 25 مارس طلب إسماعيلوف موافقة موسكو على ذلك.
كان عقد معاهدات الصداقة والتجارة المهمة الرئيسية لموسكو، فيما يتعلق بالسعودية. ووضع عبد العزيز نصب عينيه مهمة الحصول على قرض تجاري من موسكو، وكان كل من الطرفين، مستعدا لأن يستجيب لرغبة الشريك وفق شروطهما فقط. وكان تأمين وصول الحجاج المسلمين من الاتحاد السوفيتي إلى السعودية قضية أخرى. ثم في 18 مايو سافر الأمير فيصل من أمستردام إلى برلين، وبعد برلين توجه فيصل إلى بولندا، ومنها إلى موسكو. وفي 29 مايو وصل الأمير فيصل. وكان في استقباله رئيس القسم الشرقي الأول لمفوضية الشعب للشؤون الخارجية سيرغي ياستوخوف، وبولياكوف، والمفوض السابق للاتحاد السوفياتي في الحجاز كريم حكيموف. ووصل مع الأمير فيصل نائب وزير الخارجية السعودية فؤاد حمزة، ومرافق الأمير خالد الأيوبي، وسكرتير الوفد شاهر السمّان. واستقبل الضيوف عدد من كبار المسؤولين الذين تقرر أن يجتمع الأمير فيصل معهم. وكان برنامج الزيارة يشمل الاطلاع الواسع على مختلف نواحي حياة الدولة الروسية، وأبدى الأمير فيصل اهتماماً بحالة القوات المسلحة السوفيتية، وزار المقر المركزي للجيش الأحمر، واطلع الأمير فيصل على الصناعة الروسية، وقام الوفد كذلك بزيارة مصنع السيارات المسمّى باسم ستالين. وكانت هذه الزيارة، تعتبر أول زيارة رسمية لمسؤول عربي، وقد زار الوفد السعودي خلالها مدينتي لينينغراد وأوديسا.

### الولايات المتحدة

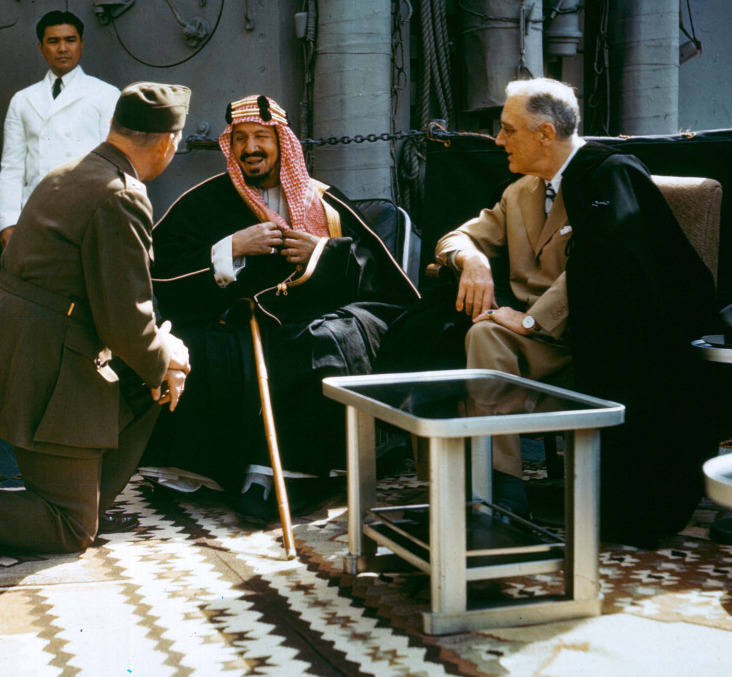
الرئيس فرانكلين روزفلت مع الملك عبد العزيز، على متن السفينة يو إس إس كوينسي، في 14 فبراير 1945. ويظهر في الصورة الملك عبد العزيز يتحدث إلى المترجم العقيد ويليام إدي.

كلفت الحكومة الأمريكية معاون الملحق التجاري في الإسكندرية رالف تشيزبروف، بزيارة السعودية لاستكشاف الوضع. زار تشيزبروف جدة في صيف عام 1930 وأعدّ تقريراً بعنوان «المصادر الاقتصادية والأنشطة التجارية لمملكة الحجاز ونجد وملحقاتها». أوضح التقرير أن العلاقات التجارية بين البلدين يُتوقع لها النمو والازدهار، مما شجّع الحكومة الأمريكية على التحرك نحو تأسيس علاقات دبلوماسية بين البلدين، واعترفت الولايات المتحدة بالسعودية في عام 1931. وفي عام 1933 منحت السعودية امتياز التنقيب عن النفط لشركة «ستاندرد أويل أوف كاليفورنيا» (سوكال)، ووقَّع الاتفاق في قصر خزام في جدة وزير المالية السعودي عبد الله بن سليمان الحمدان ممثلاً للحكومة السعودية والمحامي لويد هاميلتون ممثلاً عن شركة «سوكال»، وبدأ الإنتاج التجاري في عام 1938.
في عام 1942 عيّنت أمريكا قائماً بالأعمال في جدة بعد أن كانت مفوضيتها في القاهرة هي المسؤولة عن العلاقات. تسارعت الاتصالات الرسمية واستقبل الملك عبد العزيز عدداً من المبعوثين الأمريكيين، وبدأت السعودية تحتل أهمية إستراتيجية في السياسة الخارجية الأمريكية، ووجّه الرئيس روزفلت الدعوة إلى الملك عبد العزيز لزيارة الولايات المتحدة، فاعتذر وأوفد ابنيه الأميرين فيصل وخالد اللذين وصلا إلى أمريكا في سبتمبر 1943، ودعاهم الرئيس الأمريكي إلى مأدبة في البيت الأبيض تكريماً للأميرين حضرها نائب الرئيس هنري ويليس، ووزير الخارجية كورديل هل، وكبار أركان الإدارة وأعضاء الكونغرس. ثم في عام 1944 عيّنت الولايات المتحدة ويليام إدي على رأس مفوضيتها في جدة، وكان إدي يتحدث اللغة العربية ويعرف الثقافة والعادات العربية. وبعد تعيينه في جدة، أصبح إيدي من أبرز مهندسي العلاقات السعودية الأميركية وأحد شهود اللقاء التاريخي بين الملك عبد العزيز والرئيس روزفلت. حيث أُعدِّت الترتيبات للقاء، وأبحرت البارجة يو إس إس ميرفي من جدة وعلى ظهرها الملك عبد العزيز ومرافقيه، وكان من أبرزهم: عبد الله سليمان الحمدان ويوسف ياسين وحافظ وهبة، ومستشار الملك بشير السعداوي، وطبيبه رشاد فرعون. وفي صباح 14 فبراير 1945، وصلت البارجة «ميرفي» إلى جوار البارجة «يو إس إس كوينسي» التي تحمل الرئيس روزفلت، وترجل الملك عبد العزيز ومعه بعض مرافقيه، وعبروا الجسر بين السفينتين للقاء روزفلت. والذي كان نقطة تحول في انتقال علاقات السعودية وأمريكا إلى مرحلة التحالف الاستراتيجي في مختلف المجالات. ومع اتساع العلاقات بين البلدين افتتحت السعودية مفوضية لها في واشنطن عام 1946، ورفع التمثيل الدبلوماسي بين البلدين في عام 1949 إلى درجة سفارة، حيث عين السيد تشايلدرز أول سفير للولايات المتحدة الأمريكية لدى السعودية. وتعززت العلاقات السعودية الأمريكية في الجانب الاقتصادي ووصلت متانتها مع طرح فكرة إنشاء خط أنابيب التابلاين، حيث ازدهرت العلاقات وتطورت حتى أصبحت السعودية شريكًا استراتيجيًا ونقطة جذب حيوية لمختلف العالم.

### مصر

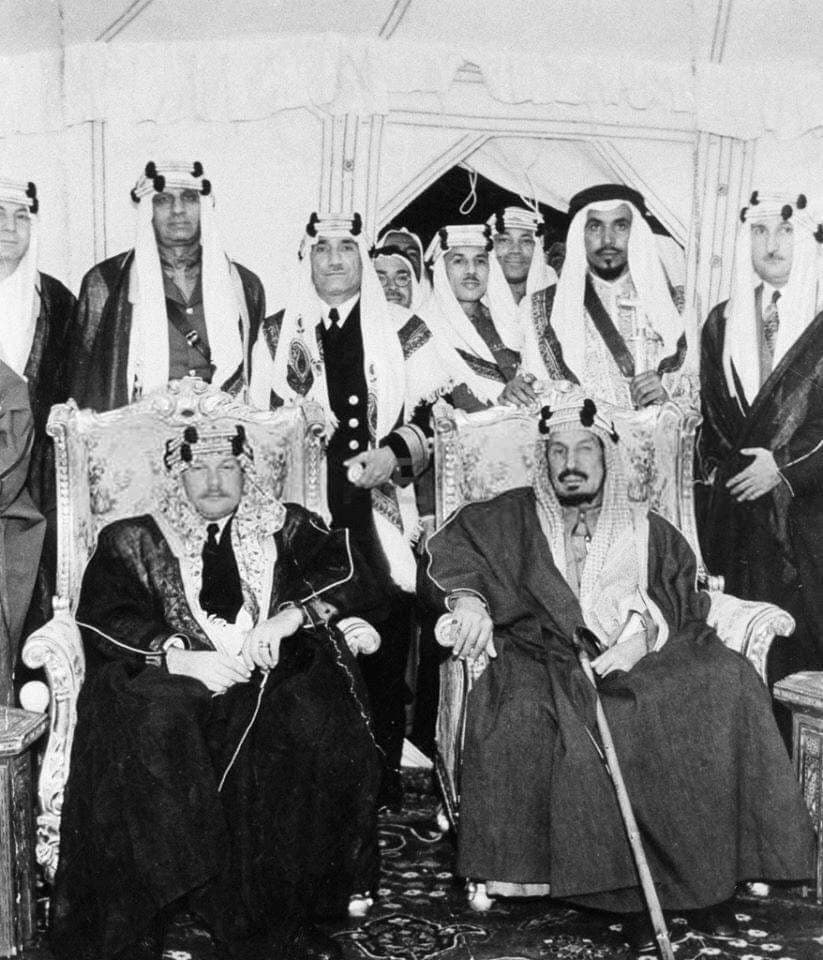
الملك فاروق إلى جانب الملك عبد العزيز، عند زيارة فاروق إلى السعودية عام 1945، ويظهر في الصورة الملك فاروق مرتدياً الزي السعودي.

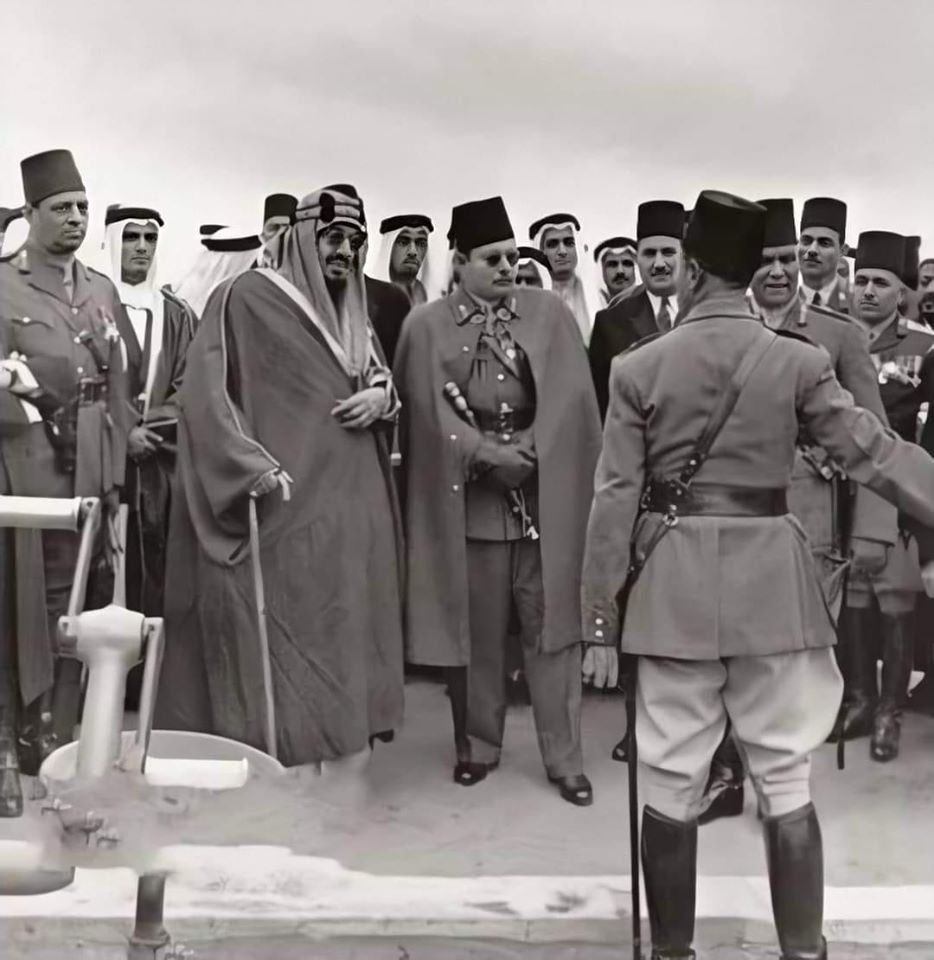
الملك فاروق مع الملك عبد العزيز، يتفقدون إحدى وحدات الجيش المصري عام 1946. ويظهر في الصورة كُلٌ من الأمراء فهد وعبد الله ومشعل أبناء الملك عبد العزيز، والأمير محمد عبد المنعم والفريق محمد حيدر باشا.

كان أول لقاء تاريخي جمع بين الملك عبد العزيز آل سعود والملك فاروق ملك مصر، في عام 1945، ليكون حجر الأساس لعلاقة قوية وإستراتيجية بين السعودية ومصر. وفي عام 1945 وافق الملك عبد العزيز على «بروتوكول الإسكندرية»، وأعلن انضمام السعودية للجامعة العربية.
قبل ذهاب الملك عبد العزيز إلى مصر، ووصلت إلى ميناء جدة ثلاث سفن مصرية، مزدانة بالأعلام والشارات، تحمل إحداها بعثة شرف، كان من ضمنها الأدباء عباس العقاد وإبراهيم المازني، أوفدت لمرافقة الملك عبد العزيز، في قدومه إلى السويس. ونزلت بعثة الشرف بجدة، فصحبت الملك عبد العزيز إلى اليخت "المحروسة"، وتحرك اليخت، عصر الاثنين 4 صفر 1365هـ/6 يناير 1946، وعند وصوله إلى مصر كان في استقباله الملك فاروق. ورئيس وزرائه محمود النقراشي، ورئيس ديوانه، ووزير خارجيته وبعض كبار موظفيه. وركب الملكان القطار الخاص من السويس إلى القاهرة. وخلال هذه الزيارة، زار الملك عبد العزيز الهيئات العلمية، وجرى له احتفال جامعة القاهرة، وزار البرلمان، ومصانع الغزل والنسيج، ومزرعة أنشاص. وسافر بالقطار إلى الإسكندرية، يرافقه رئيس الوزراء محمود النقراشي. وأمضى الملك عبد العزيز اثنى عشر يوماً. وفي نهاية الزيارة، جرى وداع الملك عبد العزيز في يوم الثلاثاء 19 صفر 1365هـ/22 يناير 1946، ووصل إلى جدة، في صباح الجمعة 22 صفر 1365هـ/25 يناير 1946. وما كاد الملك عبد العزيز يبلغ ميناء جدة، حتى أذاع إلى شعبه كلمة، أشار بها إلى اجتماع (رضوى)، بينه وبين الملك فاروق، الذي جرى قبل ذلك، قرب ينبع في 10 صفر 1364هـ/25 يناير 1945، وما أسفر عنه من وفاق، وإلى ما قدمته مصر، من حفاوة به وإكرام، ثم قال: «من فضل الله علينا جميعاً، أن كانت كلمتنا في هذه الزيارة، والتي قبلها، مجتمعة، على مواصلة جهودنا في تأييد جامعة الدول العربية، وبذل كل مرتخص وغال في تأييد التضامن، بين سائر دول الجامعة، بالقلب والروح، لما فيه خير دول الجامعة، بل لما فيه الخير لسائر البلاد الإسلامية والعربية. وسنستمر على هذه السياسة، بمشيئة الله، ما حيينا، وسنورثها بنينا حتى يظل العربي يشعر، في كل موطن يمر به من بلاد العرب، بأنه يسير في موطنه، ويعتز في كل موطن من تلك المواطن، بما يعتز به في وطنه وبلاده". ليس البيان بمسعف في وصف ما لاقيت. ولكن اعتزازي أني كنت أشعر بأن جيش مصر العربي هو جيشكم، وجيشكم هو جيش مصر، وحضارة مصر هي حضارتكم، وحضارتكم هي حضارة مصر، والجيشان والحضارتان جند للعرب».

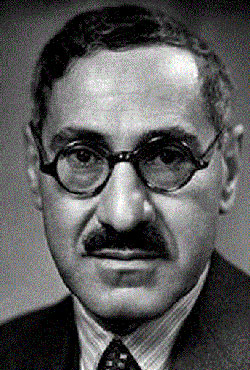
رشيد عالي الكيلاني.

قبل زيارة الملك عبد العزيز الرسمية إلى مصر، حدثت ثورة ثورة رشيد عالي الكيلاني في العراق، وكانت تهدف إلى طرد الإنجليز، وبعد فشل ثورة الكيلاني، أصدر الإنجليز على الكيلاني حكم الإعدام، ففر إلى ألمانيا، وبقي فيها حتى انتهت الحرب العالمية الثانية عام 1945، ثم هرب إلى فرنسا، وغادرها إلى بيروت ثم إلى دمشق، ثم توجه إلى الرياض. ويروي خير الدين الزركلي في كتابه شبه الجزيرة في عهد الملك عبد العزيز، قصة دخول الكيلاني على الملك عبد العزيز، حيث يقول: «ودخل على الملك عبد العزيز، في أحد مساجدها، وهو يصلي الصبح، استعداداً للسفر إلى الحجاز، وعرّفه بنفسه، فاستعاذ الملك بالله، وأبقاه في رعاية وليّ العهد الأمير سعود، وقام بالطائرة إلى الطائف، حيث أبرق إلى الأمير عبد الإله، الوصي على عرش العراق، وإلى الملك فاروق وآخرين»، واصطدم عبد العزيز بإصرار البريطانيين على إبعاد رشيد، أو تسليمه إلى العراق، ودارت محادثات بشأنه بين السعودية والعراق، لكن الملك عبد العزيز رفض تسليم رشيد الكيلاني، ثم بعث الملك عبد العزيز برقية إلى الملك فاروق في أكتوبر عام 1945، وجاء فيها «أخي إني على يقين بأن الذي يزعجني يزعج جلالتكم، وتأتي الأمور بالحوادث بغير اختيار ولا رغبة، فقد حدث عند خروج أخيكم من بلدكم الرياض، أن وفد إلينا وفدٌ، ادعوا أنهم سوريون، فلما وصلوا إلينا ظهر أن أحد رجال الوفد، رشيد عالي الكيلاني، وتعلمون جلالتكم أننا لم نكن مؤيدين له، بل كارهين لما كان منه في وقته، ولكن بما أن الرجل حل وسط المحارم والعيلات التي هي محارمكم وبلادكم، فما وسع أخاكم إلا أن يسعى فيما يؤمنه، كما تقضي به الشمائل الدينية والشيم العربية، وفي الحال أبرقنا لسمو الأمير عبد الإله، رجوناه العفو عنه، فأرجو من جلالة الأخ العزيز أن يساعد أخاه في هذه المهمة، فيتفضل بالكتابة لسمو الأمير عبد الإله للعفو عنه، حتى يلتجئ إليه ويعيش تحت ظله».
لكن الملك فاروق لم يُظهر حماساً للأمر، كما أصر الأمير عبد الإله على تسليم رشيد الكيلاني، وكان موقف السعودية رافض لتسليمة. وتعرضت السعودية لضغوط بريطانية، وإلى حملة إعلامية، هدفها إبعاد الكيلاني، أو تسليمه للعراق، لكنها لم ترضخ لتلك الضغوطات. ثم عمل رشيد الكيلاني مستشاراً لدى الملك عبد العزيز حتى توفي عبد العزيز في عام 1953، فغادر الكيلاني إلى القاهرة، ثم توجه إلى بغداد عقب ثورة عبد الكريم قاسم، حيث اعتقل وسجن لمدة ثلاث سنوات، ثم أطلق سراحه، فتوجه إلى القاهرة، فبيروت، حيث توفي هناك عام 1965.

### العراق

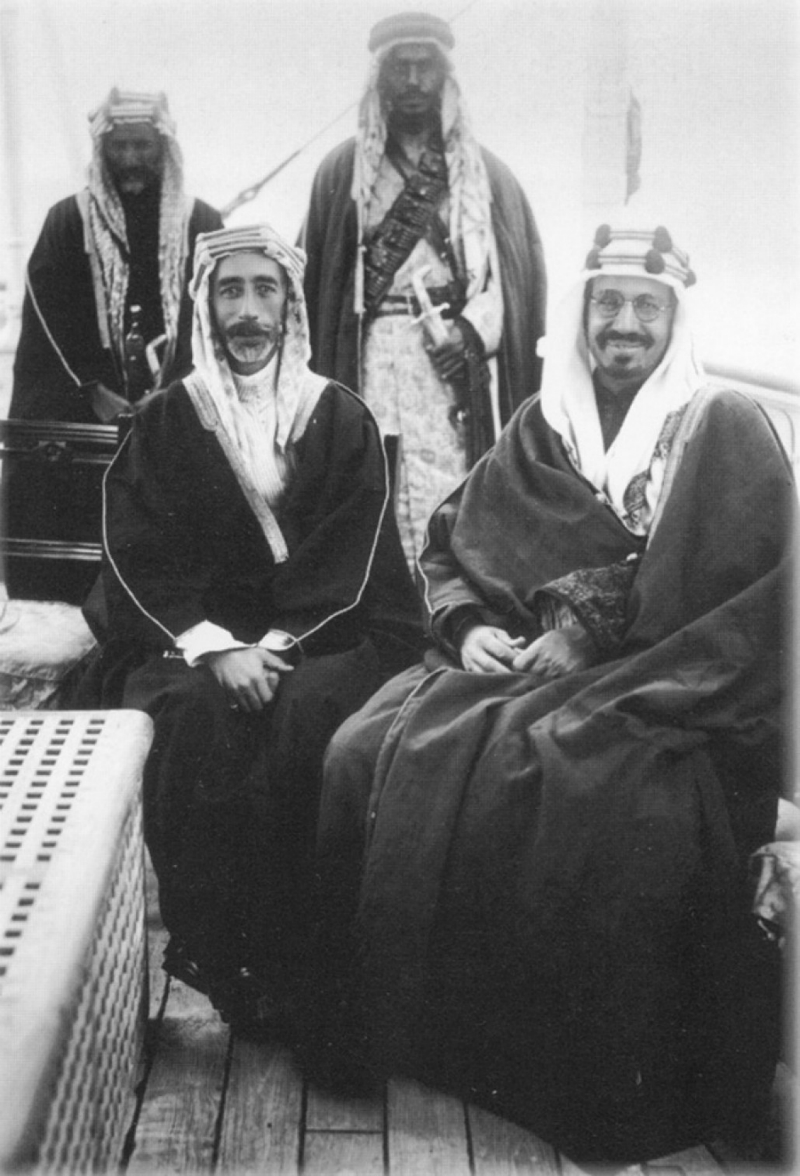
الملك عبد العزيز، مع الملك فيصل.

عندما أصبح العراق تحت الانتداب البريطاني. نصبت بريطانيا الأمير فيصل بن حسين، ملكاً على العراق، في عام 1339هـ/1921. ثم في عام 1340هـ/1922، تمكن عبد العزيز آل سعود من الاستيلاء على حائل. ثم عين ملك العراق، فيصل، يوسف السعدون قائداً لفرقة الهجانة، على حدود العراق مع السعودية، وهو زعيم قبيلة المنتفق ثم حدثت نزاعات قبلية وغارات بين الحدود العراقية السعودية. ونتيجة لذلك التصعيد، على الحدود، جرى اتصال بين عبد العزيز والمندوب السامي البريطاني في العراق، السير بيرسي كوكس، واتفقا على عقد مؤتمر في المحمرة، للنظر في المشكلة بين عبد العزيز وحكومة العراق. وأبرمت اتفاقية المحمرة، والتي رفضها عبد العزيز، لأن بعض فقراتها كانت مخالفة لما أوصى به من تعليمات إلى مندوبه في المؤتمر، أحمد بن عبد الله بن ثنيان آل سعود. إلا أن حرص عبد العزيز، والمندوب السامي البريطاني، على حل المشكلة الحدودية، أدى إلى عقد مؤتمر العقير، في ربيع الآخر عام 1341هـ/2 ديسمبر 1922. وحضره عبد العزيز، والسير برسي كوكس، ووفد عراقي، برئاسة صبيح نشأت. وانتهى المؤتمر بحل المشاكل الحدودية، بين عبد العزيز وحكومة العراق. وتم الاتفاق على إيجاد منطقة محايدة بينهما، تُدعى العونية، ترعى فيها قبائلهما بحُرية، ولا يقيم كلٌّ منهما مخافر أو بنايات فيها.
لكن تلك المشاكل بين البلدين، لم تدم طويلاً. فقد دعت بريطانيا الطرفَين، السعودي والعراقي، إلى اجتماع يضم وفدي البلدَين، لحسم أسباب الخلاف. وعقد الاجتماع في جدة، في 1344هـ/1926. وتوصل الطرفان إلى اتفاق بحرة في جدة، ووقعه كل من عبد العزيز والمفوض البريطاني، جلبرت كلايتون، ومندوب العراق، السيد توفيق السويدي. ولم تهدأ الحالة في المناطق الحدودية، وظلت غير مستقرة، على الرغم من اتفاق بحرة. وكانت اتفاقية العقير السابقة، التي عُقدت بين الطرفَين، قد نصت، في مادتها الثالثة، على عدم القيام بإنشاء الأبنية والمخافر، بالقرب من الحدود، خشية استفزاز رجال القبائل. لكن الحكومة العراقية، أنشأت مخفراً للشرطة، في منطقة البصية، مما عده عبد العزيز مخالفاً لاتفاقية العقير. وقد أدى ذلك إلى حدوث مشكلات على حدود البلدَين خاصة أثناء تمرد الإخوان. واحتجت الحكومة السعودية، لدى المندوب السامي البريطاني، على إنشاء هذا المخفر. وبناء على ذلك، وصل إلى جدة وفد بريطاني، برئاسة جلبرت كلايتون، وضم كورنواليس، مستشار وزارة الداخلية العراقية، والميجور جون باغوت غلوب، ضابط الحدود في بادية العراق. ونزل في جدة، في ذو الحجة 1346هـ/مايو 1928. ولم يتوصل الاجتماع إلى نتيجة. وعلقت أعماله، بسب انشغال عبد العزيز بموسم الحج. واستأنف أعماله في ربيع الأول 1347هـ/أغسطس 1928، وجاء السيد توفيق السويدي، وزير المعارف العراقي، وعقب ذلك، سعى الإنجليز إلى ترتيب لقا، بين عبد العزيز آل سعود، وفيصل بن الحسين، على ظهر البارجة البريطانية، لوبن، في 21 رمضان عام 1348هـ/22 فبراير 1930. بحضور المندوب السامي البريطاني السير فرنسيس همريز. واستمر اللقاء ثلاثة أيام، نتج منه تعميق أواصر الألفة والمودة بين الملك عبد العزيز والملك فيصل. واجتمع مندوبو الطرفين، في جلسات متعددة، مهدت لعقد اتفاقات مكة، في 20 ذو القعدة عام 1349هـ/7 أبريل 1931. وفي 10 محرم 1355هـ/3 أبريل 1936، وقع الطرفان معاهدة أخوة عربية وتحالف. وانضم إليهما اليمن، في 19 جمادى الآخرة عام 1356هـ/26 أغسطس 1937. وفي 19 ربيع الأول 1357هـ/19 مايو 1938، وقع كلٌّ من العراق والسعودية، ثلاث اتفاقيات، لتنظيم تبعية العشائر، وإدارة المنطقة المحايدة بين الطرفَين، وتنظيم شؤون الرعي وورود المياه. ثم في صفر 1359هـ/أبريل 1940، وقع البلدين محضر «روضة التنهات»، والذي عالج بعض المخالفات، المتعلقة بشؤون العشائر والحدود. ثم في عام 1945، انضم كلٌّ من العراق والسعودية إلى جامعة الدول العربية. وأصبحت الحكومتان تنسقان داخل إطار الجامعة العربية. وحرصتا على تحسين علاقتهما، من خلال هذا الإطار.

### الأردن

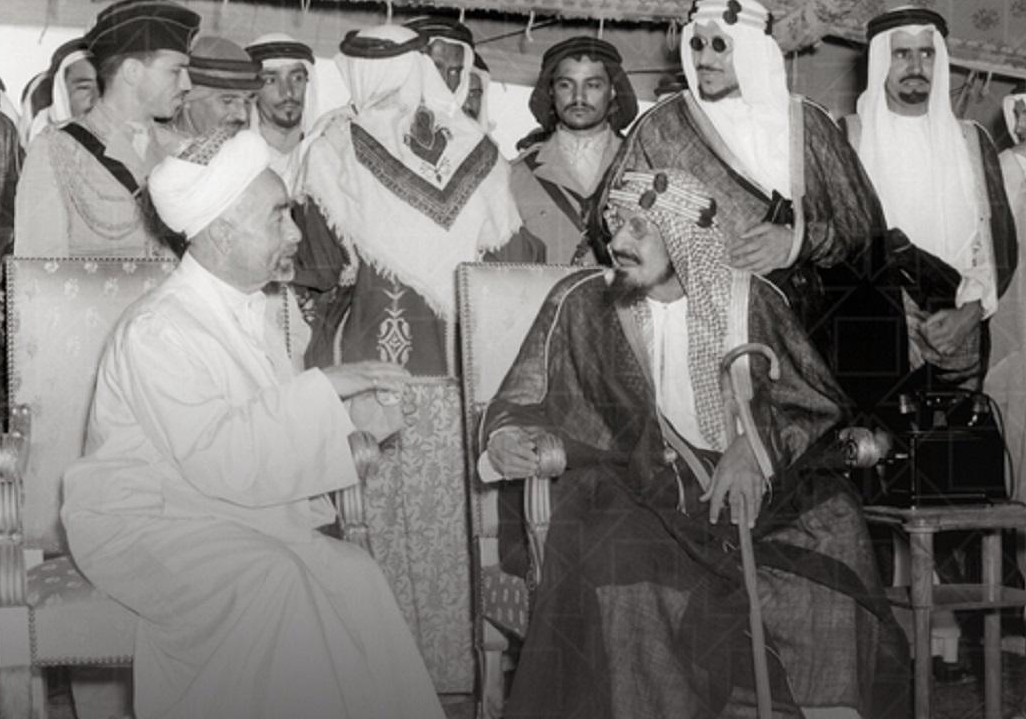
الملك عبد العزيز مع الملك عبد الله بن الحسين في عام 1948 في الرياض، ويظهر بالخلف أبناء الملك عبد العزيز، ولي العهد الأمير سعود، والأمير محمد.

في عام 1339هـ/1921، قدم الأمير عبد الله بن الحسين، من الحجاز إلى شرق الأردن. فرحب به كثير من زعماء الأردن، وارتضوه أميراً لهم. وفي تلك الفترة، كان الصراع بين الأسرتَين، السعودية والهاشمية، قد احتدم، حول السيطرة على الحجاز. ثم في عام 1340هـ/1922، استطاع عبد العزيز آل سعود ضم حائل. وامتد نفوذه إلى الجوف ووادي السرحان المجاورة لإمارة شرق الأردن. مما أحدث بعض النزاعات العسكرية والحدودية بين عبد العزيز آل سعود وعبد الله بن الحسين.
وجه عبد العزيز آل سعود قوة عسكرية إلى الأردن، في صيف 1924، حيث توغلت في الأراضي الأردنية. فقامت الطائرات البريطانية، بقصف المقاتلين من الطرفين، وانسحب المقاتلين إلى الأراضي السعودية. وعندما كان عبد العزيز يحاصر مدينة جدة عام 1343هـ/1925، وكلت بريطانيا مندوبها غيلبرت كلايتن أن يفاوض عبد العزيز، حول حل المشاكل الحدودية مع الأردن. ونجحت المفاوضات في عقد اتفاقية حدا، بين السعودية والأردن. واتفق البلدين على تعيين قسم من الحدود السعودية والأردن بموجب هذه الاتفاقية، والسماح للقبائل في كلا الجانبين بحرية التنقل على جانبي الحدود بحثاً عن الكلأ والماء، وتنشيط حركة القوافل التجارية بين البلدين، وبذل الجهود للحيلولة دون قيام قبائل البلدين بشن الغزوات المتبادلة فيما بينها، وإنشاء محكمة خاصة تعمل على فضّ النزاعات بين القبائل، واشترطت الاتفاقية على أن تحصل هذه القبائل على موافقة الحكومتين قبل اجتياز حدود البلدين. ثم بعد عدة سنوات قام وفد أردني، في 9 محرم 1352هـ/5 مايو 1933، بزيارة السعودية، لعقد معاهدة صداقة وحسن جوار. ونتيجة لتطور العلاقات بين البلدين، توصل الطرفان في اجتماع في مدينة القدس، في 5 ربيع الثاني 1352هـ/27 يوليو 1933، إلى عقد معاهدة صداقة وحسن جوار، وبرتوكول تحكيم. ووقعت ملاحق، في خصوص إعادة المنهوبات، ومذكرات في شأن تحرك العشائر. وتعمقت العلاقات بين البلدين حينما انضمت السعودية والأردن إلى جامعة الدول العربية. فزار ولي العهد الأمير سعود بن عبد العزيز العاصمة الأردنية عمان، في جمادى الآخرة 1355هـ/أغسطس 1936. وزار الأردن كذلك الأمير فيصل بن عبد العزيز، في 31 ديسمبر 1946. ثم في 26 يونيو 1948، إبان أحداث فلسطين، قام الملك عبد الله بن الحسين بزيارة الرياض، وحل ضيفاً على الملك عبد العزيز. وبعد اغتيال الملك عبدالله بن الحسين، في القدس، في 15 شوال 1370هـ/20 يوليو 1951، خلفه ابنه، الملك طلال بن عبد الله، الذي سعى إلى تنمية العلاقات السعودية الأردنية. فقام بزيارة إلى الرياض في 9 صفر 1371هـ/10 نوفمبر 1953. وكذالك سار الملك الحسين بن طلال، الذي تولى الحكم بعد أبيه في الأردن، في رمضان 1372هـ/مايو 1953، بالعلاقات السعودية الأردنية، نحو التكامل.

### إمارات الخليج العربي

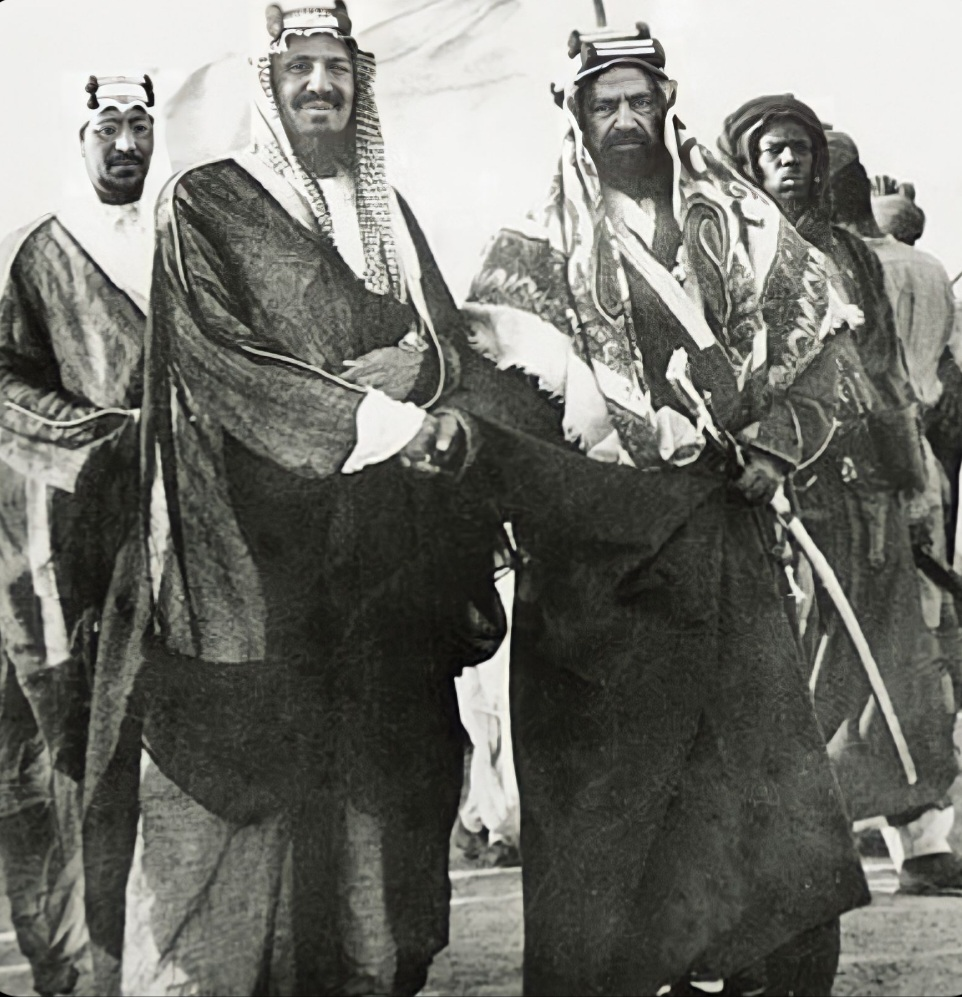
الملك عبد العزيز مع حاكم البحرين الشيخ حمد بن عيسى بن علي آل خليفة، ويظهر خلف الملك عبد العزيز، أبنه وولي عهده الأمير سعود.

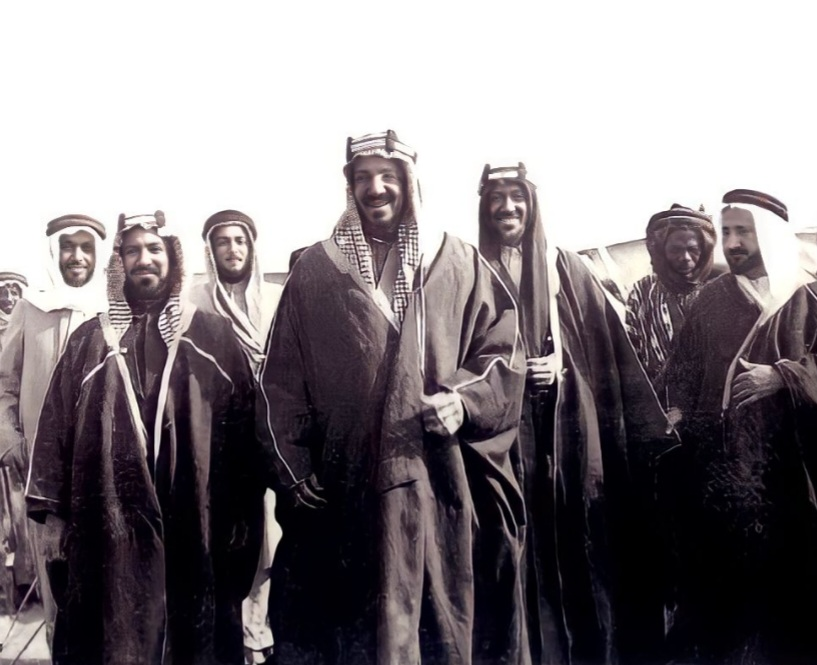
الملك عبد العزيز، ويظهر خلفه ولي عهده الأمير سعود، وعلى يمينه، أمير الكويت الشيخ أحمد الجابر الصباح. بينما يقف على يسار الملك، مستشاره يوسف ياسين، التقطت الصورة في عام 1936.

بعد أن تمكن عبد العزيز آل سعود من توحيد البلاد السعودية، وتوطيد الحكم، قام بزيارة إلى البحرين، في 25 رمضان 1348هـ/24 فبراير 1930، وهو في طريق عودته من لقاء ملك العراق فيصل الأول، في ساحل الخليج العربي، وكان ذالك للتعبير لشيخ البحرين عيسى بن علي آل خليفة عن شكره له. وبينما كان عبدالعزيز في الظهران، في ربيع الأول 1358هـ/مايو 1939، يتفقد المنشآت النفطية، زاره الشيخ حمد بن عيسى بن علي آل خليفة، ليسلم عليه. ودعى عبد العزيز إلى زيارة البحرين. ولبى عبد العزيز آل سعود دعوة شيخ البحرين.
بينما في الكويت، فقد كانت العلاقات ترجع إلى عهد الدولة السعودية الأولى. وبعد سقوط الدولة السعودية الثانية، عام 1309هـ/1891، توجه الإمام عبد الرحمن بن فيصل بن تركي آل سعود، مع ابنه عبد العزيز، والذي كان حينها في الثانية عشرة من عمره، إلى الكويت، للإقامة بها في عهد شيخها محمد بن صباح. ولما وصل الشيخ مبارك بن صباح إلى الحكم، في الكويت، توطدت علاقته بالأسرة السعودية، خاصة مع عبد العزيز. واشترك الإمام عبد الرحمن، وابنه عبد العزيز في حملة الشيخ مبارك ضد ابن رشيد، التي انتهت بهزيمة ابن صباح، في معركة الصريف، في 17 مارس 1901. وقدم الشيخ مبارك الدعم لعبد العزيز، في حملته لاستعادة الرياض. ثم في عام 1328هـ/1910 زار عبد العزيز الكويت، ووقف مع الشيخ مبارك، ضد زعيمَي المنتفق والظفير. واشترك معه في معركة هدية. ولكن العلاقة طرأ عليها بعض التوتر، في أواخر عهد الشيخ مبارك الصباح. وكان من أقوى أسباب ذلك التوتر، اتباع الشيخ مبارك الصباح سياسة، كان يظن أنها تحفظ التوازن بين القوى المتنافسة في المنطقة. وبعد وفاة الشيخ مبارك. خلفه في الحكم ابنه الشيخ جابر بن مبارك، والذي انتهج سياسة ودية تجاه عبد العزيز آل سعود. بسبب الصداقة الشخصية بينهما، التي تربط بينهما. وتوقيع عبد العزيز مع الحكومة البريطانية معاهدة دارين في صفر 1334هـ/ديسمبر 1915، تعهد فيها بعدم الاعتداء على بلدان الخليج، التي كانت تحت حماية بريطانيا. وزار عبد العزيز الكويت، في محرم 1335هـ/نوفمبر 1916. وبعد وفاة الشيخ جابر. تولي أخيه الشيخ سالم بن مبارك الصباح الحكم في الكويت، وعاد التوتر بين عبد العزيز وسالم الصباح، بسبب سماح الشيخ سالم لبعض القبائل باستئناف نشاطهم ضد نجد عبر الكويت، ثم قام فيصل الدويش، أحد قادة عبد العزيز، بمهاجمة الكويت، من دون علم عبد العزيز. وأرسل عبد العزيز رسالة إلى الشيخ سالم الصباح أعرب فيها عن أسفه لما قام به الدويش. وردّ إليه المنهوبات.
لكن الشيخ سالم الصباح، أعد قوة رابطت في الجهراء، لمهاجمة نجد. وسار فيصل الدويش إلى الجهراء، يقود أربعة آلاف مقاتل. وجمع الشيخ سالم قواته، فبلغت نحو ثلاثة آلاف مقاتل. والتقى الفريقان في معركة الجهراء في 10 أكتوبر 1920. وحملت قوات الدويش على قوات ابن صباح، فارتدت إلى القصر الأحمر. فلحق بهم الدويش وحاصرهم. ثم طلب الشيخ سالم الصباح مساعدة الإنجليز، الذين أرسلوا له طرادَين وطائرتَين، حلقتا فوق معسكر الدويش. وانسحب الدويش بقواته إلى نجد. ثم طلب عبد العزيز من بريطانيا، أن تتدخل لحل مشكلة الحدود بينهما. فذهب وفد كويتي، برئاسة الشيخ أحمد الجابر الصباح، في 29 جمادى الأولى 1339هـ/9 فبراير 1921، لمقابلة عبد العزيز، وكانت بينهما صداقة. وأثناء المحادثات، التي كانت تجري في الدهناء، توفي الشيخ سالم الصباح، في 15 جمادى الآخرة 1339هـ/24 فبراير 1921، وذهبت الأمور في الكويت إلى الشيخ أحمد الجابر الصباح. فأوقف عبد العزيز المباحثات. وقال للشيخ أحمد الجابر بما أن الأمر صار إليك، فليس هناك حاجة لتدوين الشروط، التي اتفقا عليها، بشأن تحديد الحدود بينهما. فشكره الشيخ أحمد الجابر الصباح، وعاد مع وفده إلى الكويت. وفي عهد الشيخ أحمد الصباح تمهدت الطريق لحل المشكلات بين البلدين. وانعقد مؤتمر العقير، برئاسة المندوب السامي البريطاني في العراق، بيرسي كوكس، توصل إلى تعيين الحدود بين السعودية والكويت والعراق. ووقعت اتفاقية في هذا الشأن، في 12 ربيع الثاني 1341هـ/2 ديسمبر 1922، فصدق عليها عبد العزيز آل سعود، ثم الشيخ أحمد الجابر الصباح. وبدأت بعدها، العلاقات بالتحسن بين البلدين. وكان ثمرة ذلك، بأن عُقد ثلاث اتفاقيات بين السعودية والكويت. اتفاقية صداقة وحسن جوار، واتفاقية تجارية، واتفاقية تسليم المجرمين. وتم توقيع هذه الاتفاقات الثلاث، في 26 ربيع الثاني 1362هـ/1 مايو 1943. وكان آخر ماعُقد بين البلدين، في عهد عبد العزيز، الاتفاق على تحديد المنطقة المحايدة بينهما، في عام 1367هـ/1948.
أما علاقة عبد العزيز بقطر، فإن تاريخ هذه العلاقات، يعود إلى عصر الدولة السعودية الأولى، حيث امتد نفوذها ليشمل مناطق متعددة من الخليج العربي. وفي عهد الدولة السعودية الثانية، كانت العلاقات جيدة، خاصة في عهد الإمام فيصل بن تركي، الذي تزامن مع عهد الشيخ قاسم بن محمد آل ثاني، شيخ قطر. وبعد سقوط الدولة السعودية الثانية، ظلت العلاقات بين أسرة آل ثاني وأفراد البيت السعودي، جيدة. حيث قبل أمير قطر إقامة أسرة الإمام عبد الرحمن بن فيصل في قطر، بعد خروجهم من الرياض. وحينما استرد عبدالعزيز الرياض، تطورت العلاقات مع قطر، والتقى عبد العزيز مع الشيخ قاسم، في طريق سلوى، في عام 1322هـ/1905. وبعد وفاة الشيخ قاسم بن محمد آل ثاني، خلفه ابنه الشيخ عبد الله بن قاسم، والذي حرص على استمرار العلاقات الجيدة مع عبد العزيز.
بينما كانت علاقة عبد العزيز مع عمان، حيث أنه بعد أن تم الاستيلاء على الأحساء في عام 1331هـ/1913، عاد نفوذ السعوديين بالظهور مرة أخرى في الخليج العربي، فحدثت مشكلة البريمي من جديد والتي كانت تحت نفوذ الدولتين السعودية الأولى والثانية. ولطالما قامت نزاعات حول هذه الواحة، بين الدولة السعودية، وسلطنتَي مسقط وأبو ظبي. حيث طلبت بريطانيا تخطيط الحدود بين السعودية وسلطنة مسقط، ومشيخة أبوظبي، على أساس الاتفاقيتَين المعقودتين بالسابق بين بريطانيا والدولة العثمانية، في عامَي 1912 و1913. ورفضت السعودية الاعتراف بشرعية الاتفاقيتين. ومع نشوب الحرب العالمية الثانية، توقفت المحادثات حول أزمة البريمي. ثم عادت من جديد في عام 1949. فاتفق الطرفان على عقد مؤتمر في لندن في 8 أغسطس 1951، حضره الأمير فيصل بن عبد العزيز، وأصدر سلسلة من المقررات، تعد مقدمة لمؤتمر الدمام. وعقد مؤتمر في الدمام، في 28 يناير 1952، عرضت فيه الحكومة السعودية فكرة الاستفتاء ولكن بريطانيا، رفضت ذلك العرض. ثم بعدها بعام، توفي الملك عبد العزيز، حتى تم تسوية القضية في عهد الملك سعود.

### اليمن

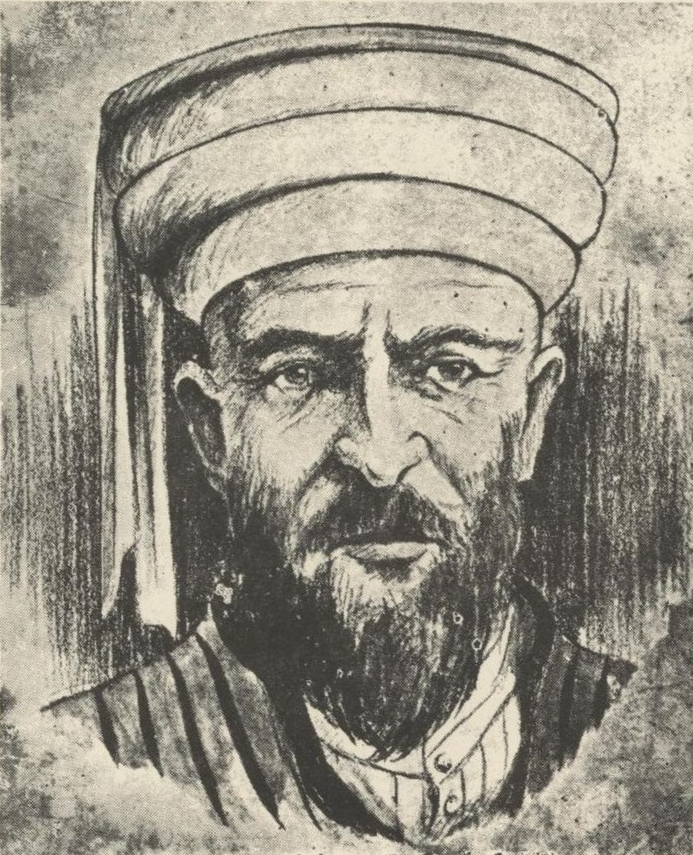
يحيى حميد الدين، إمام اليمن. في عهده حدثت الخلافات الحدودية مع الملك عبد العزيز.

شهدت الفترة ما بين 1345هـ ـ 1350هـ/1926 ـ 1932، توتر بين السعودية واليمن، بسبب المشاكل الحدودية. ثم عُقِدت معاهدة صداقة وحسن جوار، بين البلدين، في شعبان 1350هـ/ديسمبر 1931. لكن استمرار نشاط الأدارسة داخل الحدود السعودية، جعل الملك عبد العزيز يكتب إلى الإمام يحيى حميد الدين، طالباً أن يجتمع وفدان، يمثلانهما، للتوصل إلى أهداف، أهمها تثبيت الحدود بين بلدَيهما بصورة واضحة. ولكن لم تكن هناك مفاوضات جادة، فعاد الوفد السعودي، من دون الوصول إلى اتفاق. ثم أمر عبد العزيز آل سعود بعض قواته بقيادة الأمير فيصل بن سعد، بالتوجه إلى جنوب البلاد، ثم تم تبادل عدة برقيات، بين عبد العزيز ويحيى حميد الدين. ثم في نهاية الأمر، وافق يحيي حميد الدين على أن تعقد معاهدة لمدة عشرين سنة، يثبت فيها كلٌّ من الطرفين على البلاد التابعة لهم. لكن بعد عودة القلاقل الحدودية من جديد، اقترح عبد العزيز على يحيى حميد الدين، على عقد اجتماع في أبها. فوصل إليها وفد يمني في 2 ذو القعدة 1352هـ/16 فبراير 1934، برئاسة عبد الله الوزير. وبدأت المفاوضات مع الوفد السعودي، برئاسة فؤاد حمزة، وذلك في 5 ذو القعدة، ولكن المحادثات سارت بخطى متعثرة. إلى أن وقعت الحرب السعودية اليمنية.
في 6 ذو الحجة 1352هـ/21 مارس 1934، تقدمت القوات السعودية نحو قوات يحيى حميد الدين، لاستعادة ما استولت عليه من الأراضي السعودية. وقد انقسمت القوات السعودية إلى جبهتَين: جبهة شرقية، بقيادة الأمير سعود بن عبد العزيز. وجبهة غربية بقيادة الأمير فيصل بن عبد العزيز. واستطاعت القوات السعودية، أن تهزم القوات اليمنية، وتتوغل إلى مدينة الحديدة، حيث تمكن الأمير فيصل من دخولها، في يوم 21 محرم 1353هـ/7 مايو 1934. وسعت عدة جهات، عربية وإسلامية، إلى الصلح بين البلدَين. وقبل عبد العزيز الوساطة التي قبلها يحيي حميد الدين. وتوقف القتال، في 29 محرم 1353هـ/15 مايو 1934. وبدأت المفاوضات بين الوفدَين، السعودي برئاسة الأمير خالد بن عبد العزيز، واليمني برئاسة عبد الله الوزير. وانتهت بعقد صلح بين الطرفين، وتوقيع معاهدة الطائف، بين البلدين، في 6 صفر 1353هـ/19 مايو 1934. وانسحبت قوات كلٍّ من الطرفين إلى الأراضي التي حددتها المعاهدة. وانسحب الأمير فيصل من الحديدة.

## محاولة اغتيال عبد العزيز
في يوم عيد الأضحى من عام 1353هـ/15 مارس 1935، باشر الملك عبد العزيز الطواف مع الطائفين في المسجد الحرام ومعه ابنه الأمير سعود وبعض الحرس الشخصي. وعند بدايته في طواف الشوط الخامس وحينما أراد أن يستلم الحجر الأسود، انطلق رجل من مكان بقرب حجر إسماعيل نحو الملك عبد العزيز وكان في يده خنجر يريد قتله، فقام الأمير سعود بحماية والده وأمسك بصاحب الخنجر وأبعده عنه وحينها قام أحد الحراس بقتله. وبعدها مباشرة هجم رجل آخر محاولاً قتل الملك عبد العزيز ولكن طعنته أصابت كتف الأمير سعود الأيسر، بينما كان يحمي ظهر والده، وقام أحد الحرس بقتل المعتدي كذالك، ثم انطلق رجل ثالث من ناحية الركن اليماني ولما رأى صاحبيه قد تم قتلهما حاول الهرب، فتم إطلاق النار عليه وإصابته والقبض عليه. وكان الحجاج الثلاثة قد قدموا من اليمن، رغم ذالك أستمرت العلاقة الودية بين الملك عبد العزيز والإمام يحيى حميد الدين في اليمن.

## موقفه من قضية فلسطين

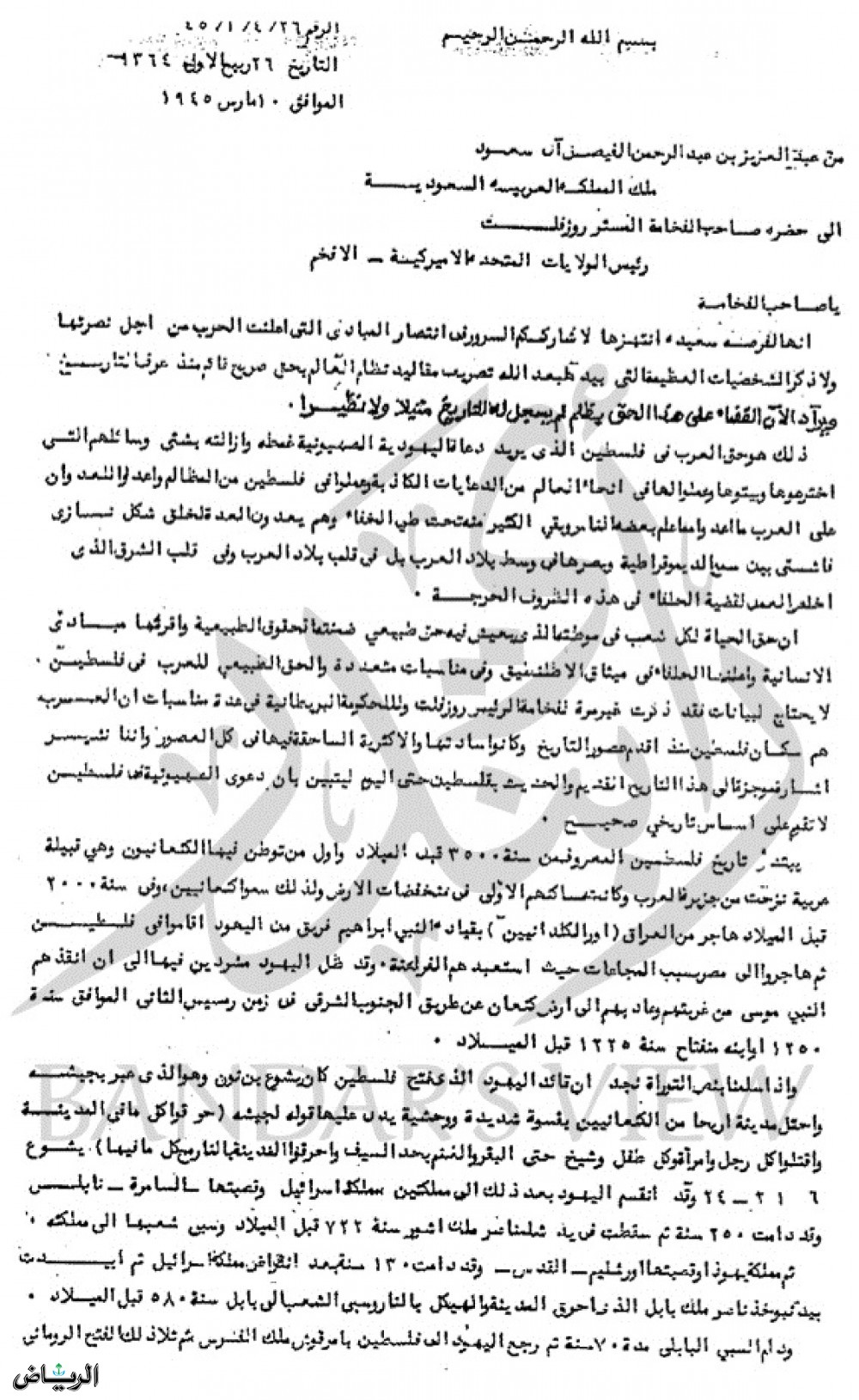
رسالة الملك عبد العزيز إلى الرئيس الأمريكي روزفلت في عام 1945 بشأن القضية الفلسطينية.

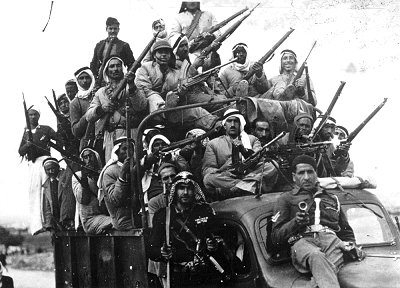
القوات السعودية متوجهه لفلسطين في حرب 48.

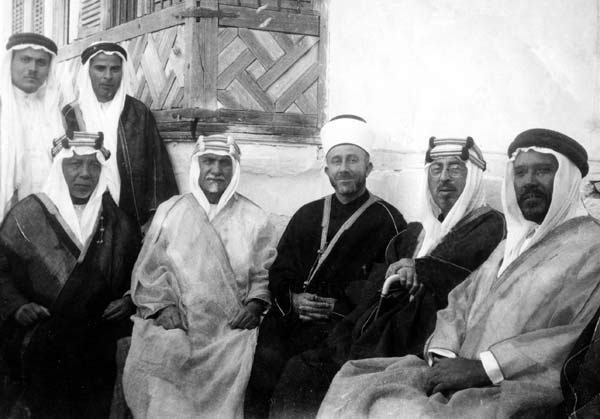
مفتي القدس أمين الحسيني يتوسط شكيب أرسلان وهاشم الأتاسي، في زيارة للسعودية عام 1934.

عندما كان الرئيس الأمريكي فرانكلين روزفلت عائداً من مؤتمر يالطا، التقى بعض قادة العرب وكان من بينهم الملك عبد العزيز. وكان من بين الذين التقاهم روزفلت الملك فاروق ملك مصر. وكان الاجتماع بين روزفلت والملك عبد العزيز دار حول عدد من القضايا العربية. ومن ضمنها القضية الفلسطينية والهجرة اليهودية وحق الشعب الفلسطيني بالعيش على أرضه. وطلب روزفلت نصيحة الملك حول مشكلة اللاجئين اليهود الذين طردوا من أوروبا فكان رد الملك أن عليهم العودة للعيش حيث طردوا، وأن تتحمل المانيا ذالك، أما أولئك الذين دمرت منازلهم وليس لهم فرص العيش في أوطانهم فيجب أن يعطوا مكاناً للعيش في دول المحور التي قامت باضطهادهم.
ثم في حرب 1948م قاد الملك عبد العزيز حملة قوية ضد الحكومتين الأمريكية والبريطانية وحملهما مسؤولية ما يقع في فلسطين، وأمر بفتح أبواب التطوع والجهاد للسعوديين لنصرة الشعب الفلسطيني. وقام الملك عبد العزيز بارسال الجيش العربي السعودي وقوات عسكرية وكمية من الذخائر والبنادق إلى الثوار في فلسطين،  ومنح الملك فاروق نياشين وأنوطه لعدد من الضباط والجنود السعوديون تقديرا لما قدموه من بطولات وشجاعه في المعارك التي خاضها الجيش السعودي ضد الحركة الصهيونية في فلسطين عام 1948م.
مع بداية المناوشات أرسل مفتي فلسطين أمين الحسيني والهيئة العربية العليا في فلسطين مندوباً إلى ملك السعودية الملك عبد العزيز آل سعود، لطلب المساعدة، فأمر الملك عبد العزيز آل سعود بإرسال كمية من الذخيرة والبنادق إلى الثوار في فلسطين، وتبرع الشعب السعودي بمبلغ خمسة ملايين ريال سعودي.نص الصفحة.
وأمر الملك عبد العزيز آل سعود بإرسال فرقة كاملة من الجيش السعودي وفتح باب التطوع للشباب السعودي للجهاد في فلسطين وتوجهت الدفعة الأولى بالطائرات، فيما أرسلت بقية السرايا بالبواخر.وبلغ عدد ضباط وأفراد الفرقة قرابة ثلاثة آلاف ومائتي ضابط وجندي، قاتلت مع قوات عربية من مصر وسوريا والأردن.
وتعددت المواقع والمعارك التي شاركت فيها القوات السعودية والمجاهدين السعوديين على أرض فلسطين. ومن أهم المواقع والمعارك التي شارك فيها الجيش السعودي ضد الاحتلال الإسرائيلي في فلسطين معركة دير سنيد وأسدود ونجبا والمجدل وعراق سويدان والحليقات وبيرون إسحاق كراتيا وبيت طيما وبيت حنون وبيت لاهيا وغزة ورفح والعسلوج ووتبة الجيش وعلى المنطار والشيخ نوران. وقامت القوات السعودية بنسف أنابيب المياه. وعرقلة سير القوافل التي كانت تـُـمـوِّن الجيش الإسرائيلي. واشتركت القوات السعودية في القتال على الخطوط الأمامية ضد القوات الإسرائيلية في غزة والمجدل. ودير سنيد. وأسدود. ونيتسايم جنباً إلى جنب مع القوات المصرية. كما حصلت معركة مع القوات الإسرائيلية معركة عين خفر قرب قناة السويس، وقام فيها 8300 جندي سعودي بالصمود والتصدي للجيش الإسرائيلي المكون من 31600 جندي بعد اشتباك ومحاصرة للجنود السعوديين لمدة 4 أيام، صمد فيها وانتصرت القوات السعودية وانتهت المعركة بأسر 476 جندياً إسرائيلياً و1784 شهيداً من الجنود السعوديين.

## مساهمته في تأسيس الجامعة العربية

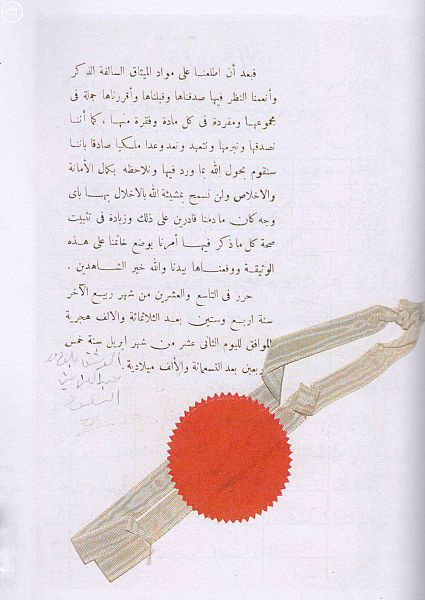
موافقة الملك عبد العزيز آل سعود على مواد ميثاق جامعة الدول العربية في 12 أبريل 1945.

في نهاية ثلاثينيات القرن العشرين، قام رئيس وزراء مصر مصطفى النحاس، بتوجيه دعوة إلى القادة العرب لزيارة مصر، ولتبادل وجهات النظر حول فكرة إنشاء اتحاد عربي مشترك. وكانت السعودية من أوائل الدول العربية السبع التي أسّست جامعة الدول العربية، وكان ذالك في عهد الملك عبد العزيز آل سعود، وشهد اللقاء الذي جمع عبدالعزيز آل سعود مع ملك مصر فاروق الأول في عام 1945، بجبل رضوى في غرب السعودية، تأكيد عبد العزيز آل سعود على دعم بنود إنشاء الجامعة العربية، ثم بدأت بعدها الخطوات الأولى لدخول السعودية للجامعة العربية، ودعمها، بعد أن وافق عبد العزيز على بروتوكول الإسكندرية، ليتم الإعلان رسمياً عن انضمام السعودية إلى الجامعة العربية في عام 1945. وأكد الملك عبد العزيز في إحدى رسائله الخاصة بشأن موضوع الجامعة، أن السعودية تريد أن ترى كلمة الدول العربية مجتمعة ومتفقة. ثم في 16 يناير 1945، وقّعت السعودية على ميثاق جامعة الدول العربية، والذي عُرف باسم بروتوكول الإسكندرية، وكان ذالك في 22 مارس 1945. وأدلى الملك عبد العزيز والملك فاروق ملك مصر، في تصريح مشترك حول الجامعة العربية، حيث نشر في صحيفة المقطم في 17 محرم 1946 جاء فيه.:
| عبد العزيز آل سعود | إن من دواعي سرورنا العظيم أن يكون اجتماعنا في هذا المكان التاريخي في الدار الجديدة جامعة الدول العربية تلك الجامعة التي كان من حظنا وحظ إخواننا ملوك العرب وأمرائهم ورؤسائهم أن يضعوا أسسها وأن يرعوها فيُقيموها على دعائم من التعاون والتكافل لخير العرب وخير البشر كافة، ويستجيبوا بذلك لرغبات الشعوب العربية وآمالها. | عبد العزيز آل سعود |

## تنظيم الدولة

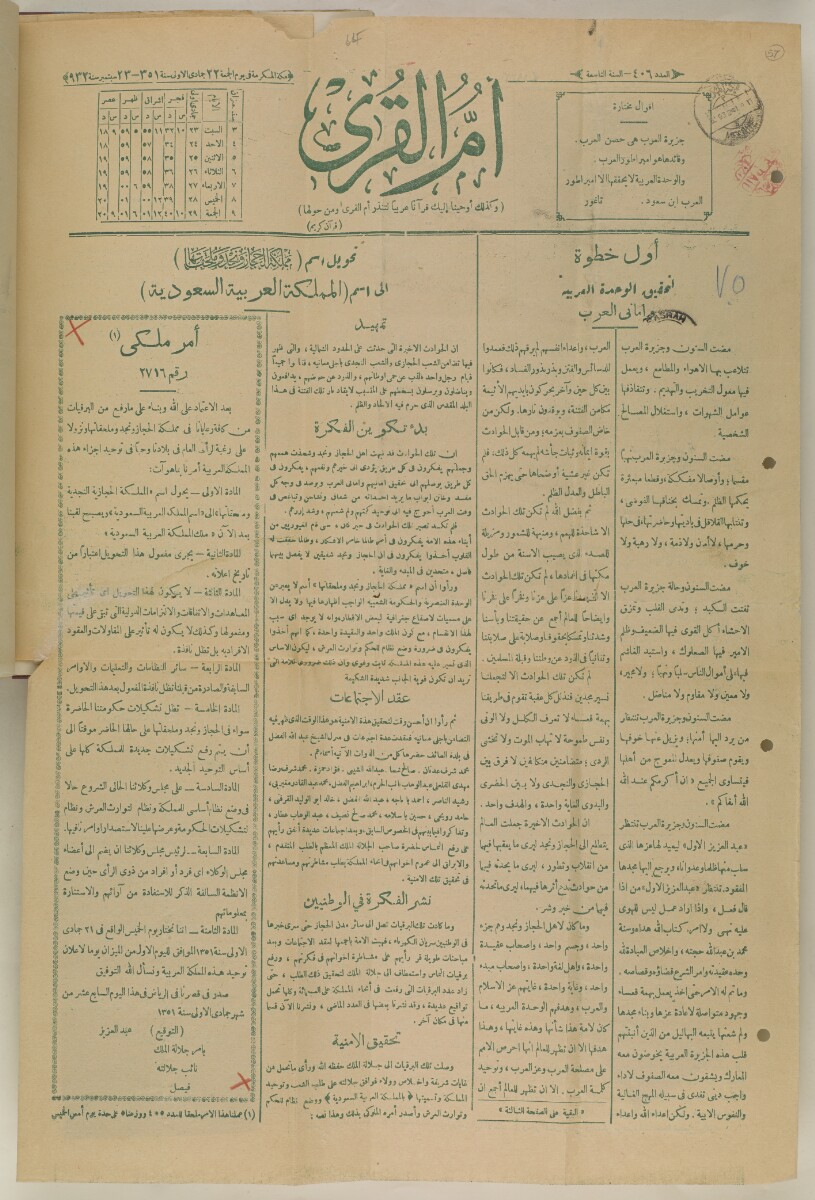
صفحة العدد 306 من جريدة أم القرى في 23 سبتمبر 1932 وفيها نص الأمر الملكي بتحويل اسم البلاد إلى المملكة العربية السعودية.

### تأسيس مجلس الشورى
أُنشئ أول مجلس للشورى، في مكة، عام 1345هـ/1926. مكوّن من نائب الملك في الحجاز الأمير فيصل بن عبد العزيز ومستشاريه، ومن ستة أشخاص يعينون من قبل الملك. ويعقد المجلس جلسة في كل أسبوع. ومع اتساع رقعة الدولة وزيادة الأعباء، صدر أمر في عام 1346هـ/1927 بتشكيل أول مجلس للشورى يضم أعضاء متفرغين برئاسة النائب العام للملك وثمانية أعضاء. وافتتح الملك عبد العزيز مجلس الشورى، وترأس الجلسة الأولى يوم الأحد من عام 1346هـ/1927. ثم في عام 1349هـ/1930 أعيد تكوين مجلس الشورى في دورته الجديدة والتي استمرت حتى نهاية 1350هـ/1931.
وفي عام 1355هـ/1936 أعيد تكوين مجلس الشورى، والذي ضم رئيس المجلس ونائبه والنائب الثاني للمجلس وعشرة أعضاء متفرغين واستمر العمل حتى أعيد تكوين مجلس الشورى في عام 1372هـ/1953، وكان يعتبر آخر مجلس للشورى في عهد الملك عبد العزيز، وقد ظهر هذا المجلس بشكل جديد، وضم عشرين عضوًا بدلا من ثلاثة عشر، واستمر العمل بمجلس الشورى كهيئة استشارية، ذات مسؤولية مستقلة حتى صدر نظام مجلس الوزراء في 1373هـ/1953 الذي اضطلع ببعض من مسؤوليات مجلس الشورى.

### تعديل مسمى البلاد
كان عبد العزيز آل سعود، قد اتخذ لقب «أمير نجد ورئيس عشائرها»، في بداية سيطرته على نجد. ثم في عام 1339هـ/1921، اتخذ لقب «سلطان نجد»، عقب مؤتمر الرياض. ثم لاحقاً وفي عام 1344هـ/1925، بايعه أهل الحجاز ملكاً عليهم، فأصبح لقبه: «ملك الحجاز وسلطان نجد وملحقاتها». وفي 25 رجب عام 1345هـ/يناير 1927، بايعه أهل نجد ملكاً عليهم. وتحولت سلطنة نجد إلى مملكة. فصار لقبه: «ملك الحجاز ونجد وملحقاتها». وأصبح اسم البلاد «سلطنة نجد وملحقاتها». ثم بعد ضم الحجاز، صار اسمها «مملكة الحجاز وسلطنة نجد وملحقاتها»، ثم صار اسمها «مملكة الحجاز ونجد وملحقاتها». ثم رأى بعض الوجهاء والأعيان ضرورة تغيير مسمى البلاد. فأبرقوا إلى الملك عبد العزيز، يعرضون رغبتهم في أن يكون اسم الدولة (المملكة العربية السعودية)، بدلاً من (مملكة الحجاز ونجد وملحقاتها). وشارك في صياغة هذا الخطاب عدد من وجهاء البلد وعلمائها ومنهم: فؤاد حمزة وصالح شطا، وعبد الله الشيبي والشريف محمد شرف رضا وعبد الوهاب نائب الحرم وإبراهيم الفضل ومحمد عبد القادر مغيربي ورشيد الناصر وأحمد باناجه وعبد الله الفضل وخالد بن أحمد القرقني والشريف محمد شرف عدنان وحامد رويحي والمؤرخ حسين با سلامه ومحمد صالح نصيف وعبد الوهاب عطار. ليعبّر هذا الاسم عن معنى توحيد البلاد. فرحب الملك بذلك. وأصدر مرسوماً ملكياً بالرقم 2716، في 17 جمادى الأولى عام 1351هـ، يقضي بتحويل اسم الدولة إلى المملكة العربية السعودية، ابتداء من يوم الخميس 21 جمادى الأولى 1351هـ/23 سبتمبر 1932، وعلى ذلك، اتخذ الملك عبد العزيز بن عبد الرحمن آل سعود، لقب «جلالة ملك المملكة العربية السعودية».

### تأسيس مجلس الوزراء

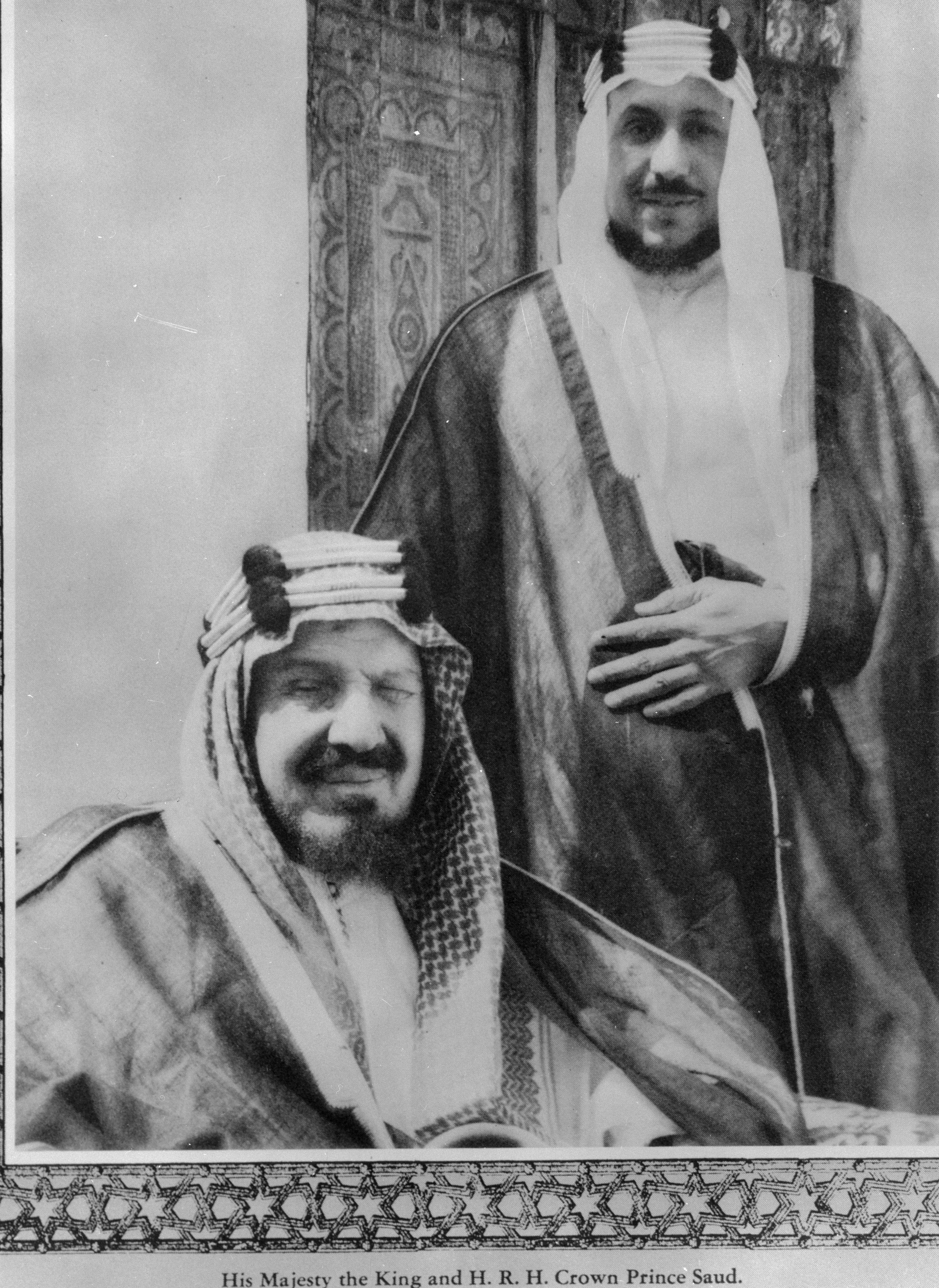
الملك عبد العزيز جالسًا، ويقف خلفه ابنه وولي عهده الأمير سعود.

قبل تأسيس مجلس الوزراء، تشكل مجلس الوكلاء، عام 1350هـ/1931، برئاسة الأمير فيصل بن عبد العزيز، ومن وكلاء وزارتي الخارجية والمالية ومجلس الشورى وهم: يوسف ياسين، وفؤاد حمزة وعبد الله السليمان، وحمد السليمان، وعبد الله محمد الفضل، ومحمد عيد الرواف وإبراهيم سليمان العقيل، والشريف شرف رضا وعبد الله إبراهيم الفضل وصالح شطا وعبد العزيز آل إبراهيم وخالد أبو الوليد. وكان مجلس الشورى في السنوات الست التي سبقت قيام مجلس الوكلاء، يجمع بين الاختصاصات التنظيمية والتنفيذية، ثم بدأ الفصل بين السلطتين بعد قيام مجلس الوكلاء. وشهدت تلك المرحلة صدور تعديلات عدة لنظامي المجلسين. ولكن التطوير الأوسع لمجلس الوكلاء جاء قبل فترة وجيزة من وفاة الملك، وذلك عندما أصدر أمره بتحويل مجلس الوكلاء إلى مجلس للوزراء. حيث في 12 رجب من عام 1373هـ/1953، أصدر الملك عبد العزيز الموافقة على نظام مجلس الوزراء. برئاسة ولي العهد الأمير سعود، لكن الملك عبد العزيز توفي قبل أن يفتتح أول جلسة لمجلس الوزراء، والذي نصت أولى مواده على ما يلي: يؤلف مجلس وزراء تحت رئاسة ولدنا سعود ولي عهد المملكة القائد الأعلى للقوات المسلحة، ويتألف من جميع وزراء الدولة المكلفين بإرادة ملكية لإدارة شؤون الوزارات المعهودة إليهم للنظر في جميع شؤون الدولة خارجية كانت أو داخلية، فتقرر بشأنها ما يراه موافقا لمصلحة البلاد لأجل عرضها علينا.
وبانعقاد الجلسة الأولى لمجلس الوزراء في عهد الملك سعود. يعتبر مجلس الوكلاء الذي كان يدير شؤون البلاد قد انتهت صلاحياته، ليس هذا فحسب، فقد امتدت صلاحيات مجلس الوزراء إلى قيامه بوضع الأنظمة والتشريعات التي كان يقوم بها مجلس الشورى. وإذا كانت السلطات في جميع الدول تنقسم إلى ثلاث سلطات تشريعية وتنفيذية وقضائية، فإن مجلس الوزراء السعودي هو السلطة التنفيذية والتنظيمية التي اضطلعت برسم سياسة الدولة وبناء قطاعاتها وتصميم وتنفيذ برامجها ومشاريعها التنموية .

### ولاية العهد
بعد تغيير مسمى البلاد، سعى أهل المملكة العربية السعودية إلى بحث أمر ولاية العهد. فأجمعوا أمرهم على أن يكون أكبر أنجال الملك، الأمير سعود بن عبد العزيز، ولياً للعهد. وأبرق مجلس الوكلاء، ورئاسة القضاء والمحاكم، ومجلس الشورى، إلى الملك برغبتهم هذه. ووافق عليها، وأخذت البيعة للأمير سعود، في 16 محرم 1352هـ/11 مايو 1933. واستمر الملك عبد العزيز في حكم البلاد، يسانده ولي عهده الأمير سعود. وينوب عنه في الحجاز، ابنه الأمير فيصل، إلى أن توفي في الطائف عام 1373هـ/1953. وبويع ولي العهد، الأمير سعود بن عبد العزيز، ملكاً على المملكة العربية السعودية، في يوم وفاة الملك عبد العزيز. وبويع، في الوقت نفسه، الأمير فيصل بن عبد العزيز، ولياً للعهد.

## إنجازاته الحضارية

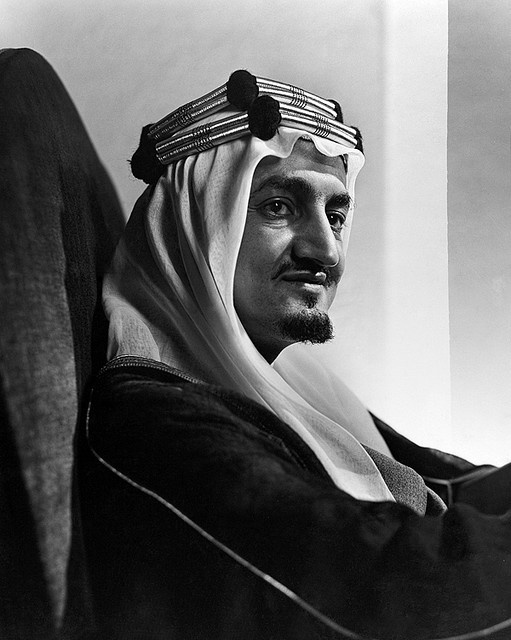
الأمير فيصل كان أول وزير للخارجية.

تم استحداث خمس وزارت في عهد الملك عبد العزيز وكانت الركيزة الأولى للتنظيم الإداري في الدولة: وهي وزارة الخارجية بتاريخ 1349هـ/1930، والتي بدأت بمسمى المديرية العامة للشؤون الخارجية وتم اختيار الأمير فيصل بن عبد العزيز كأول وزير لها. وتأسيس وزارة الداخلية عام 1350هـ/1931 وتعيين الأمير فيصل بن عبد العزيز وزيرًا لها حيث كانت الشؤون الأمنية والداخلية تابعه للنيابة العامة، ثم أعيد تشكيل تأسيس وزارة الداخلية واندرج تحتها أيضًا الشؤون الصحية عام 1370هـ/1950 وتعيين الأمير عبد الله الفيصل وزيرًا لها. وتأسيس وزارة المالية في عام 1344هـ/1926 تحت اسم مديرية المالية العامة لإدارة الأمور المالية، ومع توسع أعمالها تم تحويلها إلى وكالة المالية العامة في العام 1347هـ/1928، ثم تطورت أعمال الوكالة بشكل كبير، فتم تحويل الوكالة إلى وزارة للمالية في عام 1351هـ/1932، وكان أول وزير للمالية هو عبد الله بن سليمان الحمدان. وتأسيس وزارة الدفاع بعد أن تدرجت في التنظيم الإداري من مديرية إلى وكالة إلى وزارة سنة 1365هـ/1946 وتعيين الأمير منصور بن عبد العزيز وزيرًا لها. إنشاء وزارة الدفاع وتعين المفتش العام 1363هـ/1943، المركز الوطني للوثائق والمحفوظات، الديوان الملكي. وتأسيس وزارة المواصلات سنة 1372هـ/1952 وتعيين الأمير طلال بن عبد العزيز وزيرا لها. وتأسيس مجلس الوزراء في نهاية عهد الملك عبد العزيز عام 1373هـ/1953 وتم تعين ابنه سعود رئيسًا لها.

### المجال الاقتصادي

الملك عبد العزيز يدشن أول ناقلة نفط.

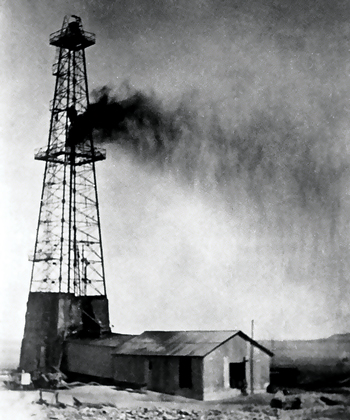
بئر الدمام رقم 7 في 4 مارس 1938.

في 4 صفر عام 1352هـ/29 مايو 1933، وقّع كل من الحكومة السعودية وشركة ستاندرد أويل أوف كاليفورنيا، اتفاقية التنقيب عن النفط. وفي عام 1357هـ/1938، تم اكتشاف النفط بكميات تجارية. وبعدها أصبح النفط مصدر مالي كبير للسعودية. فبدأ الملك عبد العزيز بتنظيم الشؤون المالية في البلاد. وفي`عام 1346/1927، ربط الملك عبد العزيز جميع الدوائر المالية الصغيرة في الحجاز، بإدارة واحدة سُميت مديرية المالية العامة. وعين عبد الله بن سليمان الحمدان مديراً لها. وفي 20 جمادى الأولى 1351هـ/21 سبتمبر/أيلول 1932 أنشئت وزارة المالية، وربطت بالوزارة إدارات التموين والحج والزراعة والأشغال العامة والتعدين. كذلك، استقدم خبراء ماليون وجمركيون وزراعيون ومهندسون من بلدان عديدة. وكانت أول ميزانية رسمية صدرت للدولة في عام 1353هـ/1934، وبلغت الميزانية أربعة عشر مليون ريال. ثم في عام 1367هـ/1948، صدرت ميزانية أخرى فتجاوزت مائتَي مليون ريال.
اهتم الملك عبد العزيز بمسألة النقد. فعمل على تنظيمه، وكان في البلاد السعودية عدة عملات متداولة، فلما تم ضم الحجاز، أصدر عبد العزيز عملة رسمية، نحاسية، تحمل اسم «عبد العزيز آل سعود ملك الحجاز وسلطان نجد»، وكان ذلك عام 1344هـ/1925. وفي عام 1346هـ/1927، أصدر عبد العزيز آل سعود أول نظام للنقد، سُمي بالنقد العربي. وتم سك الريال العربي من الفضة، وأصبح الريال عملة رسمية للبلاد من شعبان 1346هـ/يناير 1928. وفي 25 رجب 1371هـ/21 أبريل 1952، صدر مرسومان ملكيان بإنشاء مؤسسة النقد العربي السعودي.
كان ظهور النفط له دور بارز في تنمية الاقتصاد في عهد الملك عبد العزيز، حيث وقع الملك في 29 مايو من عام 1933 اتفاقية الامتياز للتنقيب عن البترول بين المملكة وشركة ستاندرد أويل أوف كاليفورنيا (سوكال)، وفي 8 نوفمبر من نفس العام تم إنشاء شركة تابعة هي شركة كاليفورنيا أريبيان ستاندرد أويل كومباني (كاسوك) لإدارة الامتياز، وتمت عملية المسح بإعداد خارطة هيكلية لقبة الدمام، موقع اكتشاف أول حقل نفطي في المملكة، واعتمد الجيولوجيون الأمريكيون الأوائل على البدو لإرشادهم من مكان إلى آخر، في العام 1935 تم حفر أول بئر اختبارية في الظهران في قبة الدمام والتي لم تأت نتائجها محققة للتطلعات، لكن لأن الدلائل كانت تشير إلى وجود الزيت والغاز، فقد استمرت الشركة في الحفر، وبعد خمس سنوات من الحفر غير المثمر، سرعان ما تغيرت الأحوال، ففي الأسبوع الأول من مارس 1938، حققت بئر الدمام رقم 7 الأمل المرجو منه، وكان ذلك عند مسافة 1440 متراً تحت سطح الأرض، حيث أنتجت البئر 1585 برميلا في اليوم في الرابع من مارس 1938، ثم ارتفع الرقم إلى 3690 برميل في السابع من مارس وسجل إنتاج البئر 2130 برميل بعد ذلك بتسعة أيام، ثم 3732 برميل بعد خمسة أيام أخرى، ثم 3810 برميل في اليوم التالي مباشرة، وواصلت البئر عطاءها على هذا المنوال مما أكد نجاحها كبئر منتجة، وفي ذلك الوقت، كان قد تم تعميق بئري الدمام رقم (2) ورقم (4) حتى مستوى المنطقة الجيولوجية العربية. ولم تخيب هاتان البئران آمال الباحثين عن النفط، فقد أعطتا نتائج طيبة.
وبعد نجاح اكتشاف واستخراج النفط، ذهب الملك عبد العزيز في ربيع 1939، يصحبه وفد إلى الظهران، حتى وصل إلى مخيم الشركة. وتزامن توقيت زيارة الملك عبد العزيز مع اكتمال خط الأنابيب الذي امتد من حقل الدمام إلى ميناء رأس تنورة، بطول 69 كيلو متراً، حيث رست ناقلة النفط التي أدار الملك عبد العزيز الصمام بيده لتعبئتها بأول شحنة من النفط السعودي، كانت هذه أول شحنة من الزيت الخام تصدرها السعودية على متن ناقلة في 11 ربيع الأول 1358هـ/1 مايو 1939.

### مجال الاتصالات والمواصلات

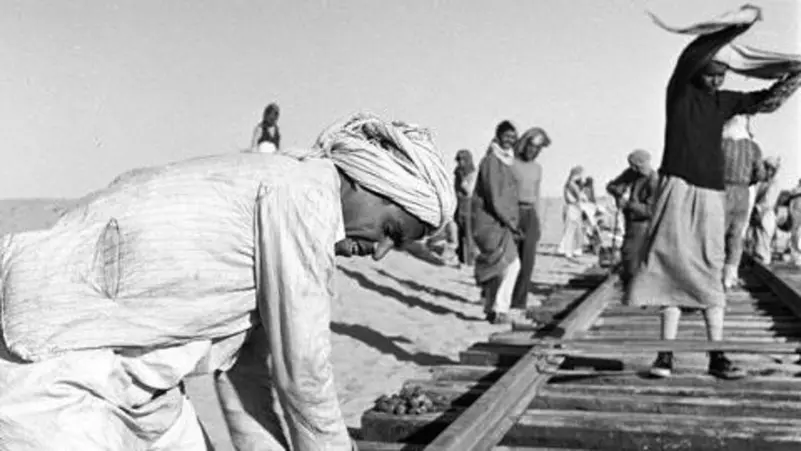
جزء من بناء خط السكة الحديدية بين الدمام والرياض في عام 1947.

أصدر نظام للطرق والمباني عام 1360هـ/1941. وجلب التقنية الحديثة للبلاد كالهاتف والبرق والبريد عام 1356هـ/1937. ونظم وتوحيد الطوابع الخاصة بالمراسلات في عام 1369هـ/1949. وتأسيس الخطوط الجوية السعودية عام 1365هـ/1945. وربط السعودية بشبكة مواصلات وطرق برية معبده، بجانب تأسيس سكة حديد تربط الرياض بالدمام في عام 1367هـ/1947، وتأسيس المطارات وتعميم الهاتف اللاسلكي وأسس أربع مدارس لتعليم أعمال الهاتف اللاسلكي وجلب لها مدرسين متخصصين وابتعث عدد من الطلاب.

### المجال الصحي
كان الاهتمام بالصحة العامة ومكافحة الأمراض من أولويات الحكومة السعودية منذ البدايات الأولى لتوحيد السعودية على يد عبد العزيز آل سعود. وبدأت مسيرة الصحة في السعودية أولى خطواتها، عندما سعى عبد العزيز إلى التركيز على الصحة العامة، والعمل على تطويرها، وذالك عندما تزامن مع دخوله الحجاز. وكان من أهم الخطوات التي اتخذت في تلك الفترة زيادة حجم التعاون مع المنظمات العالمية، والاستعانة بالخبرات الأجنبية، ووضع اللبنات الأولى لقطاع صحي متكامل. ثم جاء الأمر السامي من الملك عبد العزيز، بإنشاء مصلحة الصحة العامة في عام 1343هـ/1925 وأن يكون مقرها في مكة، على أن تكون لها فروع أخرى في بقية المناطق. وبعد فترة وجيزة، وذالك في عام 1344هـ/1925، أنشئت مديرية الصحة العامة والإسعاف، بهدف الاهتمام بشؤون الصحة والبيئة، والعمل على إنشاء المستشفيات والمراكز الصحية في جميع مناطق السعودية.
وبعد ازدياد الخدمات الصحية في السعودية من مستشفيات ومراكز صحية، إلى جانب ما يتم تقديمه من خدمات صحية للحجاج والمعتمرين، تم إنشاء المجلس الصحي العام كأعلى هيئة إشرافية في البلاد، وكان التركيز الأكبر خلال تلك الفترة منصبًّا على تطوير الخدمات الصحية، ورفع كفاءات العاملين في القطاع الصحي، إلى جانب مكافحة الأمراض والأوبئة المنتشرة في تلك الفترة. ثم في عام 1370هـ/1951، تم إنشاء وزارة الصحة.

### المجال العسكري

علم الحرب للجيش العربي السعودي.

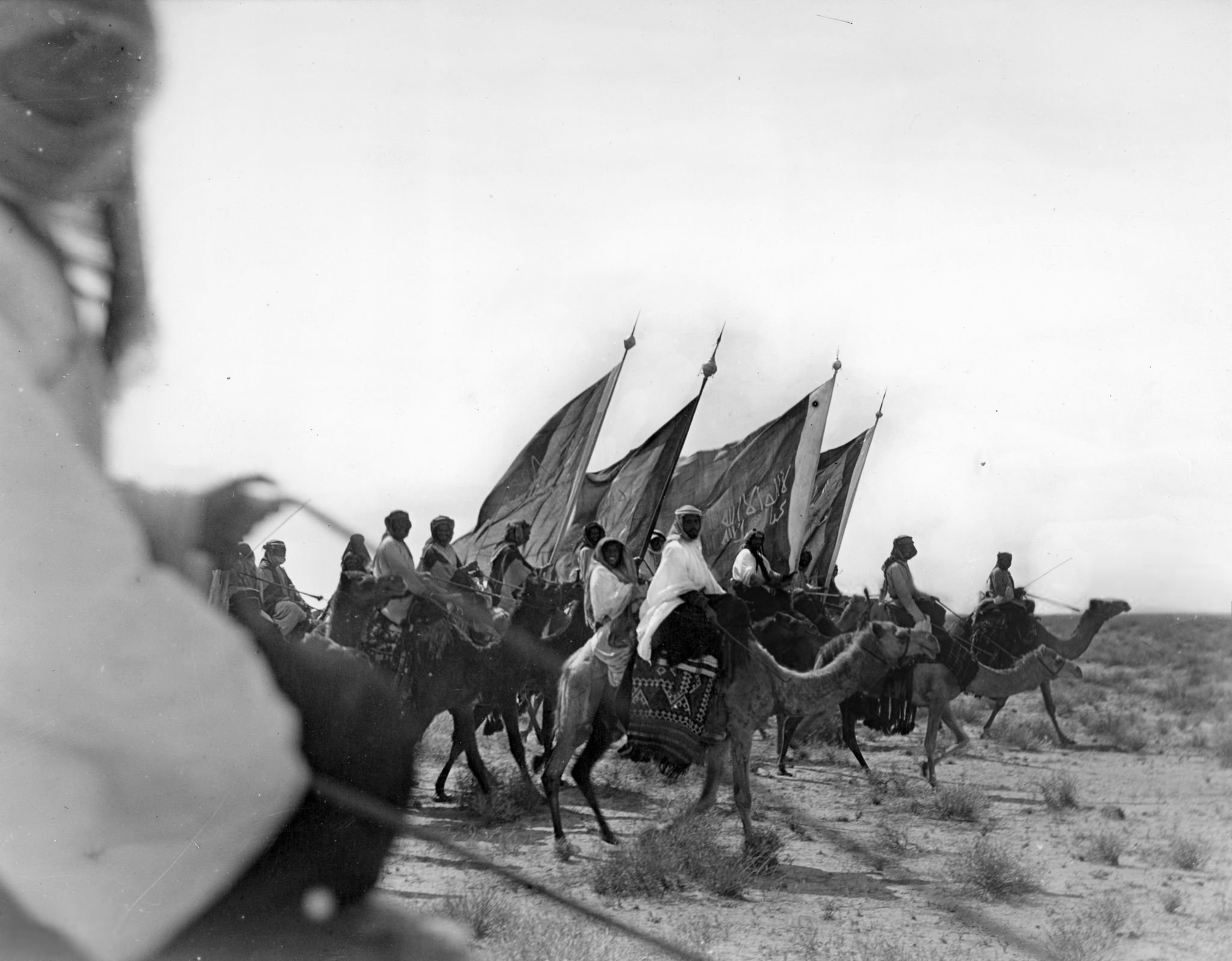
جيش الأخوان.

الأمير منصور بن عبدالعزيز، أول وزير يتولى منصب وزارة الدفاع

لم يكن للملك عبد العزيز جيش دائم، يعتمد عليه، خلال مرحلة توحيد البلاد. وكانت قواته تتكون من أفراد الحاضرة والبادية. وكان يدعو أتباعه، فتجتمع فئاتهم تحت رايته. وكانت كل مجموعة، تعتمد على إمكاناتها الذاتية، تمويناً وتسليحاً. وبعد انتهاء مهامهم الحربية، يعودون إلى بلدانهم، ليعاودوا أعمالهم المعتادة، كالزراعة والتجارة والرعي. وبعد نجاح فكرة الملك عبد العزيز، بتوطين أفراد البادية، التي استوطن أبناؤها في الهجر، اعتمد عليهم، فأصبحوا في طليعة قواته المحاربة. وبعد ضم الحجاز، التي كان يوجد فيها جيش منظم، خلال فترة الحكم العثماني والهاشمي، استفاد الملك عبد العزيز من تلك التجربة، فعمل على تنظيم قواته وتطويرها. ولما كان محاصراً لمدينة جدة، أصدر عفواً عاماً عمن يغادرها إلى مكة، أو أي مكان آخر. وشجع هذا العفو بعضاً من أفراد القوات النظامية الهاشمية على الالتحاق بقوات الملك عبد العزيز. وبعد دخوله جدة، التحق بقواته كثير من أفراد الجيش الهاشمي، الذين أسهموا في إنشاء إدارات الشرطة، والأمن، وخفر السواحل، كما بذلوا جهوداً في تشكيل الوحدات العسكرية، في مختلف جهات المملكة.
في سنة 1348هـ/1929، أمر الملك عبد العزيز بإنشاء مديرية الأمور العسكرية. وأُدخلت تحسينات كبيرة في فروع الجيش النظامي. فتشكل بفوج من المدفعية، وآخر من الرشاشات، وثالث من المشاة، التي قامت بأول استعراض عسكري، في جدة، سنة 1349هـ/1930، أمام الملك عبد العزيز. وبدأ الجيش السعودي يتطور تدريجاً. الأمر الذي استدعى إنشاء وكالة للدفاع، مع استمرار بقاء مديرية الأمور العسكرية، وكان ذلك سنة 1353هـ/1934. وقامت الوكالة بإعادة تشكيل وحدات الجيش، فأصبحت وحدات الجيش، تتكون من سلاح المشاة، وسلاح الفرسان، وسلاح المدفعية. ثم نُظمت تلك الوحدات، على أساس كتائب وألوية. وأُنشئت المدرسة العسكرية، في الطائف، سنة 1353هـ/1934. وتحولت، سنة 1368هـ/ 1949، إلى الكلية الحربية. وقامت بتخريج العديد من الضباط. ثم نُقلت، سنة 1374هـ/1955، إلى الرياض. وأصبح اسمها كلية الملك عبد العزيز الحربية. وفي سنة 1358هـ/1939، أُلغيت مديرية الأمور العسكرية، لتقوم مكانها رئاسة الأركان. وشهد الجيش السعودي تطوراً كبيراً، حين أُنشئت وزارة الدفاع، وأصبح الأمير منصور بن عبد العزيز وزيراً لها في 16 ذو الحجة 1363هـ/1 ديسمبر 1944. وتم استقدام خبراء عسكريين من الخارج. وقامت وزارة الدفاع بابتعاث أفراد الجيش إلى الدول العربية والأجنبية. كما قامت بإنشاء المدارس العسكرية، كمدرسة الإشارة واللاسلكي، ومدرسة الطيران، ومدرسة الصحة والإسعاف. كذلك أُنشئ المستشفى العسكري في الطائف. وبدأ العمل ببناء المصانع الحربية، في الخرج. وتم اكتمال بناء الأسس للجيش السعودي في عهد الملك عبد العزيز. وقد شارك هذا الجيش في حرب فلسطين، سنة 1367هـ/1948.
قبل تأسيس الجيش النظامي السعودي، أدرك عبد العزيز، أنه لن يستطيع أن يستثمر قوة القبائل البدوية، ما لم يحدث تغيراً في طباعهم وسلوكهم. فعمل على فكره تحويل حياتهم الغزو والسّلب وعدم الاستقرار، إلى الحياة المستقرة. وبدأت الفكرة تأخذ التنفيذ بتأسيس «الهُجَر»، وهي مستوطنات أُعدت لسكن البدو. وباشر عبد العزيز بارسال الدعاة والوعاظ إلى البادية، ليعلموا أهلها أُسُس الدين وتوطينهم في الهجر، وأراضي يحرثونها. ولم تكن الهجر مشروع زراعي فقط، بل بناء فكري وعسكري، حيث تشكل مايعرف باسم جيش الإخوان. فبهؤلاء المقاتلين، ومعهم جيش الجهاد من رجال الحاضرة، نجح عبد العزيز في إخضاع القبائل، التي استمرت تقاتل بالأسلوب البدوي. وهزم القوات العثمانية، وكذلك جيش الشريف حسين. وعلى الرغم من شجاعة الإخوان، إلاّ أنهم أورثوا الدولة مشاكل عدة ومعقدة. حيث بدأ تطرف الأخوان الديني يُسبب حرجاً للملك عبد العزيز، حيث عارضوا أبواق المحمل المصري، لأن عزف الموسيقى في المشاعر المقدسة، في أيام الحج، حرام. فهجموا على المحمل، مما حدا بحراس المحمل أن يدافعوا عن أنفسهم، ويفتحوا عليهم النار، وذلك في موسم حج عام 1344هـ/1926. وأدى الحادث إلى توتر في العلاقات بين مصر والملك عبد العزيز، وقطعت بعدها العلاقات الدبلوماسية بين البلدين مدة عشر سنوات. وأصبحت مطالب الإخوان أكثر تعقيداً، منها رفضهم استخدام السّيارات والتلغرافات والهواتف. ورأوا أنها بدع مسيحية ومن عمل الشيطان. فقام الملك عبد العزيز بعمل مؤتمر في الرياض في شهر رجب 1345هـ/يناير 1927 واستدعى زعماء الأخوان، لكن المؤتمر فشل، فأصبحت المواجهة العسكرية حتمية بين الملك عبد العزيز والأخوان، حيث في 19 شوال 1347هـ/30 مارس 1929 شنّ الملك عبد العزيز هجومه على قوات الإخوان، وقام بهزيمتهم، واستسلم بعضهم بعد انتهاء القتال وتفرقت جموع الإخوان بعدها.

### المجال الأمني
عندما تم ضم منطقة الحجاز، كرس عبد العزيز لاستتباب الأمن فيها، لأهميتها الدينية. واستفاد عبد العزيز آل سعود من بعض الإجراءات الأمنية، التي كانت موجودة في الحجاز، وسعى إلى تطويرها. فقام بإنشاء مديرية الشرطة العامة في عام 1344هـ/1925، في مكة. وأُنشئت عدة إدارات أخرى للشرطة، في مناطق متعددة من السعودية. ثم في عام 1349هـ/1930، صدر مرسوم ملكي، يقضي بتوحيد جميع الدوائر العسكرية تحت رئاسة مدير الأمن العام. وعُين مهدي المصلح مديراً للأمن العام. ثم أنشئت مدرسة الشرطة، عام 1354هـ/1935. ثم في عام 1363هـ/1944، تم تحويل مديرية الشرطة العامة، إلى مديرية الأمن العام. واستُحدثت في عام 1369هـ/1950، تشكيلات جديدة في إدارات الأمن المختلفة. وصدر نظام للأمن العام، في السنة ذاتها. أما الجهات الساحلية، فقد أُنشئ لأمنها جهاز حرس خفر السواحل في عام 1331هـ، بعد ضم الأحساء والقطيف. ولكن بعد ضم الحجاز، أصبح حرس خفر السواحل أكثر تطويراً.

### مجال التعليم

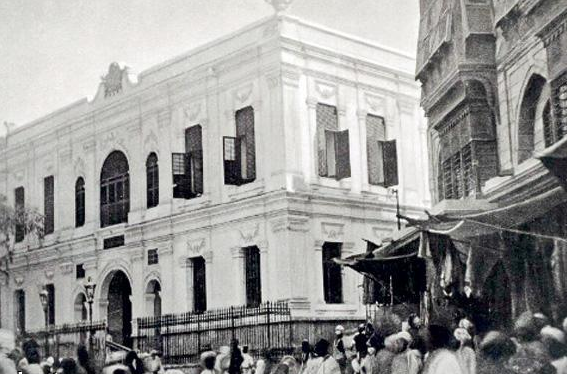
مبنى مديرية المعارف في مكة.

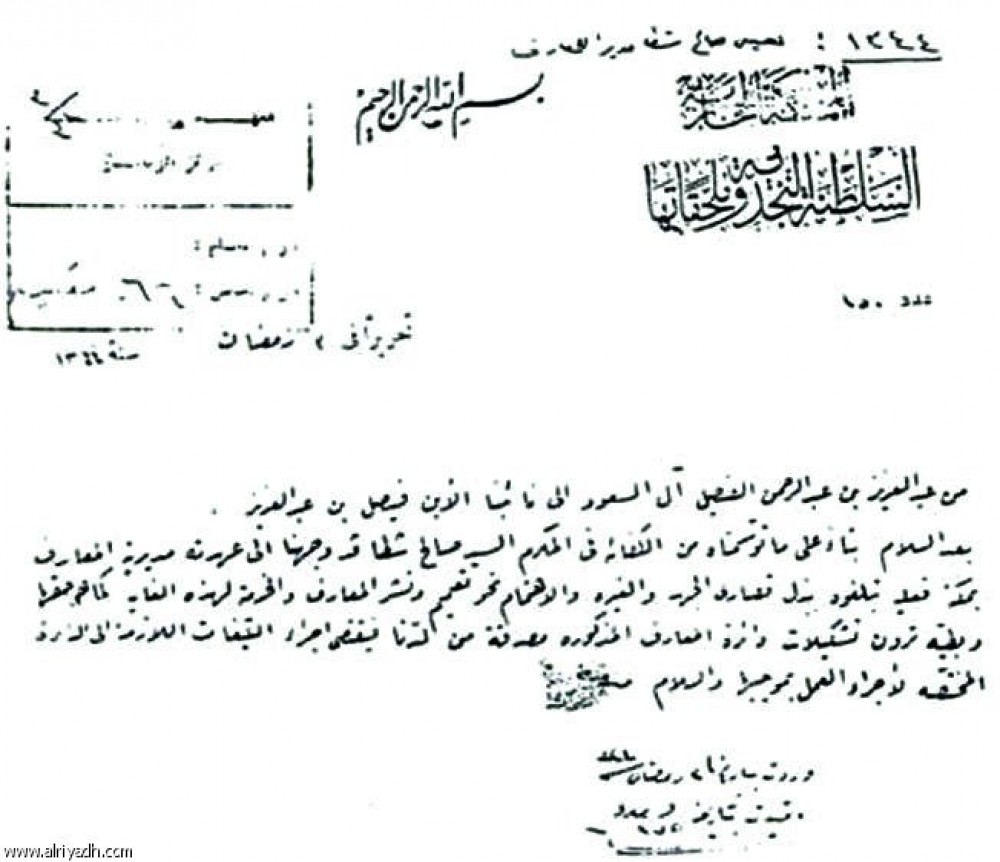
وثيقة تعيين صالح شطا مدير للمعارف في عام 1344هـ/1925.

قام الملك عبد العزيز بإنشاء مديرية المعارف في 1 رمضان 1344هـ/1925، وكان أول مدير لمديرية المعارف هو صالح شطا. وبدأ اهتمام الدولة بنشر التعليم الحديث في مناطق السعودية. وكانت منطقة الحجاز أسبق مناطق المملكة في نشر هذا النوع من التعليم؛ نظراً لمكانتها الدينية من ناحية، ولأن التعليم الحديث فيها، قد قطع شوطاً جيداً عن طريق المدارس الأهلية الحديثة المنشرة فيها، وبدأت الدراسة في المدارس الحكومية أواخر عام 1345هـ/1926. ثم في 27 محرم 1346هـ/1927، شكل مجلس المعارف برئاسة مدير المعارف ليشرف على السياسة التعليمية، وبذلك عرفت السعودية لأول مرة نظام التعليم الحديث الذي يستهدف توحيد التعليم للمواطنين ويقرر تعميمه. وشهدت مكة، إنشاء أول مدرسة ابتدائية في التعليم الحكومي الحديث وهي مدرسة الملك عبد العزيز «العزيزية» التي أنشئت عام 1345هـ/1926، وفي العام نفسه افتتحت المدرسة السعودية والفيصلية والمحمدية، وفي المدينة المنورة تعد المدرسة المنصورية والمدرسة الناصرية اللتان أنشئتا عام 1344هـ/1925 هما أول المدارس الحكومية في المدينة، وتعد مدرسة الأمراء بالرياض التي بدأت فكرتها عام 1349هـ/1930، هي أول المدارس الحكومية وكانت خاصة بأبناء الملك عبد العزيز، أما أول مدرسة للأهالي في الرياض، مدرسة ولي العهد التي افتتحت في عام 1356/1937، وتوالت المدارس الابتدائية تفتح في بقية مناطق المملكة.
وظلت مديرية المعارف تشرف على التعليم في الحجاز حتى عام 1351هـ/1932 وهو عام إعلان توحيد المملكة، فاتسعت صلاحيات مديرية المعارف وأصبحت مسؤولة عن شؤون التعليم في مناطق المملكة بأسرها. ويعد المعهد العلمي السعودي في مكة ثم المدينة نواة التعليم الثانوي بالمملكة، وافتتح عام 1345هـ/1926، وهو أول مدرسة ثانوية تنشأ في المملكة بشكل رسمي، وقد كان له أثر كبير على تطوير التعليم في المملكة. وفي عام 1355هـ/1936، صدر نظام البعثات، فتم ابتعاث الشباب المتفوقين، وكان الهدف من إنشاء تلك المدرسة هو إعداد الطلاب السعوديين للالتحاق بالجامعات في الخارج.
وبعد تزايد عدد خريجي المرحلة الثانوية في المملكة، بدت الحاجة لانتقال البلاد نحو افتتاح المرحلة الجامعية، خاصة أن نظام البعثات يكلف الدولة كثيراً، إضافة إلى كونه لا يصلح أن يكون نظاماً عاماً، فجاءت موافقة الملك عبد العزيز على إنشاء كلية الشريعة بمكة عام 1369هـ/1949، وبذلك دخلت المملكة عهد المرحلة الجامعية، فكانت كلية الشريعة بمكة أول تجربة رائدة للتعليم العالي الحديث في المملكة، وبعد ذلك أنشئت كلية المعلمين بمكة عام 1372هـ/1952. فاتجه الملك عبد العزيز إلى التعليم المهني فأمر بإنشاء المدرسة الصناعية بجدة عام 1367هـ/1947، لسد حاجة البلاد إلى الفنيين بعد أن ظهرت الحاجة إليهم مع تطور البلاد، وهي تعد أول مدرسة مهنية صناعية في السعودية، وفي عام 1372هـ/1952 أنشئت المدرسة التجارية المتوسطة في مكة لتأهيل خريجيها للعمل في وظائف المحاسبة والتجارة والاقتصاد في الشركات والبنوك، وفي أواخر عهد الملك عبد العزيز ظهرت في الرياض مدرسة صناعية في عام 1373هـ/1953.

### مجال الإعلام

جريدة أم القرى أسسها الملك عبد العزيز آل سعود في مكة عام 1343هـ، وكان ذالك أول دخوله إلى مكة.

أول إذاعة انطلقت في السعودية، كانت إذاعة أرامكو، والتي انطلق بثها 1367هـ/1948، ثم انطلقت الإذاعة السعودية، حيث شهد يوم الثلاثاء 23 رمضان 1368هـ/19 يوليو 1949، صدور مرسوم ملكي وضع فيه الإطار العام للإذاعة. وكانت فكرة نشأة الإذاعة إلى الأمير سعود بن عبد العزيز، حين كان ولياً للعهد، حيث عرض الفكرة على والده الملك عبد العزيز، فوافق على الفكرة، وكلف وزير المالية عبد الله بن سليمان الحمدان ليقوم بتنفيذها بإشراف الأمير فيصل بن عبد العزيز، نائب الملك في الحجاز، وأنشئت أول محطة إذاعية سعودية في مدينة جدة، حيث بدأ إرسالها في 9 ذو الحجة 1368هـ/1 أكتوبر 1949، وهو يوم الوقوف بعرفة، وشهدت كلمة للملك عبد العزيز ألقاها نيابة عنه الأمير فيصل بن عبد العزيز تضمنت تهنئة الحجيج بأداء مناسك الحج، والترحيب بقدومهم إلى الأراضي المقدسة. وأسس الملك عبد العزيز صحيفة أم القرى، وكان العدد الأول للجريدة صدر في ديسمبر 1924، وكانت أول جريدة سعودية تصدر.
بعد مرور ثلاث سنوات على صدور صحيفة أم القرى، توالى صدور عشر من الصحف والمجلات، وذلك خلال العقود الثلاثة المتبقية من عهد الملك عبد العزيز، وبذلك يكون عدد الصحف السعودية التي صدرت في عهد الملك عبد العزيز- بالإضافة إلى صحيفة أم القرى، هي إحدى عشرة صحيفة ومجلة. ومنها مجلة الإصلاح، صدرت عام 1928، ورأس تحريرها محمد حامد الفقي. ثم صدرت جريدة البلاد في عام 1932، وهي أول صحيفة أهلية سعودية، ومنح ترخيص إصدارها لمحمد صالح نصيف. ثم صدرت مجلة المنهل في عام 1937، وكانت تصدر شهرياً، ومنح امتياز إصدارها لعبد القدوس الأنصاري. ثم صدرت جريدة المدينة في عام 1937، وأصدرها عثمان حافظ. ثم مجلة النداء الإسلامي في عام 1937، وأصدرها مصطفى أندرقيري. ثم صحيفة الشمس والوهج في عام 1946، وهي جريدة ناطقة باللغة الإنجليزية، وصدرت عن شركة أرامكو، وأول مطبوعة تنشر بالإنجليزية في السعودية، ثم غُير اسمها فيما بعد إلى الشمس العربية. وصدرت مجلة الحج، في مايو 1947، وكان هاشم زواوي أول من تولى رئاسة تحريرها. ثم صدرت مجلة الغرفة التجارية في يناير 1948، ورأس تحريرها محمد راسم، وتغير اسمها لاحقاً إلى مجلة التجارة بعد صدور أول عددين منها. ثم صدرت مجلة اليمامة في عام 1953، ومنح امتيازها لحمد الجاسر. ثم مجلة قافلة الزيت، وأصدرتها شركة أرامكو، في أكتوبر 1953، أي قبل شهر من وفاة الملك عبد العزيز، وتولى حافظ البارودي مسؤولية الإشراف على تحريرها.

## الأغاني والموسيقى
تم تأليف وغناء عدد من الأغاني للملك عبد العزيز والتي كان لها ارتباط تاريخي وسياسي مثل؛ أغنية «يا رفيع التاج من آل سعود» للشاعر صالح جودت ألحان وغناء محمد عبد الوهاب فتم غنائها أثناء زيارة الملك عبد العزيز لمصر في عام 1946.
ويقول مطلع القصيدة:
وأغنية «أهلاً ومرحباً وابدي سلام» للشاعر علي بن موسى بن عبد المحسن السيف وغناها المطرب الكويتي الشهير عبد اللطيف الكويتي خلال زيارته للسعودية في عام 1934. ويقول مطلع القصيدة:
وقد تغنت أم كلثوم بأغنية سلوا قلبي للشاعر محمد الأسمر، وبثت الأغنية في الإذاعة المصرية طيلة تواجد الملك عبد العزيز في مصر بعد أن ألحق بها الشاعر محمد الأسمر خمسة أبيات في مدح الملكين عبد العزيز وفاروق.

## المجلات العالمية
أجرت مجلة «لايف» LIFE الأمريكية لقاء تاريخيًا مع الملك عبد العزيز بن عبد الرحمن تحت عنوان: ابن سعود «ملك السعودية» ملك صنع مملكة. وتصدرت صورة الملك عبد العزيز جالساً على كرسي، غلاف المجلة لعددها الصادر في 31 مايو 1943، مبرزة أهمية تلك الشخصية السياسية. ووصفت المجلة الملك عبد العزيز بأنه أحد أقوى الرجال في عصره وقام بعمل عظيم لا مثيل له في تلك المرحلة الحرجة، فيما يعد التقرير أول لقاء رسمي لصحيفة غربية مع جلالة الملك عبد العزيز في الرياض، كما تعد المجلة مرجعاً تاريخياً مهما تناولت الكثير من الجوانب الخاصة بالمملكة. ورصدت المجلة صوراً ضوئية من الحياة اليومية والأماكن التاريخية والأثرية، إلى جانب توثيق طريق الرحلة من جدة إلى الرياض مروراً بمحطات التوقف بين المدينتين، وضمت المجلة رؤية ومشاهدات مهمة لسني نهضة السعودية.

## العملة والطوابع
عند طرح الإصدار الثالث من النقود الورقية في التداول، في عهد الملك خالد بن عبد العزيز آل سعود وضعت صورة الملك عبد العزيز على فئة المئة ريال. وعند طرح الإصدار الرابع من النقود الورقية في التداول، في عهد الملك فهد بن عبد العزيز آل سعود في عام 1404هـ الموافق 1984. وانفرد هذا الإصدار بإضافة فئة الخمس مئة ريال، لأول مرة إلى فئات النقد السعودي، وتم وضع صورة الملك عبد العزيز عليها. وفي الإصدار الخامس من العملات الورقية الذي طبع في عهد الملك عبد الله بن عبد العزيز آل سعود، استمرت صورة الملك عبد العزيز على فئة الخمس مئة ريال.
وقامت مؤسسة النقد العربي السعودي بطرح إصدار تذكاري بمناسبة مرور مائة عام على تأسيس المملكة العربية السعودية عام 1419هـ، ولأهمية هذه المناسبة، تم طرح أوراق نقدية جديدة من فئة المائتي ريال وفئة العشرين ريالاً، وقد تضمنت هاتان الفئتان صورة الملك عبد العزيز.
ظهرت صورة الملك عبد العزيز على العديد من الطوابع البريدية منذ إصدار أول طابع بريد في تاريخ المملكة العربية السعودية عام 1934. حيث ظهرت صورة الملك عبد العزيز على طابع مرور 80 سنة على تأسيس القوات المسلحة، وطابع مرور 50 عاما على إصدار أول طابع تذكاري وغيرها.

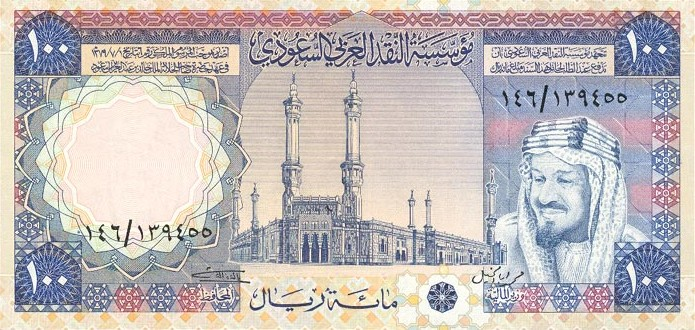
صورة الملك عبد العزيز على فئة 100 ريال عام 1976.
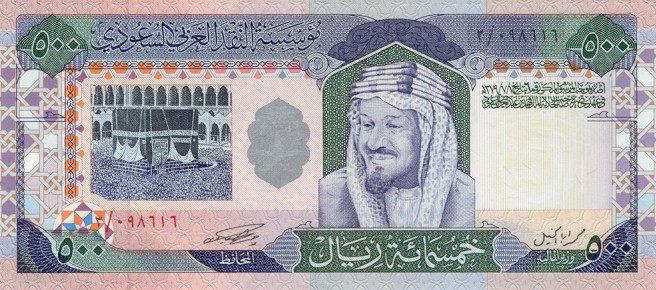
صورة الملك عبد العزيز على فئة 500 ريال عام 1983.
طابع القوات المسلحة السعودية عام 1980
مرور 50 عاما على اصدار أول طابع تذكاري، عام 1979.

## ألقابه
مرت تسمية وألقاب الملك عبد العزيز بمراحل مُتعددة. كان يحب أن يُنادَى بكُنيته «أبو تركي»، نسبة لابنه البكر ويدعوه به رجال القبائل، أما توجيه الخطاب إليه ب طويل العمر، فهذا يشاركه فيه الكثيرون في الجزيرة العربية، عندما يتحدث أحدهم إلى الآخر، وكان أحب إليه من دعوته بعظمة السلطان أو جلالة الملك.
تغيّرت ألقاب الملك عبد العزيز وفقاً لكل مرحلة في حكمه.
1. الإمام: وهو لقب عام للملك عبد العزيز، ومعناه الحاكم، وقد ورث هذا اللقب عن آبائه حكام الدولة السعودية الأولى والثانية.
2. أمير نجد ورئيس عشائرها، من عام 1319هـ - 1902م.
3. سلطان نجد وملحقاتها، من عام 1339هـ - 1920م.
4. ملك الحجاز وسلطان نجد وملحقاتها، من عام 1344هـ - 1926م.
5. ملك الحجاز ونجد وملحقاتها، من عام 1345هـ - 1927م.
6. الملك أو ملك المملكة العربية السعودية، وهو اللقب الذي ثبت منذ عام 1351هـ - 1932 م، وتوارثه الملوك من بعده.[251][252][253]

## أسرته

تركي أكبر أبناء الملك عبد العزيز.

تزوج عبد العزيز آل سعود للمرة الأولى وكان عمره سبعة عشر ربيعاً، من فتاة من البادية اسمها شريفة بنت صقر الفجري من قبيلة بني خالد، لكنها لم تعمر طويلاً، حيث توفيت بعد ستة أشهر من زواجها، وكان ذلك في عام 1312هـ/1894. أما زواجه الثاني فكان من شيوخ بني خالد، حيث تزوج من وضحى بنت محمد بن عريعر، فأنجبت له ابنه البكر تركي، وأخاه الملك سعود، وأختهما منيرة. ثم تزوج بالأميرة سارة بنت عبد الله بن فيصل، ولكنها لم تنجب منه. ثم تزوج بعد استعادته للرياض مباشرة بطرفة بنت عبد الله بن عبد اللطيف آل الشيخ، فأنجبت له أبنه الملك فيصل، وكانت قد أنجبت قبل فيصل بنتاً اسمها نورة. ثم تزوج بالجوهرة بنت مساعد بن جلوي آل سعود، وأنجبت له محمد، والملك خالد والعنود. ثم تزوج من حصة بنت أحمد بن محمد السديري، فولدت للملك ولداً سماه سعد، توفي صغيراً، ثم أنجبت له الملك فهد وسلطان وعبد الرحمن وتركي ونايف والملك سلمان وأحمد وبنتين سُميتا فلوة وشعيع توفيتا صغيرتين، ثم أنجبت موضي ولولوة ولطيفة والجوهرة وجواهر. ثم تزوج عبد العزيز بالجوهرة بنت سعد السديري وأنجبت له سعد وعبد المحسن ومساعد، وابنتين هما حصة والبندري. وبعد وفاة الجوهرة تزوج بفهدة بنت العاصي من شيوخ قبيلة شمر، فأنجبت له الملك عبد الله وصيتة ونوف. ثم تزوج هيا بنت سعد السديري، فأنجبت له بدر وعبد الإله وعبد المجيد ونورة ومشاعل.
وكان الملك عبد العزيز قد تزوج قبل ذلك من فتاة من قبيلة العجمان، هي لجعة بنت خالد بن حثلين، فولدت له الأميرة سارة. ثم تزوج نوف بنت الشعلان حفيدة الشيخ نوري الشعلان شيخ قبائل الرولة، وأنجبت له ثامر وممدوح ومشهور. وتزوج بلولوة بنت صالح بن دخيل من أهل بريدة من قبيلة الدواسر، وأنجبت له فهد الأول، لكنه توفي صغيراً. ثم تزوج بعدها هيلة بنت صالح بن إبراهيم الربدي من وجهاء القصيم، ولم تنجب له. كما تزوج هيا بنت حسن بن مهنا من أمراء بريدة، ولم تنجب له. وتزوج نورة بنت حسن السليمان من القصيم، ولم تنجب له أيضاً. وتزوج موضي بنت سلطان آل منديل من قبيلة بني خالد، وأنجبت له شيخة. وتزوج كذالك من قبيلة بني خالد، وهي شاهة بنت حزام الخالدي وأنجبت له دليل. وتزوج بامرأة من القصيم، انجبت له الجوهرة الأولى. وتزوج عبد العزيز كذالك من قبيلة بني شهر، وهي عائشة بنت شاكر العسبلي الشهري، وأنجبت له طرفة، وهي أصغر بنات الملك عبد العزيز، وتزوج عبد العزيز بفتيات أخريات أنجبن له العديد من البنين والبنات، منهن بزة الأولى، وأنجبت له ناصر. ومن زوجاته، شهيدة وأنجبت له منصور ومشعل ومتعب وقماشة. ومن زوجاته بزة الثانية، وأنجبت لعبد العزيز بندر وفواز. وكذالك من زوجاته، منيّر -تصغير مٌنيرة- وأنجبت له طلال ونواف ومضاوي. ومن زوجاته، بشرى وأنجبت له مشاري. ومن زوجاته، موضي، وأنجبت له ماجد وسطام وسلطانة، وهيا وجوزاء. ومن زوجات عبد العزيز، سعيدة، وأنجبت له هذلول وعبطاء. أما زوجته بركة فقد انجبت له مقرن. وأما زوجته فطيمة، أنجبت له حمود. ومن زوجات عبد العزيز، الجازي بنت حثلين من قبيلة العجمان. ونورة بنت سعد العريفي، ووالدها أمير بلدة مزعل قرب القويعية. وجواهر بنت محمد بن طلال بن رشيد، ولم تنجب منه.

## وفاته

خبر وفاة الملك عبد العزيز في صحيفة البلاد.

قبيل وفاته، انتقل الملك عبد العزيز بالطائرة إلى الطائف في 28 ذو القعدة 1372هـ/8 أغسطس 1953 فنزل في الطائف مصيفه المعتاد، ولم يتمكن من ترؤس الحج في ذالك العام بسبب مرضه، فناب عنه ولي عهده الأمير سعود، وامضى الملك عبد العزيز ثلاثة أشهر في الطائف، وأشتد عليه المرض. حتى توفي في قصره في الطائف في صباح يوم الاثنين 2 ربيع الأول 1373هـ/9 نوفمبر 1953 بنوبة قلبية بعد معاناته من مرض تصلب الشرايين، وتمت الصلاة عليه في الحوية ثم تم نقل جثمانه من الطائف إلى الرياض، حيث دفن في مقبرة العود.
رثا عدد من الشعراء الملك عبد العزيز بن عبد الرحمن آل سعود بعد وفاته، ومن هؤلاء: الشاعر الجزائري محمد العيد آل خليفة الذي قال:

## الإرث
أقيمت العديد من المنشآت التي تحمل اسم الملك عبد العزيز سواء كانت عسكرية، أو طبية، أو مدنية منها، مطار الملك عبد العزيز الدولي ويقع المطار في مدينة جدة. وافتتح المطار رسمياً في إبريل 1981. ومدينة الملك عبد العزيز الطبية في الرياض، افتتحت في فبراير 2001. ومدينة الملك عبد العزيز العسكرية في مدينة تبوك.
وجامعة الملك عبد العزيز في مدينة جدة افتتحت في 1967. ومؤسسة الملك عبد العزيز ورجاله للموهبة والإبداع. وكلية الملك عبد العزيز الحربية التي تعد أول كلية عسكرية سعودية. أسست في 22 ديسمبر، 1955. ومركز الملك عبد العزيز الدولي للمؤتمرات في الرياض. ومدينة الملك عبد العزيز للعلوم والتقنية والتي تأسست عام 1977، ومركز الملك عبد العزيز للحوار الوطني الذي تأسس عام 2004. ومركز الملك عبد العزيز التاريخي. وميدان الملك عبد العزيز للفروسية في مدينة الرياض. وأنشئ سنة 1965. ومركز الملك عبد العزيز الثقافي العالمي المخصص في مجال التنمية الاجتماعية. ومركز الملك عبد العزيز للخيل العربية الأصيلة. ومشروع الملك عبد العزيز للنقل العام. ودارة الملك عبد العزيز التي أنشئت في 1972، وقد أنشئت لخدمة تاريخ وجغرافية وآداب وتراث المملكة العربية السعودية والدول العربية والدول الإسلامية بصفة عامة. وسميت مجموعة من الطرق الرئيسية في مناطق المملكة العربية السعودية باسم الملك مثل: طريق الملك عبد العزيز في مدينة الرياض، وطريق الملك عبد العزيز في مدينة جدة، وطريق الملك عبد العزيز في مدينة الخبر. وفي عام 2013، افتتح الأمير خالد بن بندر بن عبد العزيز أمير منطقة الرياض مجسم بوابة الرياض، والمجسم عبارة عن سيف الملك عبد العزيز الذي يشق صخرة كبيرة، تمثل حياة الشقاء التي كان يعانيها الأهالي في تلك البدايات لينساب منها الماء، لتمثل حالة الازدهار التي بدأت، ومن خلفه 13 علمًا تمثل محافظات المملكة، ووضع حول مجسم النصب أسماء الأبطال الذين شاركوا الملك عبد العزيز في استرداد الرياض وعددهم مايقارب 64 رجلاً من رجالات الملك عبد العزيز لتخليد ذكراهم.

مجسم سيف الملك عبد العزيز عند مدخل الرياض.

## كتب عن الملك عبد العزيز
- الملك عبد العزيز آل سعود، محمد حرب، دار الفكر اللبناني، بيروت (1991).
- الوجيز في سيرة الملك عبد العزيز، خير الدين الزركلي، دار العلم للملايين، بيروت (1988).
- صقر الجزيرة، أحمد عبد الغفور عطار، مطبعة الحرية، بيروت، (1972).
- الملك عبد العزيز آل سعود أمة في رجل، عبد الله بن عبد المحسن التركي، وزارة الشئون الإسلامية والأوقاف والدعوة والإرشاد - الرياض (1999).
- الملك عبد العزيز آل سعود، محي الدين رضا، دار إحياء الكتب العربية، القاهرة (1950).
- سيرة عبد العزيز بن عبد الرحمن آل فيصل آل سعود، أمين الريحاني، منشورات الفاخرية، الرياض (1950).
- المصحف والسيف، محيي الدين القابسي، دار الناصر، الرياض، (1983).
- سيد الجزيرة العربية الملك عبد العزيز آل سعود، هارولد ارمسترونغ، مطابع الأهرام التجارية، مصر، (1991).

## وصلات خارجية
- عبد العزيز آل سعود على موقع الموسوعة البريطانية (الإنجليزية)
- عبد العزيز آل سعود على موقع مونزينجر (الألمانية)
- عبد العزيز آل سعود على موقع إن إن دي بي (الإنجليزية)
- موقع الملك عبد العزيز الإلكتروني
- إعلان وفاته أم القرى.
- الفلم الوثائقي عبد العزيز والقوى العظمى على موقع شاهد.

| سبقه عبد الرحمن بن فيصل آل سعود من الدولة السعودية الثانية | مؤسس وملك المملكة العربية السعودية 1319 هـ - 1373 هـ 1902 - 1953 | تبعه سعود بن عبد العزيز آل سعود |